# Kytovci
Kytovci (Cetacea) jsou podskupina (infrařád) sudokopytníků přizpůsobených k životu v moři. Jejich sesterskou skupinou jsou hrochovití. Kvůli výrazným anatomickým a fyziologickým adaptacím na vodní způsob života je jejich evoluční souvislost se suchozemskými savci dosti zastřená a donedávna byli považováni za samostatný řád. Mezi jejich nejnápadnější znaky související s přechodem do vody patří přeměna předních končetin v ploutve a vymizení zadních končetin, vznik horizontální (vodorovné) ocasní ploutve, která je hlavním orgánem pohybu, ztráta srsti, ztráta vnějšího ucha, získání hydrodynamického vřetenovitého tvaru těla a další. Typicky savčím projevem je jejich potřeba dýchat vzduch. Někteří kytovci sice mohou pod vodou vydržet i přes dvě hodiny, ale nakonec se nadechnout musí. Nozdry jsou posunuty v podstatě na temeno hlavy, lebka je touto tzv. teleskopizací oproti lebce jiných savců silně modifikovaná.
Evoluční proměna původně suchozemských savců v plně vodní zvířata je dnes dobře dokumentovaná množstvím fosilních dokladů. Nejstarší zástupci kytovců, jako byli pohybu po souši schopní Pakicetus nebo Ambulocetus, jsou známí z období spodního eocénu Pákistánu a severní Indie. Koncem eocénu již existovali plně akvatičtí kytovci jako Dorudon nebo Basilosaurus.
Mezi kytovce se řadí přes 80 druhů v 13–14 čeledích. Lze je rozdělit na dvě výrazně rozdílné podskupiny, kosticovce (Mysticeti) a ozubené (Odontoceti). Kosticovci jsou bezzubí, svou kořist (nejčastěji kril, tedy pelagické korýše) filtrují z vody pomocí rohovinových kostic. Patří mezi ně obrovští savci, jako jsou velryby nebo plejtváci včetně největšího (nejtěžšího) živočicha všech dob, plejtváka obrovského. Ozubení jsou naproti tomu typičtí dravci, živí se ponejvíce rybami nebo hlavonožci. V tlamě mohou mít mnoho kuželovitých nerozlišených zubů, ale mohou být i bezzubí. Nejznámější (a nejprozkoumanější) z nich jsou delfíni, kosatky dravé, sviňuchy, běluha nebo vorvaň. Patří mezi ně nejlepší a nejvytrvalejší potápěči mezi savci – vorvaňovci. Význačnou vlastností ozubených je schopnost echolokace – využívání ultrazvuků k mapování okolí a pátrání po kořisti pomocí vnímání ozvěn.
Kytovci, zejména ozubení, jsou velice inteligentní, snadno vycvičitelná zvířata s velikým podílem učení na vývoji jedince. U některých (kosatky, vorvani) jsou dobře dokumentovány skupiny, v rámci nichž jsou z generace na generaci předávány zvyklosti ohledně lovu nebo komunikace a lze tak mluvit o různých kulturách v rámci těchto druhů.
Populace velkých kytovců byly hlavně koncem 19. a začátkem 20. století zdecimovány velrybářstvím, ale v některých případech se podařilo jejich hrozící vyhubení odvrátit. I tak zůstává lidská činnost pro kytovce významným zdrojem rizik a některé druhy patří mezi kriticky ohrožené. Delfínovec čínský byl patrně vyhuben.

## Systematika a taxonomie kytovců

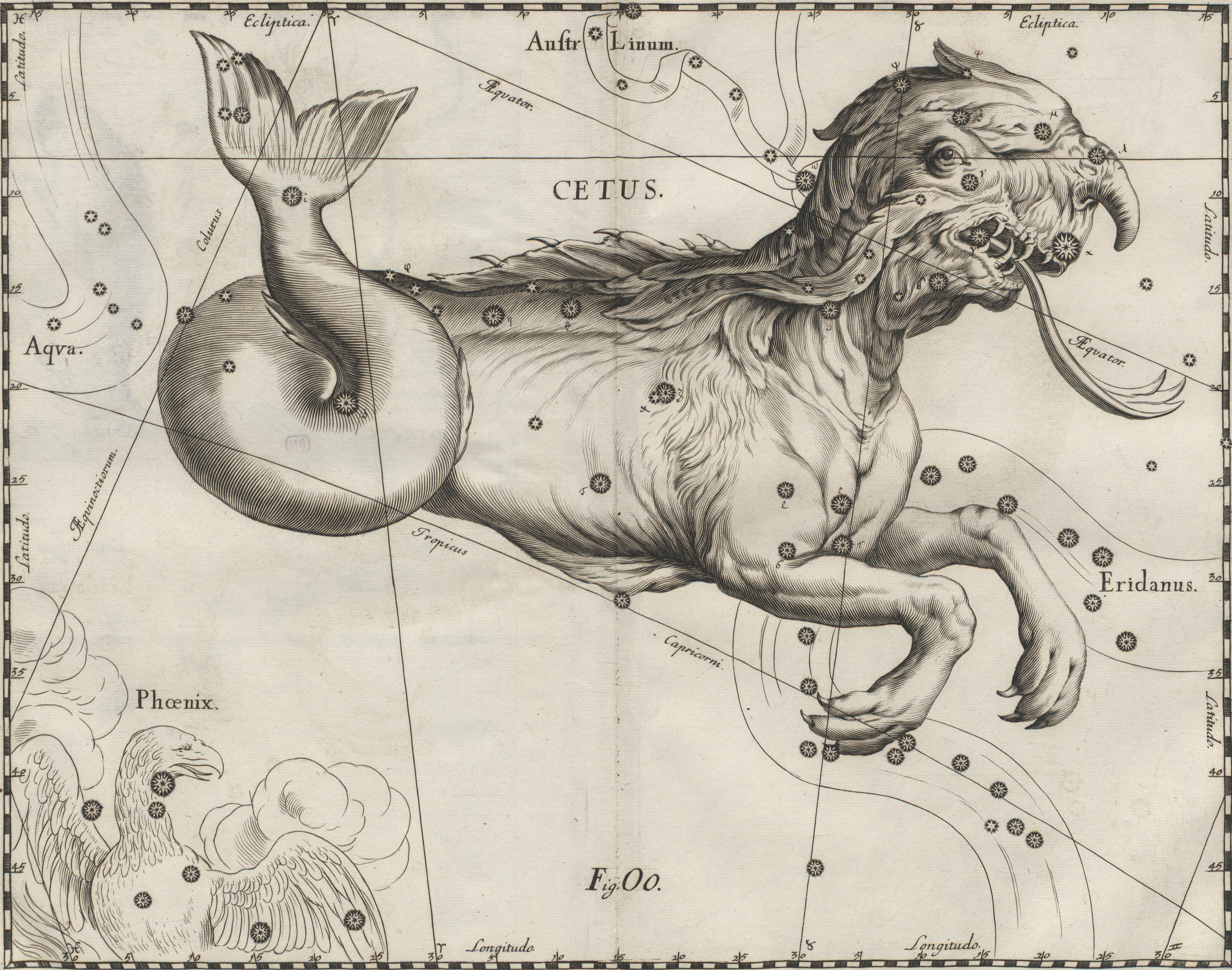
Cetus, mořská obluda jako souhvězdí (v češtině „Velryba“)

Kytovci budili svou zvláštní směsicí „rybích“ a savčích znaků pozornost již u starověkých přírodovědců. Ve 4. století př. n. l. se o nich ve svých spisech známých pod latinskými jmény Historia animalium a De partibus animalium zmiňuje Aristotelés. Uvědomuje si, že dýchají vzduch, rodí živá mláďata, která kojí, a považuje je za tvory „na půli cesty mezi vodními a suchozemskými [zvířaty]“. Intuitivní vnímání většiny plně vodních obratlovců jako „ryb“ se projevuje ještě v díle Carla Linného, který teprve ve významném desátém vydání svého Systema naturae řadí kytovce mezi savce (jako jejich 8., poslední řád Cete), zatímco v předchozích vydáních je řadí mezi ryby.
Vědecký název řádu je odvozen od latinského slova cetus, jehož původní význam byl „velké mořské zvíře“. Tento výraz pochází z řeckého slova ketos, jež označovalo velrybu, jakoukoliv obrovskou rybu či „mořského netvora“. Také český výraz „kytovec“ je odvozen od Preslova výrazu „kyt“, tj. „velryba“, z ruského kit přejatého z řeckého ketos. Vědní obor, který se zabývá kytovci, se nazývá cetologie.

### Kytovci vrámci sudokopytníků
|              | přežvýkavci                                            |
|              |                                                        |
| Whippomorpha | \| \| hrochovití \| \| \| \| \| \| kytovci \| \| \| \| |
|              | \| \| hrochovití \| \| \| \| \| \| kytovci \| \| \| \| |
|              | hrochovití                                             |
|              |                                                        |
|              | kytovci                                                |
|              |                                                        |

|  | hrochovití |
|  |            |
|  | kytovci    |
|  |            |

|              | přežvýkavci                                            |
|              |                                                        |
| Whippomorpha | \| \| hrochovití \| \| \| \| \| \| kytovci \| \| \| \| |
|              | \| \| hrochovití \| \| \| \| \| \| kytovci \| \| \| \| |
|              | hrochovití                                             |
|              |                                                        |
|              | kytovci                                                |
|              |                                                        |

|  | hrochovití |
|  |            |
|  | kytovci    |
|  |            |

|              | přežvýkavci                                            |
|              |                                                        |
| Whippomorpha | \| \| hrochovití \| \| \| \| \| \| kytovci \| \| \| \| |
|              | \| \| hrochovití \| \| \| \| \| \| kytovci \| \| \| \| |
|              | hrochovití                                             |
|              |                                                        |
|              | kytovci                                                |
|              |                                                        |

|  | hrochovití |
|  |            |
|  | kytovci    |
|  |            |

|              | přežvýkavci                                            |
|              |                                                        |
| Whippomorpha | \| \| hrochovití \| \| \| \| \| \| kytovci \| \| \| \| |
|              | \| \| hrochovití \| \| \| \| \| \| kytovci \| \| \| \| |
|              | hrochovití                                             |
|              |                                                        |
|              | kytovci                                                |
|              |                                                        |

|  | hrochovití |
|  |            |
|  | kytovci    |
|  |            |

|              | přežvýkavci                                            |
|              |                                                        |
| Whippomorpha | \| \| hrochovití \| \| \| \| \| \| kytovci \| \| \| \| |
|              | \| \| hrochovití \| \| \| \| \| \| kytovci \| \| \| \| |
|              | hrochovití                                             |
|              |                                                        |
|              | kytovci                                                |
|              |                                                        |

|  | hrochovití |
|  |            |
|  | kytovci    |
|  |            |

|              | přežvýkavci                                            |
|              |                                                        |
| Whippomorpha | \| \| hrochovití \| \| \| \| \| \| kytovci \| \| \| \| |
|              | \| \| hrochovití \| \| \| \| \| \| kytovci \| \| \| \| |
|              | hrochovití                                             |
|              |                                                        |
|              | kytovci                                                |
|              |                                                        |

|  | hrochovití |
|  |            |
|  | kytovci    |
|  |            |

|              | přežvýkavci                                            |
|              |                                                        |
| Whippomorpha | \| \| hrochovití \| \| \| \| \| \| kytovci \| \| \| \| |
|              | \| \| hrochovití \| \| \| \| \| \| kytovci \| \| \| \| |
|              | hrochovití                                             |
|              |                                                        |
|              | kytovci                                                |
|              |                                                        |

|  | hrochovití |
|  |            |
|  | kytovci    |
|  |            |

|              | přežvýkavci                                            |
|              |                                                        |
| Whippomorpha | \| \| hrochovití \| \| \| \| \| \| kytovci \| \| \| \| |
|              | \| \| hrochovití \| \| \| \| \| \| kytovci \| \| \| \| |
|              | hrochovití                                             |
|              |                                                        |
|              | kytovci                                                |
|              |                                                        |

|  | hrochovití |
|  |            |
|  | kytovci    |
|  |            |

Kytovci jsou dnes považováni za jednu z podskupin sudokopytníků (Artiodactyla), ale až do konce 20. století byli pokládáni za samostatný řád savců. Právě pro zdůraznění sjednocení dvou dříve samostatných řádů se pro sudokopytníky zahrnující také kytovce někdy užívá odborné označení Cetartiodactyla (do češtiny někdy překládáno jako kytokopytníci). Někteří autoři ale namítají, že takovéto přeřazení dříve samostatného taxonu dovnitř taxonu jiného by nemělo automaticky ospravedlňovat potřebu nového taxonomického jména (tak jako nebylo třeba hledat nová označení např. pro dinosaury, resp. šelmy poté, co mezi ně byli zařazeni ptáci, resp. ploutvonožci). Název Cetartiodactyla pak lze považovat za pouhé synonymum staršího označení Artiodactyla.
Nejbližší žijící příbuzní kytovců jsou hrochovití. Společně s hrochovitými tvoří skupinu Whippomorpha (syn. Cetancodonta). První část názvu skupiny Whippomorpha je složeninou z anglických slov whale a hippo, tedy „velryba“ a „hroch“. Whippomorpha společně s přežvýkavci (Ruminantia) patří do skupiny Cetruminantia. Ještě obsáhlejší skupina, do které jsou navíc řazeni štětináči (prasatovití a pekariovití), byla pojmenována Artiofabula (z řeckého artios, „sudý“, ale také „dokonalý“, „kompletní“; a latinského fabula, „příběh“, „bajka“).
Skupině Whippomorpha buď není přiřazena žádná taxonomická kategorie (jde prostě o klad), nebo je vnímána nejčastěji jako podřád a kytovci jako infrařád sudokopytníků. Kytovčí podskupiny kosticovci a ozubení jsou pak označovány jako parvřády (malořády), což je vzácně užívaná taxonomická kategorie. V tomto případě souvisí její užití s přesunem bývalého samostatného řádu kytovci hluboko dovnitř řádu sudokopytníci. Lze se však setkat i s pojetím, kde kytovci nejsou infrařádem, ale podřádem. Existují publikace, kde jsou na různých místech poněkud nekonzistentně uváděny obě tyto možnosti.

### Systém kytovců
|  | velrybkovití                                                       |
|  |                                                                    |
|  | \| \| plejtvákovcovití \| \| \| \| \| \| plejtvákovití \| \| \| \| |
|  |                                                                    |
|  | plejtvákovcovití                                                   |
|  |                                                                    |
|  | plejtvákovití                                                      |
|  |                                                                    |

|  | plejtvákovcovití |
|  |                  |
|  | plejtvákovití    |
|  |                  |

|  | velrybkovití                                                       |
|  |                                                                    |
|  | \| \| plejtvákovcovití \| \| \| \| \| \| plejtvákovití \| \| \| \| |
|  |                                                                    |
|  | plejtvákovcovití                                                   |
|  |                                                                    |
|  | plejtvákovití                                                      |
|  |                                                                    |

|  | plejtvákovcovití |
|  |                  |
|  | plejtvákovití    |
|  |                  |

|  | vorvaňovití |
|  |             |
|  | kogiovití   |
|  |             |

|  | čínští delfínovcovití                                                                 |
|  |                                                                                       |
|  | \| \| amazonští delfínovcovití \| \| \| \| \| \| laplatští delfínovcovití \| \| \| \| |
|  |                                                                                       |
|  | amazonští delfínovcovití                                                              |
|  |                                                                                       |
|  | laplatští delfínovcovití                                                              |
|  |                                                                                       |

|  | amazonští delfínovcovití |
|  |                          |
|  | laplatští delfínovcovití |
|  |                          |

|  | delfínovití                                                  |
|  |                                                              |
|  | \| \| sviňuchovití \| \| \| \| \| \| narvalovití \| \| \| \| |
|  |                                                              |
|  | sviňuchovití                                                 |
|  |                                                              |
|  | narvalovití                                                  |
|  |                                                              |

|  | sviňuchovití |
|  |              |
|  | narvalovití  |
|  |              |

|  | čínští delfínovcovití                                                                 |
|  |                                                                                       |
|  | \| \| amazonští delfínovcovití \| \| \| \| \| \| laplatští delfínovcovití \| \| \| \| |
|  |                                                                                       |
|  | amazonští delfínovcovití                                                              |
|  |                                                                                       |
|  | laplatští delfínovcovití                                                              |
|  |                                                                                       |

|  | amazonští delfínovcovití |
|  |                          |
|  | laplatští delfínovcovití |
|  |                          |

|  | delfínovití                                                  |
|  |                                                              |
|  | \| \| sviňuchovití \| \| \| \| \| \| narvalovití \| \| \| \| |
|  |                                                              |
|  | sviňuchovití                                                 |
|  |                                                              |
|  | narvalovití                                                  |
|  |                                                              |

|  | sviňuchovití |
|  |              |
|  | narvalovití  |
|  |              |

|  | čínští delfínovcovití                                                                 |
|  |                                                                                       |
|  | \| \| amazonští delfínovcovití \| \| \| \| \| \| laplatští delfínovcovití \| \| \| \| |
|  |                                                                                       |
|  | amazonští delfínovcovití                                                              |
|  |                                                                                       |
|  | laplatští delfínovcovití                                                              |
|  |                                                                                       |

|  | amazonští delfínovcovití |
|  |                          |
|  | laplatští delfínovcovití |
|  |                          |

|  | delfínovití                                                  |
|  |                                                              |
|  | \| \| sviňuchovití \| \| \| \| \| \| narvalovití \| \| \| \| |
|  |                                                              |
|  | sviňuchovití                                                 |
|  |                                                              |
|  | narvalovití                                                  |
|  |                                                              |

|  | sviňuchovití |
|  |              |
|  | narvalovití  |
|  |              |

|  | čínští delfínovcovití                                                                 |
|  |                                                                                       |
|  | \| \| amazonští delfínovcovití \| \| \| \| \| \| laplatští delfínovcovití \| \| \| \| |
|  |                                                                                       |
|  | amazonští delfínovcovití                                                              |
|  |                                                                                       |
|  | laplatští delfínovcovití                                                              |
|  |                                                                                       |

|  | amazonští delfínovcovití |
|  |                          |
|  | laplatští delfínovcovití |
|  |                          |

|  | delfínovití                                                  |
|  |                                                              |
|  | \| \| sviňuchovití \| \| \| \| \| \| narvalovití \| \| \| \| |
|  |                                                              |
|  | sviňuchovití                                                 |
|  |                                                              |
|  | narvalovití                                                  |
|  |                                                              |

|  | sviňuchovití |
|  |              |
|  | narvalovití  |
|  |              |

|  | čínští delfínovcovití                                                                 |
|  |                                                                                       |
|  | \| \| amazonští delfínovcovití \| \| \| \| \| \| laplatští delfínovcovití \| \| \| \| |
|  |                                                                                       |
|  | amazonští delfínovcovití                                                              |
|  |                                                                                       |
|  | laplatští delfínovcovití                                                              |
|  |                                                                                       |

|  | amazonští delfínovcovití |
|  |                          |
|  | laplatští delfínovcovití |
|  |                          |

|  | delfínovití                                                  |
|  |                                                              |
|  | \| \| sviňuchovití \| \| \| \| \| \| narvalovití \| \| \| \| |
|  |                                                              |
|  | sviňuchovití                                                 |
|  |                                                              |
|  | narvalovití                                                  |
|  |                                                              |

|  | sviňuchovití |
|  |              |
|  | narvalovití  |
|  |              |

|  | čínští delfínovcovití                                                                 |
|  |                                                                                       |
|  | \| \| amazonští delfínovcovití \| \| \| \| \| \| laplatští delfínovcovití \| \| \| \| |
|  |                                                                                       |
|  | amazonští delfínovcovití                                                              |
|  |                                                                                       |
|  | laplatští delfínovcovití                                                              |
|  |                                                                                       |

|  | amazonští delfínovcovití |
|  |                          |
|  | laplatští delfínovcovití |
|  |                          |

|  | delfínovití                                                  |
|  |                                                              |
|  | \| \| sviňuchovití \| \| \| \| \| \| narvalovití \| \| \| \| |
|  |                                                              |
|  | sviňuchovití                                                 |
|  |                                                              |
|  | narvalovití                                                  |
|  |                                                              |

|  | sviňuchovití |
|  |              |
|  | narvalovití  |
|  |              |

|  | čínští delfínovcovití                                                                 |
|  |                                                                                       |
|  | \| \| amazonští delfínovcovití \| \| \| \| \| \| laplatští delfínovcovití \| \| \| \| |
|  |                                                                                       |
|  | amazonští delfínovcovití                                                              |
|  |                                                                                       |
|  | laplatští delfínovcovití                                                              |
|  |                                                                                       |

|  | amazonští delfínovcovití |
|  |                          |
|  | laplatští delfínovcovití |
|  |                          |

|  | delfínovití                                                  |
|  |                                                              |
|  | \| \| sviňuchovití \| \| \| \| \| \| narvalovití \| \| \| \| |
|  |                                                              |
|  | sviňuchovití                                                 |
|  |                                                              |
|  | narvalovití                                                  |
|  |                                                              |

|  | sviňuchovití |
|  |              |
|  | narvalovití  |
|  |              |

|  | čínští delfínovcovití                                                                 |
|  |                                                                                       |
|  | \| \| amazonští delfínovcovití \| \| \| \| \| \| laplatští delfínovcovití \| \| \| \| |
|  |                                                                                       |
|  | amazonští delfínovcovití                                                              |
|  |                                                                                       |
|  | laplatští delfínovcovití                                                              |
|  |                                                                                       |

|  | amazonští delfínovcovití |
|  |                          |
|  | laplatští delfínovcovití |
|  |                          |

|  | delfínovití                                                  |
|  |                                                              |
|  | \| \| sviňuchovití \| \| \| \| \| \| narvalovití \| \| \| \| |
|  |                                                              |
|  | sviňuchovití                                                 |
|  |                                                              |
|  | narvalovití                                                  |
|  |                                                              |

|  | sviňuchovití |
|  |              |
|  | narvalovití  |
|  |              |

|  | vorvaňovití |
|  |             |
|  | kogiovití   |
|  |             |

|  | čínští delfínovcovití                                                                 |
|  |                                                                                       |
|  | \| \| amazonští delfínovcovití \| \| \| \| \| \| laplatští delfínovcovití \| \| \| \| |
|  |                                                                                       |
|  | amazonští delfínovcovití                                                              |
|  |                                                                                       |
|  | laplatští delfínovcovití                                                              |
|  |                                                                                       |

|  | amazonští delfínovcovití |
|  |                          |
|  | laplatští delfínovcovití |
|  |                          |

|  | delfínovití                                                  |
|  |                                                              |
|  | \| \| sviňuchovití \| \| \| \| \| \| narvalovití \| \| \| \| |
|  |                                                              |
|  | sviňuchovití                                                 |
|  |                                                              |
|  | narvalovití                                                  |
|  |                                                              |

|  | sviňuchovití |
|  |              |
|  | narvalovití  |
|  |              |

|  | čínští delfínovcovití                                                                 |
|  |                                                                                       |
|  | \| \| amazonští delfínovcovití \| \| \| \| \| \| laplatští delfínovcovití \| \| \| \| |
|  |                                                                                       |
|  | amazonští delfínovcovití                                                              |
|  |                                                                                       |
|  | laplatští delfínovcovití                                                              |
|  |                                                                                       |

|  | amazonští delfínovcovití |
|  |                          |
|  | laplatští delfínovcovití |
|  |                          |

|  | delfínovití                                                  |
|  |                                                              |
|  | \| \| sviňuchovití \| \| \| \| \| \| narvalovití \| \| \| \| |
|  |                                                              |
|  | sviňuchovití                                                 |
|  |                                                              |
|  | narvalovití                                                  |
|  |                                                              |

|  | sviňuchovití |
|  |              |
|  | narvalovití  |
|  |              |

|  | čínští delfínovcovití                                                                 |
|  |                                                                                       |
|  | \| \| amazonští delfínovcovití \| \| \| \| \| \| laplatští delfínovcovití \| \| \| \| |
|  |                                                                                       |
|  | amazonští delfínovcovití                                                              |
|  |                                                                                       |
|  | laplatští delfínovcovití                                                              |
|  |                                                                                       |

|  | amazonští delfínovcovití |
|  |                          |
|  | laplatští delfínovcovití |
|  |                          |

|  | delfínovití                                                  |
|  |                                                              |
|  | \| \| sviňuchovití \| \| \| \| \| \| narvalovití \| \| \| \| |
|  |                                                              |
|  | sviňuchovití                                                 |
|  |                                                              |
|  | narvalovití                                                  |
|  |                                                              |

|  | sviňuchovití |
|  |              |
|  | narvalovití  |
|  |              |

|  | čínští delfínovcovití                                                                 |
|  |                                                                                       |
|  | \| \| amazonští delfínovcovití \| \| \| \| \| \| laplatští delfínovcovití \| \| \| \| |
|  |                                                                                       |
|  | amazonští delfínovcovití                                                              |
|  |                                                                                       |
|  | laplatští delfínovcovití                                                              |
|  |                                                                                       |

|  | amazonští delfínovcovití |
|  |                          |
|  | laplatští delfínovcovití |
|  |                          |

|  | delfínovití                                                  |
|  |                                                              |
|  | \| \| sviňuchovití \| \| \| \| \| \| narvalovití \| \| \| \| |
|  |                                                              |
|  | sviňuchovití                                                 |
|  |                                                              |
|  | narvalovití                                                  |
|  |                                                              |

|  | sviňuchovití |
|  |              |
|  | narvalovití  |
|  |              |

|  | čínští delfínovcovití                                                                 |
|  |                                                                                       |
|  | \| \| amazonští delfínovcovití \| \| \| \| \| \| laplatští delfínovcovití \| \| \| \| |
|  |                                                                                       |
|  | amazonští delfínovcovití                                                              |
|  |                                                                                       |
|  | laplatští delfínovcovití                                                              |
|  |                                                                                       |

|  | amazonští delfínovcovití |
|  |                          |
|  | laplatští delfínovcovití |
|  |                          |

|  | delfínovití                                                  |
|  |                                                              |
|  | \| \| sviňuchovití \| \| \| \| \| \| narvalovití \| \| \| \| |
|  |                                                              |
|  | sviňuchovití                                                 |
|  |                                                              |
|  | narvalovití                                                  |
|  |                                                              |

|  | sviňuchovití |
|  |              |
|  | narvalovití  |
|  |              |

|  | čínští delfínovcovití                                                                 |
|  |                                                                                       |
|  | \| \| amazonští delfínovcovití \| \| \| \| \| \| laplatští delfínovcovití \| \| \| \| |
|  |                                                                                       |
|  | amazonští delfínovcovití                                                              |
|  |                                                                                       |
|  | laplatští delfínovcovití                                                              |
|  |                                                                                       |

|  | amazonští delfínovcovití |
|  |                          |
|  | laplatští delfínovcovití |
|  |                          |

|  | delfínovití                                                  |
|  |                                                              |
|  | \| \| sviňuchovití \| \| \| \| \| \| narvalovití \| \| \| \| |
|  |                                                              |
|  | sviňuchovití                                                 |
|  |                                                              |
|  | narvalovití                                                  |
|  |                                                              |

|  | sviňuchovití |
|  |              |
|  | narvalovití  |
|  |              |

|  | čínští delfínovcovití                                                                 |
|  |                                                                                       |
|  | \| \| amazonští delfínovcovití \| \| \| \| \| \| laplatští delfínovcovití \| \| \| \| |
|  |                                                                                       |
|  | amazonští delfínovcovití                                                              |
|  |                                                                                       |
|  | laplatští delfínovcovití                                                              |
|  |                                                                                       |

|  | amazonští delfínovcovití |
|  |                          |
|  | laplatští delfínovcovití |
|  |                          |

|  | delfínovití                                                  |
|  |                                                              |
|  | \| \| sviňuchovití \| \| \| \| \| \| narvalovití \| \| \| \| |
|  |                                                              |
|  | sviňuchovití                                                 |
|  |                                                              |
|  | narvalovití                                                  |
|  |                                                              |

|  | sviňuchovití |
|  |              |
|  | narvalovití  |
|  |              |

|  | čínští delfínovcovití                                                                 |
|  |                                                                                       |
|  | \| \| amazonští delfínovcovití \| \| \| \| \| \| laplatští delfínovcovití \| \| \| \| |
|  |                                                                                       |
|  | amazonští delfínovcovití                                                              |
|  |                                                                                       |
|  | laplatští delfínovcovití                                                              |
|  |                                                                                       |

|  | amazonští delfínovcovití |
|  |                          |
|  | laplatští delfínovcovití |
|  |                          |

|  | delfínovití                                                  |
|  |                                                              |
|  | \| \| sviňuchovití \| \| \| \| \| \| narvalovití \| \| \| \| |
|  |                                                              |
|  | sviňuchovití                                                 |
|  |                                                              |
|  | narvalovití                                                  |
|  |                                                              |

|  | sviňuchovití |
|  |              |
|  | narvalovití  |
|  |              |

|  | velrybkovití                                                       |
|  |                                                                    |
|  | \| \| plejtvákovcovití \| \| \| \| \| \| plejtvákovití \| \| \| \| |
|  |                                                                    |
|  | plejtvákovcovití                                                   |
|  |                                                                    |
|  | plejtvákovití                                                      |
|  |                                                                    |

|  | plejtvákovcovití |
|  |                  |
|  | plejtvákovití    |
|  |                  |

|  | velrybkovití                                                       |
|  |                                                                    |
|  | \| \| plejtvákovcovití \| \| \| \| \| \| plejtvákovití \| \| \| \| |
|  |                                                                    |
|  | plejtvákovcovití                                                   |
|  |                                                                    |
|  | plejtvákovití                                                      |
|  |                                                                    |

|  | plejtvákovcovití |
|  |                  |
|  | plejtvákovití    |
|  |                  |

|  | vorvaňovití |
|  |             |
|  | kogiovití   |
|  |             |

|  | čínští delfínovcovití                                                                 |
|  |                                                                                       |
|  | \| \| amazonští delfínovcovití \| \| \| \| \| \| laplatští delfínovcovití \| \| \| \| |
|  |                                                                                       |
|  | amazonští delfínovcovití                                                              |
|  |                                                                                       |
|  | laplatští delfínovcovití                                                              |
|  |                                                                                       |

|  | amazonští delfínovcovití |
|  |                          |
|  | laplatští delfínovcovití |
|  |                          |

|  | delfínovití                                                  |
|  |                                                              |
|  | \| \| sviňuchovití \| \| \| \| \| \| narvalovití \| \| \| \| |
|  |                                                              |
|  | sviňuchovití                                                 |
|  |                                                              |
|  | narvalovití                                                  |
|  |                                                              |

|  | sviňuchovití |
|  |              |
|  | narvalovití  |
|  |              |

|  | čínští delfínovcovití                                                                 |
|  |                                                                                       |
|  | \| \| amazonští delfínovcovití \| \| \| \| \| \| laplatští delfínovcovití \| \| \| \| |
|  |                                                                                       |
|  | amazonští delfínovcovití                                                              |
|  |                                                                                       |
|  | laplatští delfínovcovití                                                              |
|  |                                                                                       |

|  | amazonští delfínovcovití |
|  |                          |
|  | laplatští delfínovcovití |
|  |                          |

|  | delfínovití                                                  |
|  |                                                              |
|  | \| \| sviňuchovití \| \| \| \| \| \| narvalovití \| \| \| \| |
|  |                                                              |
|  | sviňuchovití                                                 |
|  |                                                              |
|  | narvalovití                                                  |
|  |                                                              |

|  | sviňuchovití |
|  |              |
|  | narvalovití  |
|  |              |

|  | čínští delfínovcovití                                                                 |
|  |                                                                                       |
|  | \| \| amazonští delfínovcovití \| \| \| \| \| \| laplatští delfínovcovití \| \| \| \| |
|  |                                                                                       |
|  | amazonští delfínovcovití                                                              |
|  |                                                                                       |
|  | laplatští delfínovcovití                                                              |
|  |                                                                                       |

|  | amazonští delfínovcovití |
|  |                          |
|  | laplatští delfínovcovití |
|  |                          |

|  | delfínovití                                                  |
|  |                                                              |
|  | \| \| sviňuchovití \| \| \| \| \| \| narvalovití \| \| \| \| |
|  |                                                              |
|  | sviňuchovití                                                 |
|  |                                                              |
|  | narvalovití                                                  |
|  |                                                              |

|  | sviňuchovití |
|  |              |
|  | narvalovití  |
|  |              |

|  | čínští delfínovcovití                                                                 |
|  |                                                                                       |
|  | \| \| amazonští delfínovcovití \| \| \| \| \| \| laplatští delfínovcovití \| \| \| \| |
|  |                                                                                       |
|  | amazonští delfínovcovití                                                              |
|  |                                                                                       |
|  | laplatští delfínovcovití                                                              |
|  |                                                                                       |

|  | amazonští delfínovcovití |
|  |                          |
|  | laplatští delfínovcovití |
|  |                          |

|  | delfínovití                                                  |
|  |                                                              |
|  | \| \| sviňuchovití \| \| \| \| \| \| narvalovití \| \| \| \| |
|  |                                                              |
|  | sviňuchovití                                                 |
|  |                                                              |
|  | narvalovití                                                  |
|  |                                                              |

|  | sviňuchovití |
|  |              |
|  | narvalovití  |
|  |              |

|  | čínští delfínovcovití                                                                 |
|  |                                                                                       |
|  | \| \| amazonští delfínovcovití \| \| \| \| \| \| laplatští delfínovcovití \| \| \| \| |
|  |                                                                                       |
|  | amazonští delfínovcovití                                                              |
|  |                                                                                       |
|  | laplatští delfínovcovití                                                              |
|  |                                                                                       |

|  | amazonští delfínovcovití |
|  |                          |
|  | laplatští delfínovcovití |
|  |                          |

|  | delfínovití                                                  |
|  |                                                              |
|  | \| \| sviňuchovití \| \| \| \| \| \| narvalovití \| \| \| \| |
|  |                                                              |
|  | sviňuchovití                                                 |
|  |                                                              |
|  | narvalovití                                                  |
|  |                                                              |

|  | sviňuchovití |
|  |              |
|  | narvalovití  |
|  |              |

|  | čínští delfínovcovití                                                                 |
|  |                                                                                       |
|  | \| \| amazonští delfínovcovití \| \| \| \| \| \| laplatští delfínovcovití \| \| \| \| |
|  |                                                                                       |
|  | amazonští delfínovcovití                                                              |
|  |                                                                                       |
|  | laplatští delfínovcovití                                                              |
|  |                                                                                       |

|  | amazonští delfínovcovití |
|  |                          |
|  | laplatští delfínovcovití |
|  |                          |

|  | delfínovití                                                  |
|  |                                                              |
|  | \| \| sviňuchovití \| \| \| \| \| \| narvalovití \| \| \| \| |
|  |                                                              |
|  | sviňuchovití                                                 |
|  |                                                              |
|  | narvalovití                                                  |
|  |                                                              |

|  | sviňuchovití |
|  |              |
|  | narvalovití  |
|  |              |

|  | čínští delfínovcovití                                                                 |
|  |                                                                                       |
|  | \| \| amazonští delfínovcovití \| \| \| \| \| \| laplatští delfínovcovití \| \| \| \| |
|  |                                                                                       |
|  | amazonští delfínovcovití                                                              |
|  |                                                                                       |
|  | laplatští delfínovcovití                                                              |
|  |                                                                                       |

|  | amazonští delfínovcovití |
|  |                          |
|  | laplatští delfínovcovití |
|  |                          |

|  | delfínovití                                                  |
|  |                                                              |
|  | \| \| sviňuchovití \| \| \| \| \| \| narvalovití \| \| \| \| |
|  |                                                              |
|  | sviňuchovití                                                 |
|  |                                                              |
|  | narvalovití                                                  |
|  |                                                              |

|  | sviňuchovití |
|  |              |
|  | narvalovití  |
|  |              |

|  | čínští delfínovcovití                                                                 |
|  |                                                                                       |
|  | \| \| amazonští delfínovcovití \| \| \| \| \| \| laplatští delfínovcovití \| \| \| \| |
|  |                                                                                       |
|  | amazonští delfínovcovití                                                              |
|  |                                                                                       |
|  | laplatští delfínovcovití                                                              |
|  |                                                                                       |

|  | amazonští delfínovcovití |
|  |                          |
|  | laplatští delfínovcovití |
|  |                          |

|  | delfínovití                                                  |
|  |                                                              |
|  | \| \| sviňuchovití \| \| \| \| \| \| narvalovití \| \| \| \| |
|  |                                                              |
|  | sviňuchovití                                                 |
|  |                                                              |
|  | narvalovití                                                  |
|  |                                                              |

|  | sviňuchovití |
|  |              |
|  | narvalovití  |
|  |              |

|  | vorvaňovití |
|  |             |
|  | kogiovití   |
|  |             |

|  | čínští delfínovcovití                                                                 |
|  |                                                                                       |
|  | \| \| amazonští delfínovcovití \| \| \| \| \| \| laplatští delfínovcovití \| \| \| \| |
|  |                                                                                       |
|  | amazonští delfínovcovití                                                              |
|  |                                                                                       |
|  | laplatští delfínovcovití                                                              |
|  |                                                                                       |

|  | amazonští delfínovcovití |
|  |                          |
|  | laplatští delfínovcovití |
|  |                          |

|  | delfínovití                                                  |
|  |                                                              |
|  | \| \| sviňuchovití \| \| \| \| \| \| narvalovití \| \| \| \| |
|  |                                                              |
|  | sviňuchovití                                                 |
|  |                                                              |
|  | narvalovití                                                  |
|  |                                                              |

|  | sviňuchovití |
|  |              |
|  | narvalovití  |
|  |              |

|  | čínští delfínovcovití                                                                 |
|  |                                                                                       |
|  | \| \| amazonští delfínovcovití \| \| \| \| \| \| laplatští delfínovcovití \| \| \| \| |
|  |                                                                                       |
|  | amazonští delfínovcovití                                                              |
|  |                                                                                       |
|  | laplatští delfínovcovití                                                              |
|  |                                                                                       |

|  | amazonští delfínovcovití |
|  |                          |
|  | laplatští delfínovcovití |
|  |                          |

|  | delfínovití                                                  |
|  |                                                              |
|  | \| \| sviňuchovití \| \| \| \| \| \| narvalovití \| \| \| \| |
|  |                                                              |
|  | sviňuchovití                                                 |
|  |                                                              |
|  | narvalovití                                                  |
|  |                                                              |

|  | sviňuchovití |
|  |              |
|  | narvalovití  |
|  |              |

|  | čínští delfínovcovití                                                                 |
|  |                                                                                       |
|  | \| \| amazonští delfínovcovití \| \| \| \| \| \| laplatští delfínovcovití \| \| \| \| |
|  |                                                                                       |
|  | amazonští delfínovcovití                                                              |
|  |                                                                                       |
|  | laplatští delfínovcovití                                                              |
|  |                                                                                       |

|  | amazonští delfínovcovití |
|  |                          |
|  | laplatští delfínovcovití |
|  |                          |

|  | delfínovití                                                  |
|  |                                                              |
|  | \| \| sviňuchovití \| \| \| \| \| \| narvalovití \| \| \| \| |
|  |                                                              |
|  | sviňuchovití                                                 |
|  |                                                              |
|  | narvalovití                                                  |
|  |                                                              |

|  | sviňuchovití |
|  |              |
|  | narvalovití  |
|  |              |

|  | čínští delfínovcovití                                                                 |
|  |                                                                                       |
|  | \| \| amazonští delfínovcovití \| \| \| \| \| \| laplatští delfínovcovití \| \| \| \| |
|  |                                                                                       |
|  | amazonští delfínovcovití                                                              |
|  |                                                                                       |
|  | laplatští delfínovcovití                                                              |
|  |                                                                                       |

|  | amazonští delfínovcovití |
|  |                          |
|  | laplatští delfínovcovití |
|  |                          |

|  | delfínovití                                                  |
|  |                                                              |
|  | \| \| sviňuchovití \| \| \| \| \| \| narvalovití \| \| \| \| |
|  |                                                              |
|  | sviňuchovití                                                 |
|  |                                                              |
|  | narvalovití                                                  |
|  |                                                              |

|  | sviňuchovití |
|  |              |
|  | narvalovití  |
|  |              |

|  | čínští delfínovcovití                                                                 |
|  |                                                                                       |
|  | \| \| amazonští delfínovcovití \| \| \| \| \| \| laplatští delfínovcovití \| \| \| \| |
|  |                                                                                       |
|  | amazonští delfínovcovití                                                              |
|  |                                                                                       |
|  | laplatští delfínovcovití                                                              |
|  |                                                                                       |

|  | amazonští delfínovcovití |
|  |                          |
|  | laplatští delfínovcovití |
|  |                          |

|  | delfínovití                                                  |
|  |                                                              |
|  | \| \| sviňuchovití \| \| \| \| \| \| narvalovití \| \| \| \| |
|  |                                                              |
|  | sviňuchovití                                                 |
|  |                                                              |
|  | narvalovití                                                  |
|  |                                                              |

|  | sviňuchovití |
|  |              |
|  | narvalovití  |
|  |              |

|  | čínští delfínovcovití                                                                 |
|  |                                                                                       |
|  | \| \| amazonští delfínovcovití \| \| \| \| \| \| laplatští delfínovcovití \| \| \| \| |
|  |                                                                                       |
|  | amazonští delfínovcovití                                                              |
|  |                                                                                       |
|  | laplatští delfínovcovití                                                              |
|  |                                                                                       |

|  | amazonští delfínovcovití |
|  |                          |
|  | laplatští delfínovcovití |
|  |                          |

|  | delfínovití                                                  |
|  |                                                              |
|  | \| \| sviňuchovití \| \| \| \| \| \| narvalovití \| \| \| \| |
|  |                                                              |
|  | sviňuchovití                                                 |
|  |                                                              |
|  | narvalovití                                                  |
|  |                                                              |

|  | sviňuchovití |
|  |              |
|  | narvalovití  |
|  |              |

|  | čínští delfínovcovití                                                                 |
|  |                                                                                       |
|  | \| \| amazonští delfínovcovití \| \| \| \| \| \| laplatští delfínovcovití \| \| \| \| |
|  |                                                                                       |
|  | amazonští delfínovcovití                                                              |
|  |                                                                                       |
|  | laplatští delfínovcovití                                                              |
|  |                                                                                       |

|  | amazonští delfínovcovití |
|  |                          |
|  | laplatští delfínovcovití |
|  |                          |

|  | delfínovití                                                  |
|  |                                                              |
|  | \| \| sviňuchovití \| \| \| \| \| \| narvalovití \| \| \| \| |
|  |                                                              |
|  | sviňuchovití                                                 |
|  |                                                              |
|  | narvalovití                                                  |
|  |                                                              |

|  | sviňuchovití |
|  |              |
|  | narvalovití  |
|  |              |

|  | čínští delfínovcovití                                                                 |
|  |                                                                                       |
|  | \| \| amazonští delfínovcovití \| \| \| \| \| \| laplatští delfínovcovití \| \| \| \| |
|  |                                                                                       |
|  | amazonští delfínovcovití                                                              |
|  |                                                                                       |
|  | laplatští delfínovcovití                                                              |
|  |                                                                                       |

|  | amazonští delfínovcovití |
|  |                          |
|  | laplatští delfínovcovití |
|  |                          |

|  | delfínovití                                                  |
|  |                                                              |
|  | \| \| sviňuchovití \| \| \| \| \| \| narvalovití \| \| \| \| |
|  |                                                              |
|  | sviňuchovití                                                 |
|  |                                                              |
|  | narvalovití                                                  |
|  |                                                              |

|  | sviňuchovití |
|  |              |
|  | narvalovití  |
|  |              |

|  | velrybkovití                                                       |
|  |                                                                    |
|  | \| \| plejtvákovcovití \| \| \| \| \| \| plejtvákovití \| \| \| \| |
|  |                                                                    |
|  | plejtvákovcovití                                                   |
|  |                                                                    |
|  | plejtvákovití                                                      |
|  |                                                                    |

|  | plejtvákovcovití |
|  |                  |
|  | plejtvákovití    |
|  |                  |

|  | velrybkovití                                                       |
|  |                                                                    |
|  | \| \| plejtvákovcovití \| \| \| \| \| \| plejtvákovití \| \| \| \| |
|  |                                                                    |
|  | plejtvákovcovití                                                   |
|  |                                                                    |
|  | plejtvákovití                                                      |
|  |                                                                    |

|  | plejtvákovcovití |
|  |                  |
|  | plejtvákovití    |
|  |                  |

|  | vorvaňovití |
|  |             |
|  | kogiovití   |
|  |             |

|  | čínští delfínovcovití                                                                 |
|  |                                                                                       |
|  | \| \| amazonští delfínovcovití \| \| \| \| \| \| laplatští delfínovcovití \| \| \| \| |
|  |                                                                                       |
|  | amazonští delfínovcovití                                                              |
|  |                                                                                       |
|  | laplatští delfínovcovití                                                              |
|  |                                                                                       |

|  | amazonští delfínovcovití |
|  |                          |
|  | laplatští delfínovcovití |
|  |                          |

|  | delfínovití                                                  |
|  |                                                              |
|  | \| \| sviňuchovití \| \| \| \| \| \| narvalovití \| \| \| \| |
|  |                                                              |
|  | sviňuchovití                                                 |
|  |                                                              |
|  | narvalovití                                                  |
|  |                                                              |

|  | sviňuchovití |
|  |              |
|  | narvalovití  |
|  |              |

|  | čínští delfínovcovití                                                                 |
|  |                                                                                       |
|  | \| \| amazonští delfínovcovití \| \| \| \| \| \| laplatští delfínovcovití \| \| \| \| |
|  |                                                                                       |
|  | amazonští delfínovcovití                                                              |
|  |                                                                                       |
|  | laplatští delfínovcovití                                                              |
|  |                                                                                       |

|  | amazonští delfínovcovití |
|  |                          |
|  | laplatští delfínovcovití |
|  |                          |

|  | delfínovití                                                  |
|  |                                                              |
|  | \| \| sviňuchovití \| \| \| \| \| \| narvalovití \| \| \| \| |
|  |                                                              |
|  | sviňuchovití                                                 |
|  |                                                              |
|  | narvalovití                                                  |
|  |                                                              |

|  | sviňuchovití |
|  |              |
|  | narvalovití  |
|  |              |

|  | čínští delfínovcovití                                                                 |
|  |                                                                                       |
|  | \| \| amazonští delfínovcovití \| \| \| \| \| \| laplatští delfínovcovití \| \| \| \| |
|  |                                                                                       |
|  | amazonští delfínovcovití                                                              |
|  |                                                                                       |
|  | laplatští delfínovcovití                                                              |
|  |                                                                                       |

|  | amazonští delfínovcovití |
|  |                          |
|  | laplatští delfínovcovití |
|  |                          |

|  | delfínovití                                                  |
|  |                                                              |
|  | \| \| sviňuchovití \| \| \| \| \| \| narvalovití \| \| \| \| |
|  |                                                              |
|  | sviňuchovití                                                 |
|  |                                                              |
|  | narvalovití                                                  |
|  |                                                              |

|  | sviňuchovití |
|  |              |
|  | narvalovití  |
|  |              |

|  | čínští delfínovcovití                                                                 |
|  |                                                                                       |
|  | \| \| amazonští delfínovcovití \| \| \| \| \| \| laplatští delfínovcovití \| \| \| \| |
|  |                                                                                       |
|  | amazonští delfínovcovití                                                              |
|  |                                                                                       |
|  | laplatští delfínovcovití                                                              |
|  |                                                                                       |

|  | amazonští delfínovcovití |
|  |                          |
|  | laplatští delfínovcovití |
|  |                          |

|  | delfínovití                                                  |
|  |                                                              |
|  | \| \| sviňuchovití \| \| \| \| \| \| narvalovití \| \| \| \| |
|  |                                                              |
|  | sviňuchovití                                                 |
|  |                                                              |
|  | narvalovití                                                  |
|  |                                                              |

|  | sviňuchovití |
|  |              |
|  | narvalovití  |
|  |              |

|  | čínští delfínovcovití                                                                 |
|  |                                                                                       |
|  | \| \| amazonští delfínovcovití \| \| \| \| \| \| laplatští delfínovcovití \| \| \| \| |
|  |                                                                                       |
|  | amazonští delfínovcovití                                                              |
|  |                                                                                       |
|  | laplatští delfínovcovití                                                              |
|  |                                                                                       |

|  | amazonští delfínovcovití |
|  |                          |
|  | laplatští delfínovcovití |
|  |                          |

|  | delfínovití                                                  |
|  |                                                              |
|  | \| \| sviňuchovití \| \| \| \| \| \| narvalovití \| \| \| \| |
|  |                                                              |
|  | sviňuchovití                                                 |
|  |                                                              |
|  | narvalovití                                                  |
|  |                                                              |

|  | sviňuchovití |
|  |              |
|  | narvalovití  |
|  |              |

|  | čínští delfínovcovití                                                                 |
|  |                                                                                       |
|  | \| \| amazonští delfínovcovití \| \| \| \| \| \| laplatští delfínovcovití \| \| \| \| |
|  |                                                                                       |
|  | amazonští delfínovcovití                                                              |
|  |                                                                                       |
|  | laplatští delfínovcovití                                                              |
|  |                                                                                       |

|  | amazonští delfínovcovití |
|  |                          |
|  | laplatští delfínovcovití |
|  |                          |

|  | delfínovití                                                  |
|  |                                                              |
|  | \| \| sviňuchovití \| \| \| \| \| \| narvalovití \| \| \| \| |
|  |                                                              |
|  | sviňuchovití                                                 |
|  |                                                              |
|  | narvalovití                                                  |
|  |                                                              |

|  | sviňuchovití |
|  |              |
|  | narvalovití  |
|  |              |

|  | čínští delfínovcovití                                                                 |
|  |                                                                                       |
|  | \| \| amazonští delfínovcovití \| \| \| \| \| \| laplatští delfínovcovití \| \| \| \| |
|  |                                                                                       |
|  | amazonští delfínovcovití                                                              |
|  |                                                                                       |
|  | laplatští delfínovcovití                                                              |
|  |                                                                                       |

|  | amazonští delfínovcovití |
|  |                          |
|  | laplatští delfínovcovití |
|  |                          |

|  | delfínovití                                                  |
|  |                                                              |
|  | \| \| sviňuchovití \| \| \| \| \| \| narvalovití \| \| \| \| |
|  |                                                              |
|  | sviňuchovití                                                 |
|  |                                                              |
|  | narvalovití                                                  |
|  |                                                              |

|  | sviňuchovití |
|  |              |
|  | narvalovití  |
|  |              |

|  | čínští delfínovcovití                                                                 |
|  |                                                                                       |
|  | \| \| amazonští delfínovcovití \| \| \| \| \| \| laplatští delfínovcovití \| \| \| \| |
|  |                                                                                       |
|  | amazonští delfínovcovití                                                              |
|  |                                                                                       |
|  | laplatští delfínovcovití                                                              |
|  |                                                                                       |

|  | amazonští delfínovcovití |
|  |                          |
|  | laplatští delfínovcovití |
|  |                          |

|  | delfínovití                                                  |
|  |                                                              |
|  | \| \| sviňuchovití \| \| \| \| \| \| narvalovití \| \| \| \| |
|  |                                                              |
|  | sviňuchovití                                                 |
|  |                                                              |
|  | narvalovití                                                  |
|  |                                                              |

|  | sviňuchovití |
|  |              |
|  | narvalovití  |
|  |              |

|  | vorvaňovití |
|  |             |
|  | kogiovití   |
|  |             |

|  | čínští delfínovcovití                                                                 |
|  |                                                                                       |
|  | \| \| amazonští delfínovcovití \| \| \| \| \| \| laplatští delfínovcovití \| \| \| \| |
|  |                                                                                       |
|  | amazonští delfínovcovití                                                              |
|  |                                                                                       |
|  | laplatští delfínovcovití                                                              |
|  |                                                                                       |

|  | amazonští delfínovcovití |
|  |                          |
|  | laplatští delfínovcovití |
|  |                          |

|  | delfínovití                                                  |
|  |                                                              |
|  | \| \| sviňuchovití \| \| \| \| \| \| narvalovití \| \| \| \| |
|  |                                                              |
|  | sviňuchovití                                                 |
|  |                                                              |
|  | narvalovití                                                  |
|  |                                                              |

|  | sviňuchovití |
|  |              |
|  | narvalovití  |
|  |              |

|  | čínští delfínovcovití                                                                 |
|  |                                                                                       |
|  | \| \| amazonští delfínovcovití \| \| \| \| \| \| laplatští delfínovcovití \| \| \| \| |
|  |                                                                                       |
|  | amazonští delfínovcovití                                                              |
|  |                                                                                       |
|  | laplatští delfínovcovití                                                              |
|  |                                                                                       |

|  | amazonští delfínovcovití |
|  |                          |
|  | laplatští delfínovcovití |
|  |                          |

|  | delfínovití                                                  |
|  |                                                              |
|  | \| \| sviňuchovití \| \| \| \| \| \| narvalovití \| \| \| \| |
|  |                                                              |
|  | sviňuchovití                                                 |
|  |                                                              |
|  | narvalovití                                                  |
|  |                                                              |

|  | sviňuchovití |
|  |              |
|  | narvalovití  |
|  |              |

|  | čínští delfínovcovití                                                                 |
|  |                                                                                       |
|  | \| \| amazonští delfínovcovití \| \| \| \| \| \| laplatští delfínovcovití \| \| \| \| |
|  |                                                                                       |
|  | amazonští delfínovcovití                                                              |
|  |                                                                                       |
|  | laplatští delfínovcovití                                                              |
|  |                                                                                       |

|  | amazonští delfínovcovití |
|  |                          |
|  | laplatští delfínovcovití |
|  |                          |

|  | delfínovití                                                  |
|  |                                                              |
|  | \| \| sviňuchovití \| \| \| \| \| \| narvalovití \| \| \| \| |
|  |                                                              |
|  | sviňuchovití                                                 |
|  |                                                              |
|  | narvalovití                                                  |
|  |                                                              |

|  | sviňuchovití |
|  |              |
|  | narvalovití  |
|  |              |

|  | čínští delfínovcovití                                                                 |
|  |                                                                                       |
|  | \| \| amazonští delfínovcovití \| \| \| \| \| \| laplatští delfínovcovití \| \| \| \| |
|  |                                                                                       |
|  | amazonští delfínovcovití                                                              |
|  |                                                                                       |
|  | laplatští delfínovcovití                                                              |
|  |                                                                                       |

|  | amazonští delfínovcovití |
|  |                          |
|  | laplatští delfínovcovití |
|  |                          |

|  | delfínovití                                                  |
|  |                                                              |
|  | \| \| sviňuchovití \| \| \| \| \| \| narvalovití \| \| \| \| |
|  |                                                              |
|  | sviňuchovití                                                 |
|  |                                                              |
|  | narvalovití                                                  |
|  |                                                              |

|  | sviňuchovití |
|  |              |
|  | narvalovití  |
|  |              |

|  | čínští delfínovcovití                                                                 |
|  |                                                                                       |
|  | \| \| amazonští delfínovcovití \| \| \| \| \| \| laplatští delfínovcovití \| \| \| \| |
|  |                                                                                       |
|  | amazonští delfínovcovití                                                              |
|  |                                                                                       |
|  | laplatští delfínovcovití                                                              |
|  |                                                                                       |

|  | amazonští delfínovcovití |
|  |                          |
|  | laplatští delfínovcovití |
|  |                          |

|  | delfínovití                                                  |
|  |                                                              |
|  | \| \| sviňuchovití \| \| \| \| \| \| narvalovití \| \| \| \| |
|  |                                                              |
|  | sviňuchovití                                                 |
|  |                                                              |
|  | narvalovití                                                  |
|  |                                                              |

|  | sviňuchovití |
|  |              |
|  | narvalovití  |
|  |              |

|  | čínští delfínovcovití                                                                 |
|  |                                                                                       |
|  | \| \| amazonští delfínovcovití \| \| \| \| \| \| laplatští delfínovcovití \| \| \| \| |
|  |                                                                                       |
|  | amazonští delfínovcovití                                                              |
|  |                                                                                       |
|  | laplatští delfínovcovití                                                              |
|  |                                                                                       |

|  | amazonští delfínovcovití |
|  |                          |
|  | laplatští delfínovcovití |
|  |                          |

|  | delfínovití                                                  |
|  |                                                              |
|  | \| \| sviňuchovití \| \| \| \| \| \| narvalovití \| \| \| \| |
|  |                                                              |
|  | sviňuchovití                                                 |
|  |                                                              |
|  | narvalovití                                                  |
|  |                                                              |

|  | sviňuchovití |
|  |              |
|  | narvalovití  |
|  |              |

|  | čínští delfínovcovití                                                                 |
|  |                                                                                       |
|  | \| \| amazonští delfínovcovití \| \| \| \| \| \| laplatští delfínovcovití \| \| \| \| |
|  |                                                                                       |
|  | amazonští delfínovcovití                                                              |
|  |                                                                                       |
|  | laplatští delfínovcovití                                                              |
|  |                                                                                       |

|  | amazonští delfínovcovití |
|  |                          |
|  | laplatští delfínovcovití |
|  |                          |

|  | delfínovití                                                  |
|  |                                                              |
|  | \| \| sviňuchovití \| \| \| \| \| \| narvalovití \| \| \| \| |
|  |                                                              |
|  | sviňuchovití                                                 |
|  |                                                              |
|  | narvalovití                                                  |
|  |                                                              |

|  | sviňuchovití |
|  |              |
|  | narvalovití  |
|  |              |

|  | čínští delfínovcovití                                                                 |
|  |                                                                                       |
|  | \| \| amazonští delfínovcovití \| \| \| \| \| \| laplatští delfínovcovití \| \| \| \| |
|  |                                                                                       |
|  | amazonští delfínovcovití                                                              |
|  |                                                                                       |
|  | laplatští delfínovcovití                                                              |
|  |                                                                                       |

|  | amazonští delfínovcovití |
|  |                          |
|  | laplatští delfínovcovití |
|  |                          |

|  | delfínovití                                                  |
|  |                                                              |
|  | \| \| sviňuchovití \| \| \| \| \| \| narvalovití \| \| \| \| |
|  |                                                              |
|  | sviňuchovití                                                 |
|  |                                                              |
|  | narvalovití                                                  |
|  |                                                              |

|  | sviňuchovití |
|  |              |
|  | narvalovití  |
|  |              |

|  | velrybkovití                                                       |
|  |                                                                    |
|  | \| \| plejtvákovcovití \| \| \| \| \| \| plejtvákovití \| \| \| \| |
|  |                                                                    |
|  | plejtvákovcovití                                                   |
|  |                                                                    |
|  | plejtvákovití                                                      |
|  |                                                                    |

|  | plejtvákovcovití |
|  |                  |
|  | plejtvákovití    |
|  |                  |

|  | velrybkovití                                                       |
|  |                                                                    |
|  | \| \| plejtvákovcovití \| \| \| \| \| \| plejtvákovití \| \| \| \| |
|  |                                                                    |
|  | plejtvákovcovití                                                   |
|  |                                                                    |
|  | plejtvákovití                                                      |
|  |                                                                    |

|  | plejtvákovcovití |
|  |                  |
|  | plejtvákovití    |
|  |                  |

|  | vorvaňovití |
|  |             |
|  | kogiovití   |
|  |             |

|  | čínští delfínovcovití                                                                 |
|  |                                                                                       |
|  | \| \| amazonští delfínovcovití \| \| \| \| \| \| laplatští delfínovcovití \| \| \| \| |
|  |                                                                                       |
|  | amazonští delfínovcovití                                                              |
|  |                                                                                       |
|  | laplatští delfínovcovití                                                              |
|  |                                                                                       |

|  | amazonští delfínovcovití |
|  |                          |
|  | laplatští delfínovcovití |
|  |                          |

|  | delfínovití                                                  |
|  |                                                              |
|  | \| \| sviňuchovití \| \| \| \| \| \| narvalovití \| \| \| \| |
|  |                                                              |
|  | sviňuchovití                                                 |
|  |                                                              |
|  | narvalovití                                                  |
|  |                                                              |

|  | sviňuchovití |
|  |              |
|  | narvalovití  |
|  |              |

|  | čínští delfínovcovití                                                                 |
|  |                                                                                       |
|  | \| \| amazonští delfínovcovití \| \| \| \| \| \| laplatští delfínovcovití \| \| \| \| |
|  |                                                                                       |
|  | amazonští delfínovcovití                                                              |
|  |                                                                                       |
|  | laplatští delfínovcovití                                                              |
|  |                                                                                       |

|  | amazonští delfínovcovití |
|  |                          |
|  | laplatští delfínovcovití |
|  |                          |

|  | delfínovití                                                  |
|  |                                                              |
|  | \| \| sviňuchovití \| \| \| \| \| \| narvalovití \| \| \| \| |
|  |                                                              |
|  | sviňuchovití                                                 |
|  |                                                              |
|  | narvalovití                                                  |
|  |                                                              |

|  | sviňuchovití |
|  |              |
|  | narvalovití  |
|  |              |

|  | čínští delfínovcovití                                                                 |
|  |                                                                                       |
|  | \| \| amazonští delfínovcovití \| \| \| \| \| \| laplatští delfínovcovití \| \| \| \| |
|  |                                                                                       |
|  | amazonští delfínovcovití                                                              |
|  |                                                                                       |
|  | laplatští delfínovcovití                                                              |
|  |                                                                                       |

|  | amazonští delfínovcovití |
|  |                          |
|  | laplatští delfínovcovití |
|  |                          |

|  | delfínovití                                                  |
|  |                                                              |
|  | \| \| sviňuchovití \| \| \| \| \| \| narvalovití \| \| \| \| |
|  |                                                              |
|  | sviňuchovití                                                 |
|  |                                                              |
|  | narvalovití                                                  |
|  |                                                              |

|  | sviňuchovití |
|  |              |
|  | narvalovití  |
|  |              |

|  | čínští delfínovcovití                                                                 |
|  |                                                                                       |
|  | \| \| amazonští delfínovcovití \| \| \| \| \| \| laplatští delfínovcovití \| \| \| \| |
|  |                                                                                       |
|  | amazonští delfínovcovití                                                              |
|  |                                                                                       |
|  | laplatští delfínovcovití                                                              |
|  |                                                                                       |

|  | amazonští delfínovcovití |
|  |                          |
|  | laplatští delfínovcovití |
|  |                          |

|  | delfínovití                                                  |
|  |                                                              |
|  | \| \| sviňuchovití \| \| \| \| \| \| narvalovití \| \| \| \| |
|  |                                                              |
|  | sviňuchovití                                                 |
|  |                                                              |
|  | narvalovití                                                  |
|  |                                                              |

|  | sviňuchovití |
|  |              |
|  | narvalovití  |
|  |              |

|  | čínští delfínovcovití                                                                 |
|  |                                                                                       |
|  | \| \| amazonští delfínovcovití \| \| \| \| \| \| laplatští delfínovcovití \| \| \| \| |
|  |                                                                                       |
|  | amazonští delfínovcovití                                                              |
|  |                                                                                       |
|  | laplatští delfínovcovití                                                              |
|  |                                                                                       |

|  | amazonští delfínovcovití |
|  |                          |
|  | laplatští delfínovcovití |
|  |                          |

|  | delfínovití                                                  |
|  |                                                              |
|  | \| \| sviňuchovití \| \| \| \| \| \| narvalovití \| \| \| \| |
|  |                                                              |
|  | sviňuchovití                                                 |
|  |                                                              |
|  | narvalovití                                                  |
|  |                                                              |

|  | sviňuchovití |
|  |              |
|  | narvalovití  |
|  |              |

|  | čínští delfínovcovití                                                                 |
|  |                                                                                       |
|  | \| \| amazonští delfínovcovití \| \| \| \| \| \| laplatští delfínovcovití \| \| \| \| |
|  |                                                                                       |
|  | amazonští delfínovcovití                                                              |
|  |                                                                                       |
|  | laplatští delfínovcovití                                                              |
|  |                                                                                       |

|  | amazonští delfínovcovití |
|  |                          |
|  | laplatští delfínovcovití |
|  |                          |

|  | delfínovití                                                  |
|  |                                                              |
|  | \| \| sviňuchovití \| \| \| \| \| \| narvalovití \| \| \| \| |
|  |                                                              |
|  | sviňuchovití                                                 |
|  |                                                              |
|  | narvalovití                                                  |
|  |                                                              |

|  | sviňuchovití |
|  |              |
|  | narvalovití  |
|  |              |

|  | čínští delfínovcovití                                                                 |
|  |                                                                                       |
|  | \| \| amazonští delfínovcovití \| \| \| \| \| \| laplatští delfínovcovití \| \| \| \| |
|  |                                                                                       |
|  | amazonští delfínovcovití                                                              |
|  |                                                                                       |
|  | laplatští delfínovcovití                                                              |
|  |                                                                                       |

|  | amazonští delfínovcovití |
|  |                          |
|  | laplatští delfínovcovití |
|  |                          |

|  | delfínovití                                                  |
|  |                                                              |
|  | \| \| sviňuchovití \| \| \| \| \| \| narvalovití \| \| \| \| |
|  |                                                              |
|  | sviňuchovití                                                 |
|  |                                                              |
|  | narvalovití                                                  |
|  |                                                              |

|  | sviňuchovití |
|  |              |
|  | narvalovití  |
|  |              |

|  | čínští delfínovcovití                                                                 |
|  |                                                                                       |
|  | \| \| amazonští delfínovcovití \| \| \| \| \| \| laplatští delfínovcovití \| \| \| \| |
|  |                                                                                       |
|  | amazonští delfínovcovití                                                              |
|  |                                                                                       |
|  | laplatští delfínovcovití                                                              |
|  |                                                                                       |

|  | amazonští delfínovcovití |
|  |                          |
|  | laplatští delfínovcovití |
|  |                          |

|  | delfínovití                                                  |
|  |                                                              |
|  | \| \| sviňuchovití \| \| \| \| \| \| narvalovití \| \| \| \| |
|  |                                                              |
|  | sviňuchovití                                                 |
|  |                                                              |
|  | narvalovití                                                  |
|  |                                                              |

|  | sviňuchovití |
|  |              |
|  | narvalovití  |
|  |              |

|  | vorvaňovití |
|  |             |
|  | kogiovití   |
|  |             |

|  | čínští delfínovcovití                                                                 |
|  |                                                                                       |
|  | \| \| amazonští delfínovcovití \| \| \| \| \| \| laplatští delfínovcovití \| \| \| \| |
|  |                                                                                       |
|  | amazonští delfínovcovití                                                              |
|  |                                                                                       |
|  | laplatští delfínovcovití                                                              |
|  |                                                                                       |

|  | amazonští delfínovcovití |
|  |                          |
|  | laplatští delfínovcovití |
|  |                          |

|  | delfínovití                                                  |
|  |                                                              |
|  | \| \| sviňuchovití \| \| \| \| \| \| narvalovití \| \| \| \| |
|  |                                                              |
|  | sviňuchovití                                                 |
|  |                                                              |
|  | narvalovití                                                  |
|  |                                                              |

|  | sviňuchovití |
|  |              |
|  | narvalovití  |
|  |              |

|  | čínští delfínovcovití                                                                 |
|  |                                                                                       |
|  | \| \| amazonští delfínovcovití \| \| \| \| \| \| laplatští delfínovcovití \| \| \| \| |
|  |                                                                                       |
|  | amazonští delfínovcovití                                                              |
|  |                                                                                       |
|  | laplatští delfínovcovití                                                              |
|  |                                                                                       |

|  | amazonští delfínovcovití |
|  |                          |
|  | laplatští delfínovcovití |
|  |                          |

|  | delfínovití                                                  |
|  |                                                              |
|  | \| \| sviňuchovití \| \| \| \| \| \| narvalovití \| \| \| \| |
|  |                                                              |
|  | sviňuchovití                                                 |
|  |                                                              |
|  | narvalovití                                                  |
|  |                                                              |

|  | sviňuchovití |
|  |              |
|  | narvalovití  |
|  |              |

|  | čínští delfínovcovití                                                                 |
|  |                                                                                       |
|  | \| \| amazonští delfínovcovití \| \| \| \| \| \| laplatští delfínovcovití \| \| \| \| |
|  |                                                                                       |
|  | amazonští delfínovcovití                                                              |
|  |                                                                                       |
|  | laplatští delfínovcovití                                                              |
|  |                                                                                       |

|  | amazonští delfínovcovití |
|  |                          |
|  | laplatští delfínovcovití |
|  |                          |

|  | delfínovití                                                  |
|  |                                                              |
|  | \| \| sviňuchovití \| \| \| \| \| \| narvalovití \| \| \| \| |
|  |                                                              |
|  | sviňuchovití                                                 |
|  |                                                              |
|  | narvalovití                                                  |
|  |                                                              |

|  | sviňuchovití |
|  |              |
|  | narvalovití  |
|  |              |

|  | čínští delfínovcovití                                                                 |
|  |                                                                                       |
|  | \| \| amazonští delfínovcovití \| \| \| \| \| \| laplatští delfínovcovití \| \| \| \| |
|  |                                                                                       |
|  | amazonští delfínovcovití                                                              |
|  |                                                                                       |
|  | laplatští delfínovcovití                                                              |
|  |                                                                                       |

|  | amazonští delfínovcovití |
|  |                          |
|  | laplatští delfínovcovití |
|  |                          |

|  | delfínovití                                                  |
|  |                                                              |
|  | \| \| sviňuchovití \| \| \| \| \| \| narvalovití \| \| \| \| |
|  |                                                              |
|  | sviňuchovití                                                 |
|  |                                                              |
|  | narvalovití                                                  |
|  |                                                              |

|  | sviňuchovití |
|  |              |
|  | narvalovití  |
|  |              |

|  | čínští delfínovcovití                                                                 |
|  |                                                                                       |
|  | \| \| amazonští delfínovcovití \| \| \| \| \| \| laplatští delfínovcovití \| \| \| \| |
|  |                                                                                       |
|  | amazonští delfínovcovití                                                              |
|  |                                                                                       |
|  | laplatští delfínovcovití                                                              |
|  |                                                                                       |

|  | amazonští delfínovcovití |
|  |                          |
|  | laplatští delfínovcovití |
|  |                          |

|  | delfínovití                                                  |
|  |                                                              |
|  | \| \| sviňuchovití \| \| \| \| \| \| narvalovití \| \| \| \| |
|  |                                                              |
|  | sviňuchovití                                                 |
|  |                                                              |
|  | narvalovití                                                  |
|  |                                                              |

|  | sviňuchovití |
|  |              |
|  | narvalovití  |
|  |              |

|  | čínští delfínovcovití                                                                 |
|  |                                                                                       |
|  | \| \| amazonští delfínovcovití \| \| \| \| \| \| laplatští delfínovcovití \| \| \| \| |
|  |                                                                                       |
|  | amazonští delfínovcovití                                                              |
|  |                                                                                       |
|  | laplatští delfínovcovití                                                              |
|  |                                                                                       |

|  | amazonští delfínovcovití |
|  |                          |
|  | laplatští delfínovcovití |
|  |                          |

|  | delfínovití                                                  |
|  |                                                              |
|  | \| \| sviňuchovití \| \| \| \| \| \| narvalovití \| \| \| \| |
|  |                                                              |
|  | sviňuchovití                                                 |
|  |                                                              |
|  | narvalovití                                                  |
|  |                                                              |

|  | sviňuchovití |
|  |              |
|  | narvalovití  |
|  |              |

|  | čínští delfínovcovití                                                                 |
|  |                                                                                       |
|  | \| \| amazonští delfínovcovití \| \| \| \| \| \| laplatští delfínovcovití \| \| \| \| |
|  |                                                                                       |
|  | amazonští delfínovcovití                                                              |
|  |                                                                                       |
|  | laplatští delfínovcovití                                                              |
|  |                                                                                       |

|  | amazonští delfínovcovití |
|  |                          |
|  | laplatští delfínovcovití |
|  |                          |

|  | delfínovití                                                  |
|  |                                                              |
|  | \| \| sviňuchovití \| \| \| \| \| \| narvalovití \| \| \| \| |
|  |                                                              |
|  | sviňuchovití                                                 |
|  |                                                              |
|  | narvalovití                                                  |
|  |                                                              |

|  | sviňuchovití |
|  |              |
|  | narvalovití  |
|  |              |

|  | čínští delfínovcovití                                                                 |
|  |                                                                                       |
|  | \| \| amazonští delfínovcovití \| \| \| \| \| \| laplatští delfínovcovití \| \| \| \| |
|  |                                                                                       |
|  | amazonští delfínovcovití                                                              |
|  |                                                                                       |
|  | laplatští delfínovcovití                                                              |
|  |                                                                                       |

|  | amazonští delfínovcovití |
|  |                          |
|  | laplatští delfínovcovití |
|  |                          |

|  | delfínovití                                                  |
|  |                                                              |
|  | \| \| sviňuchovití \| \| \| \| \| \| narvalovití \| \| \| \| |
|  |                                                              |
|  | sviňuchovití                                                 |
|  |                                                              |
|  | narvalovití                                                  |
|  |                                                              |

|  | sviňuchovití |
|  |              |
|  | narvalovití  |
|  |              |

Recentní kytovce lze rozdělit na dvě velmi dobře vymezené skupiny, parvřády ozubení (Odontoceti) a kosticovci (Mysticeti). Uvažujeme-li i fosilní zástupce kytovců, je vhodné zavést monofyletickou skupinu Autoceta čili Neoceti, do které řadíme oba recentní parvřády, jejich posledního společného předka a všechny jeho potomky. Ostatní, vesměs vymřelí eocenní kytovci, pak tvoří parafyletickou skupinu prakytovci (Archaeoceti).
Kosticovci nikdy nemají zuby, místo nich jsou vybaveni kosticemi, jimiž filtrují z vody drobnou kořist. Mají zachovány obě vnější nozdry, jejich lebka je symetrická. Levá a pravá polovina spodní čelisti vpředu nesrůstá. Není u nich vyvinuta hrudní kost. Dorůstají velkých až obřích rozměrů (od cca 5–6 m u velrybky malé po více než 30 m u plejtváka obrovského). Mezi kosticovci zaujímají bazální postavení pravé velryby. Moderní fylogenetické studie naznačují, že plejtvákovití jsou parafyletičtí a že plejtvákovec by měl být řazen mezi ně (přímo do rodu plejtvák). I keporkak patrně fylogeneticky patří do rodu plejtvák.
Ozubení mají zuby (i když je někteří ztratili), schopnost echolokace a na temeni hlavy jen jedinou nozdru; jejich lebka je asymetrická. Spodní čelist mají vpředu v oblasti symfýzy srostlou v jedinou kost. Kost hrudní je u nich vyvinuta. Kromě vorvaně, který je mimořádně velkým druhem (dosahuje délky až přes 20 m), měří od 1,5 (sviňucha kalifornská a delfínovec laplatský) do asi 11 m (vorvaňovec velký).
Mezi ozubenými zaujímají bazální postavení vorvaň a jemu sesterské kogie (nadčeleď Physeteroidea). Delfínovci, považovaní dříve za starobylou, ale jednotnou vývojovou linii, která po rozšíření úspěšné čeledi delfínovitých nalezla útočiště ve sladkých vodách, jsou polyfyletickou skupinou. Každý ze čtyř recentních rodů dnes řadíme do samostatné čeledi, které nemají zavedená česká jména. Evolučně izolovaní „indičtí“ delfínovci rodu Platanista jsou řazeni do čeledi Platanistidae, zbývající tři čeledi delfínovců tvoří monofyletickou skupinu. „Čínští“ delfínovci rodu Lipotes patří do čeledi Lipotidae, „laplatští“ delfínovci rodu Pontoporia do čeledi Pontoporiidae a konečně „amazonští“ delfínovci rodu Inia do čeledi Iniidae. Trojice čeledí delfínovití, sviňuchovití a narvalovití tvoří monofyletickou skupinu, nadčeleď Delphinoidea.
Taxonomický přehled čeledí, rodů a druhů kytovců je uveden níže.

## Anatomie a fyziologie
Kytovci jsou ze všech savců nejlépe přizpůsobeni životu ve vodě; jediná další plně akvatická skupina savců jsou sirény. Kytovci vodu nikdy neopouštějí, pokud se ocitnou na souši, hrozí jim smrt zadušením (na souši váha jejich vlastního těla příliš stlačuje hrudník a znemožňuje jim účinně dýchat) a přehřátím (voda odvádí teplo mnohem lépe než vzduch). Díky některým adaptacím na plně vodní způsob života mohou kytovci připomínat ryby (např. tvarem těla nebo končetinami, které mají charakter ploutví), podobně jako někteří další vodní obratlovci (např. vymřelí ichtyosauři). Nejde však o doklad příbuznosti ryb a kytovců (popř. ichtyosaurů aj.), ale o ukázku konvergentní evoluce: voda klade na organismy, které ji obývají, velmi specifické nároky, a tyto organismy pak evolučně spějí k podobným řešením problémů života ve vodě. Přes povrchní podobnost s rybami jsou kytovci placentální savci, jak dokládá celá řada znaků:
- rodí živá mláďata, která jsou před porodem vyživována placentou v těle matky; mláďata jsou kojena mateřským mlékem
- dýchají vzduch pomocí plic, pro efektivní oddělení okysličené a odkysličené krve mají čtyřdílné srdce (se dvěma síněmi a dvěma komorami)
- jsou teplokrevní (homoiotermní a endotermní)
- přes absenci srsti mají někteří zástupci (např. velryby) dobře vyvinuté hmatové chlupy (vibrisy)
- jejich mozek má velmi pokročilou stavbu, zejména dobře je vyvinut koncový mozek s rýhovanou mozkovou kůrou
- kostra je sice modifikovaná (zejména kostra končetin), ale stále typicky savčí (např. spodní čelist je tvořena jedinou kostí, ve středním uchu najdeme tři sluchové kůstky, krčních obratlů je 7)
- ačkoli je hlavním orgánem pohybu ocas vybavený ploutví, na rozdíl od ryb, obojživelníků či plazů se páteř nevlní v horizontální rovině, ale v rovině vertikální (stejně jako u dalších savců – viz způsob pohybu vyder či ploutvonožců); ocasní ploutev je proto horizontální

Na druhou stranu u nich vodní způsob života vedl k mnoha odlišnostem od většiny ostatních savců; následují nejnápadnější zvláštnosti:
- tělo má vřetenovitý, hydrodynamický tvar kladoucí proudící vodě co nejmenší odpor, není kryto srstí, ale je lysé
- chybí vnější ucho (boltec a zvukovod) i funkční bubínek
- nozdry jsou posunuty na vrchol hlavy, u ozubených je navíc zachována jen jedna (levá) nozdra
- přední končetiny jsou přeměněny v ploutve, zadní končetiny jsou redukovány; vytvořeny jsou i další ploutve (ocasní, většinou i hřbetní)
- chrup (je-li vyvinut) je nerozlišený (homodontní) a není během života vyměňován (není vyvinut mléčný a trvalý chrup, chrup je tedy monofyodontní)

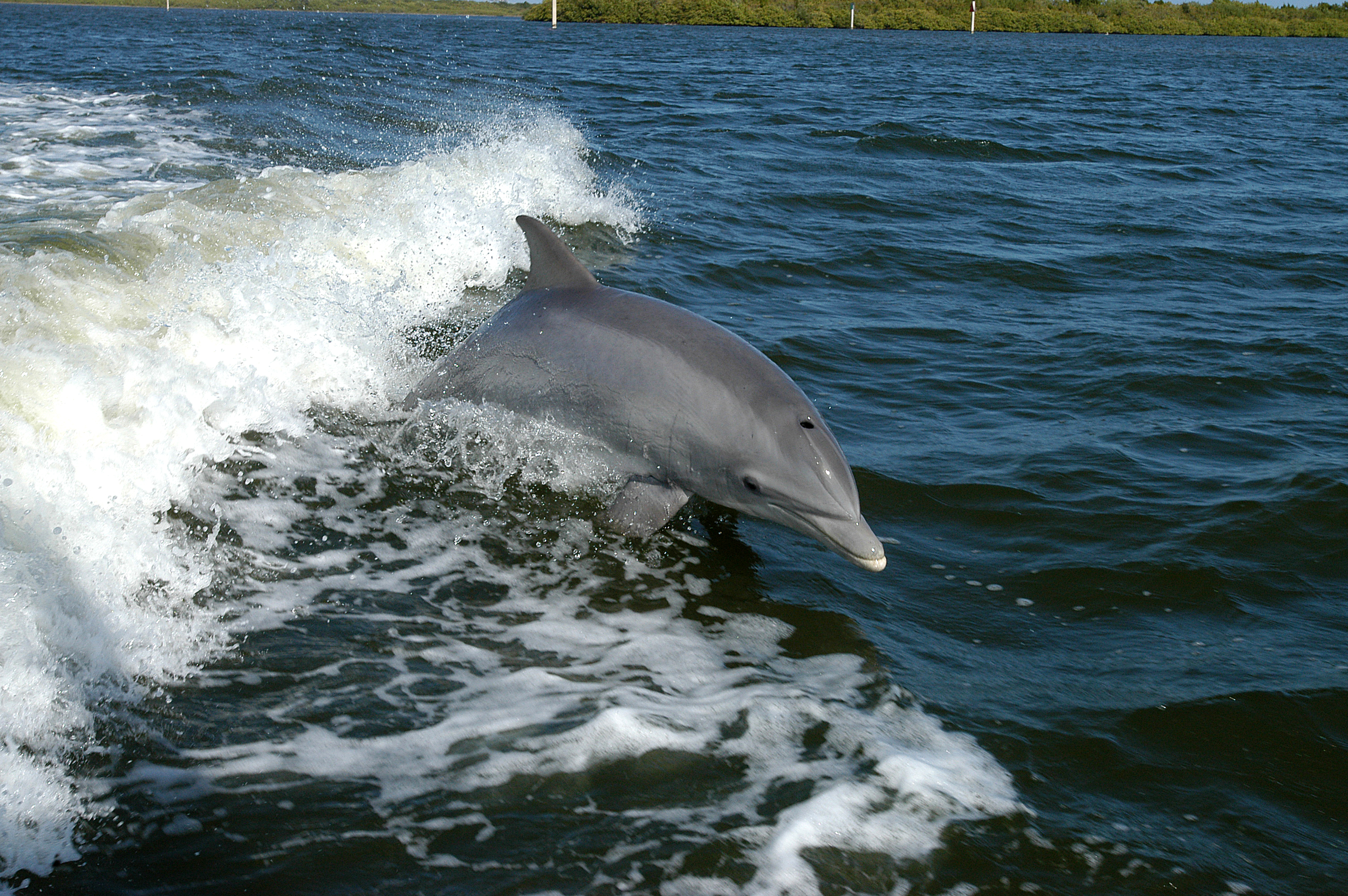
Delfín skákavý má jako ostatní kytovci hydrodynamický tvar těla a jeho dýchací cesty vyúsťují na temeni hlavy
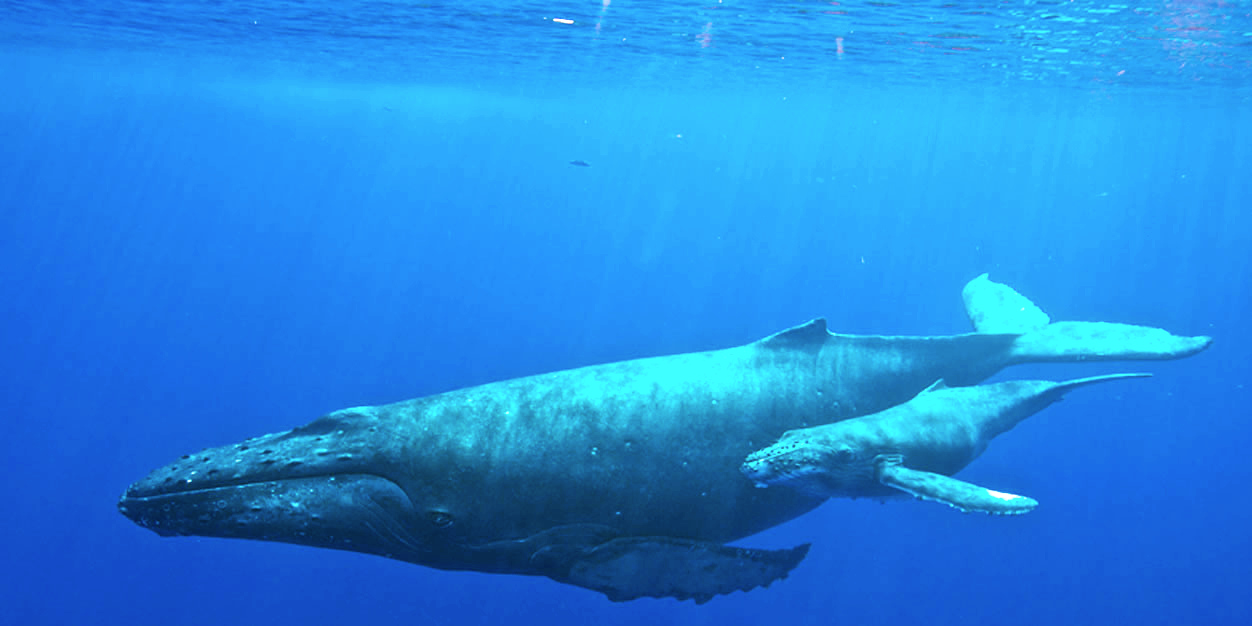
Keporkak má dlouhé hrudní ploutve, vyvinutou hřbetní ploutev a mohutnou ocasní ploutev
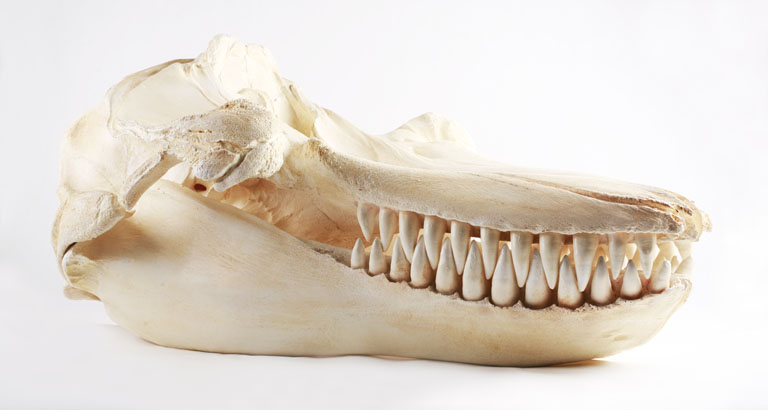
Na lebce kosatky dravé jsou vidět nerozlišené kuželovité zuby

### Kostra, ploutve

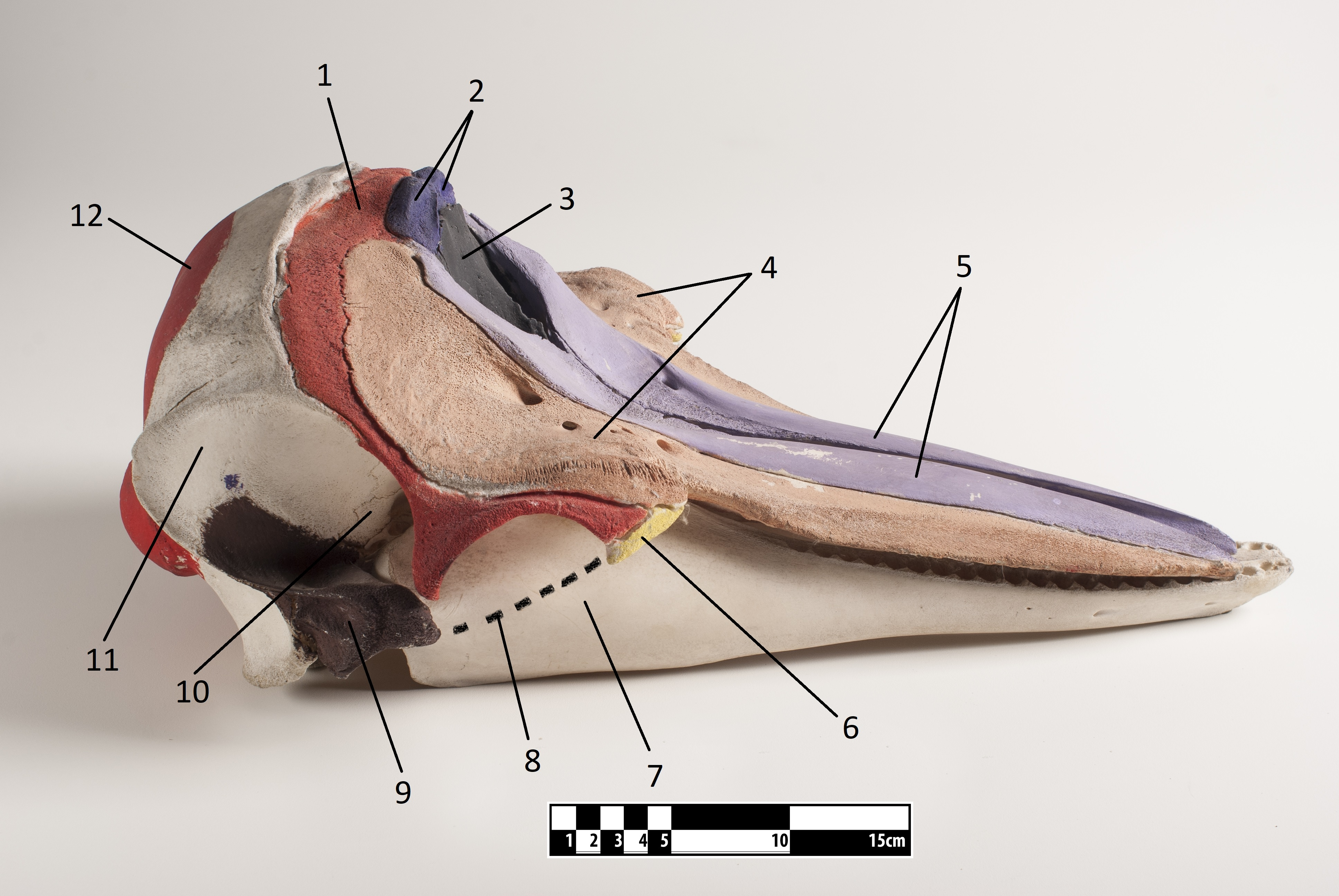
Teleskopická lebka delfína s obarvenými jednotlivými kostmi: 1 – k. čelní, 2 – k. nosní, 3 – k. čichová, 4 – horní čelist, 5 – mezičelist, 6 – k. slzní, 7 – dolní čelist, 8 – naznačená pozice k. lícní (u ozubených kytovců je velmi tenká a na preparované lebce se nezachovala), 9 – k. spánková, 10 – k. klínová, 11 – k. temenní, 12 – k. týlní

Kosti recentních kytovců mají celkově nižší hustotu než kosti suchozemských savců. Povrchová vrstva kompaktní kostní hmoty je ztenčená a uvnitř zčásti nahrazená houbovitou kostí. Kvůli takto zvětšenému vnitřnímu objemu je v kosti vyšší podíl kostní dřeně, jež je z velké části tvořena tukem, který má nižší hustotu než voda. Díky tomu kytovci při plavání nemusejí vynakládat tolik energie na to, aby se udrželi při hladině. U vymřelých kytovců, kteří ještě žili obojživelným způsobem života, se naopak setkáváme s tzv. pachyostózou, zesílením a „ztěžknutím“ kostí, což jim umožňovalo snáze se pohybovat po dně mělkých vod.
Lebka kytovců je takzvaně teleskopická. Teleskopizace spočívá především v přesunutí nozder na vrchol hlavy, což však vyžaduje výrazné změny v proporcích a vzájemné pozici lebečních kostí. Horní čelist a mezičelist jsou výrazně prodloužené, kost čelní a kosti nosní jsou naopak silně zkrácené, kost slzní se dostává mimo kontakt s očnicí atd. Také mozkovna je kvůli dýchacím cestám procházejícím shora dolů zkrácená, i tak je však dosti prostorná (je vysoká a široká). U ozubených je lebka zřetelně asymetrická, především (ale nejen) v oblasti vyústění nozder. Při pohledu shora je lehce zakřivená k levé straně. Asymetrie bývá pokládána za adaptaci pro zvýšení přesnosti při určování směrů, z nichž přichází zvuky, popř. i za adaptaci pro zlepšení parametrů generovaného echolokačního signálu.
Lebka je poměrně široká, má výrazně protažené čelisti (čenich, rostrum), očnice jsou umístěny po stranách, relativně nízko. Na spodní části lebky jsou umístěny bubínkové výdutě chránící středouší, oproti ostatním savcům jsou jen volně spojeny s ostatními kostmi lebky, což přispívá k dobrému slyšení pod vodou, zejména k určování směru, ze kterého zvuk přichází (díky eliminaci rušivých vibrací přenášených lebkou). Vnitřní (mediánní) stěna bubínkových výdutí je silně osifikovaná a bývá označována jako involucrum. Mnohé kosti lebky obsahují dutiny vyplněné vzduchem nebo tukem.

Vzhledem k silné redukci zadní končetiny, jejíž pletenec (pánevní kosti) již není napojen na páteř, nesrůstají u kytovců obratle v křížové oblasti v křížovou kost, ale zůstávají volné a jsou považovány za bederní obratle. Pravé křížové obratle tedy chybí. Páteř kytovců je většinou složena z většího počtu obratlů než je u savců typické, zmnoženy jsou hlavně ocasní a bederní obratle. Např. delfín obecný má 73 obratlů, a to 7 krčních (cervikálních), 13 hrudních (thorakálních), 22 bederních (lumbálních), žádné křížové (sakrální) a 31 ocasních (kaudálních), což lze vyjádřit zkráceným zápisem C7:T13:L22:S0:Ca31. Delfín skákavý má 60 obratlů (C7:T13:L14:S0:Ca26), velryba černá 58 (C7:T14:L11:S0:Ca26). Nízký počet obratlů (41) má inie amazonská. Obratle zasahují až na samý konec těla (na rozdíl např. od kapustňáků, kde páteř nedosahuje ke konci ocasní ploutve).

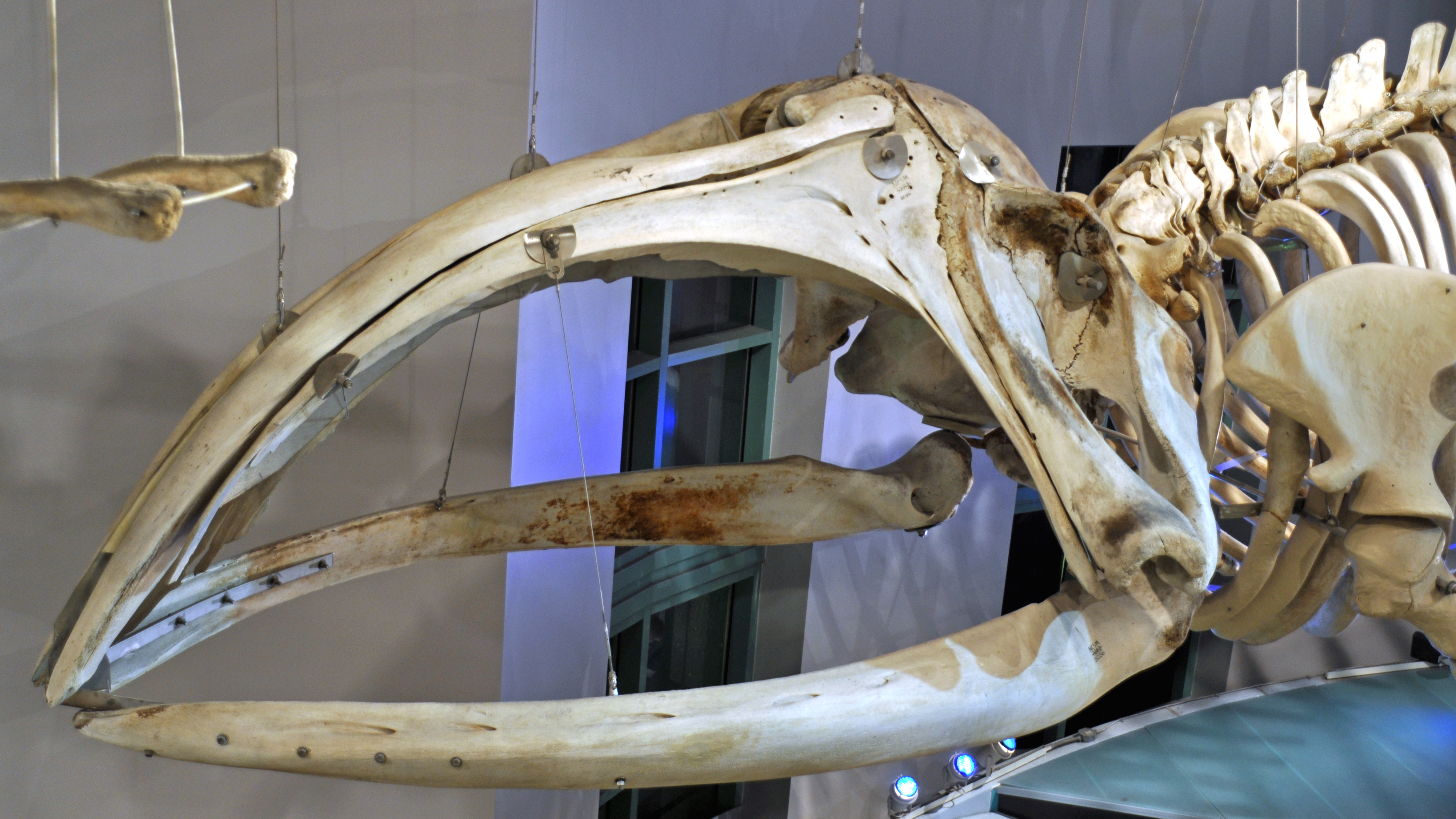
Lebka velryby černé
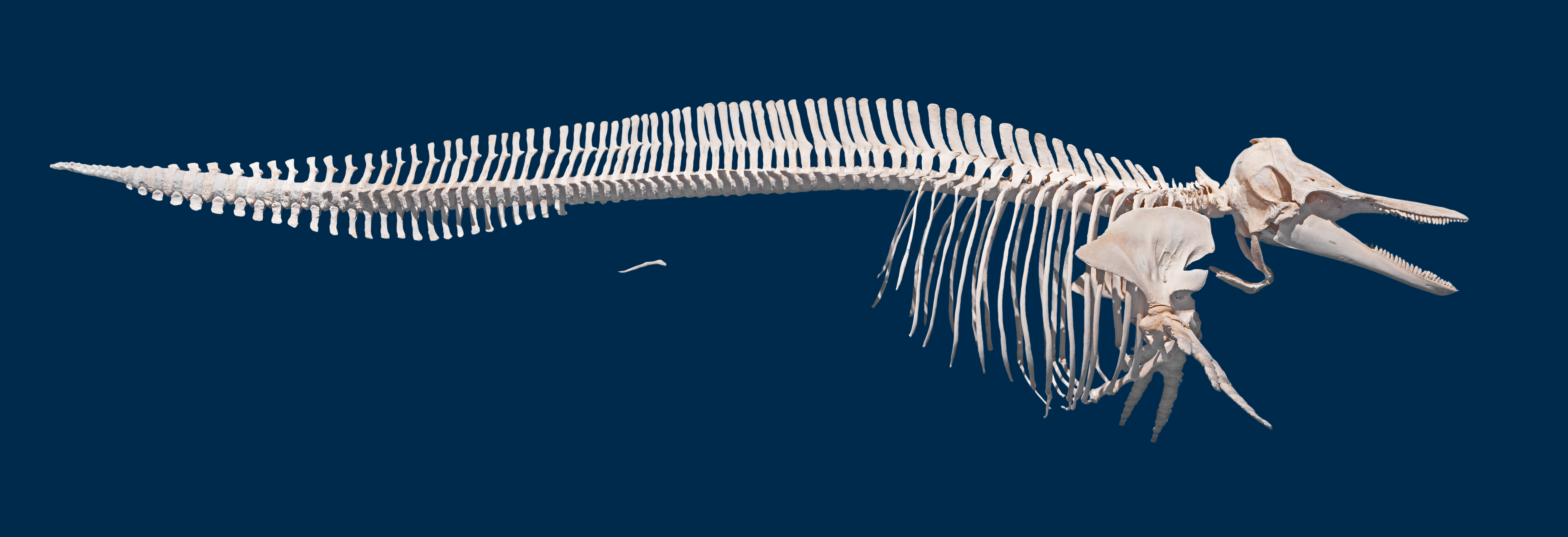
Kostra plískavice bělonosé
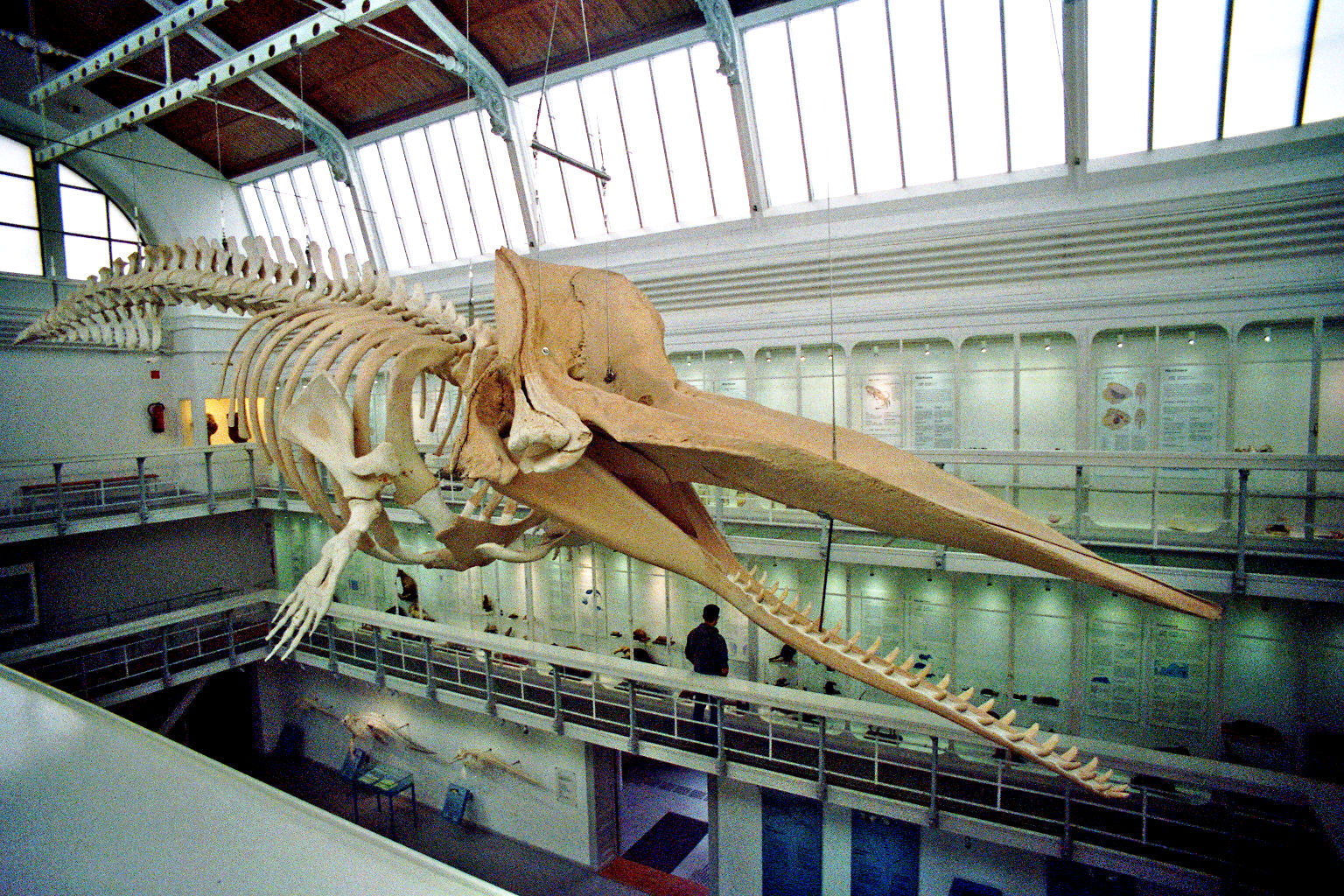
Kostra vorvaně

Hlavním orgánem pohybu je u kytovců ocas vybavený horizontální ocasní ploutví. Na rozdíl od ryb však ocasní ploutev kytovců není vyztužena kostěnými paprsky, ale vazivem. Podobně i hřbetní ploutev, kterou nacházíme u většiny kytovců a která stabilizuje tělo při plavání, je kožní duplikaturou vyztuženou vazivem. Také přední končetiny jsou přeměněny v ploutve. Uplatňují se zejména při stabilizaci a manévrování. Pažní kost a kosti předloktí, jakož i zápěstní a záprstní kůstky, jsou v nich zkrácené, loketní i zápěstní kloub je nefunkční, kostra prstů tvořící základ hlavní části ploutve je ale vyvinutá dobře, články prostředních prstů mohou být zmnoženy (tento jev se nazývá polyfalangie), první a pátý prst mívá naopak počet článků snížený, někdy až na jediný. Zadní končetiny jsou zakrnělé, jejich jediným pozůstatkem jsou zbytky pánevních kostí a stehenní kosti zarostlé ve svalovině břicha. Na povrchu těla nejsou zadní končetiny patrné, velmi vzácně mohou být u některých jedinců vyvinuty v podobě malých prstovitých atavistických výrůstků.

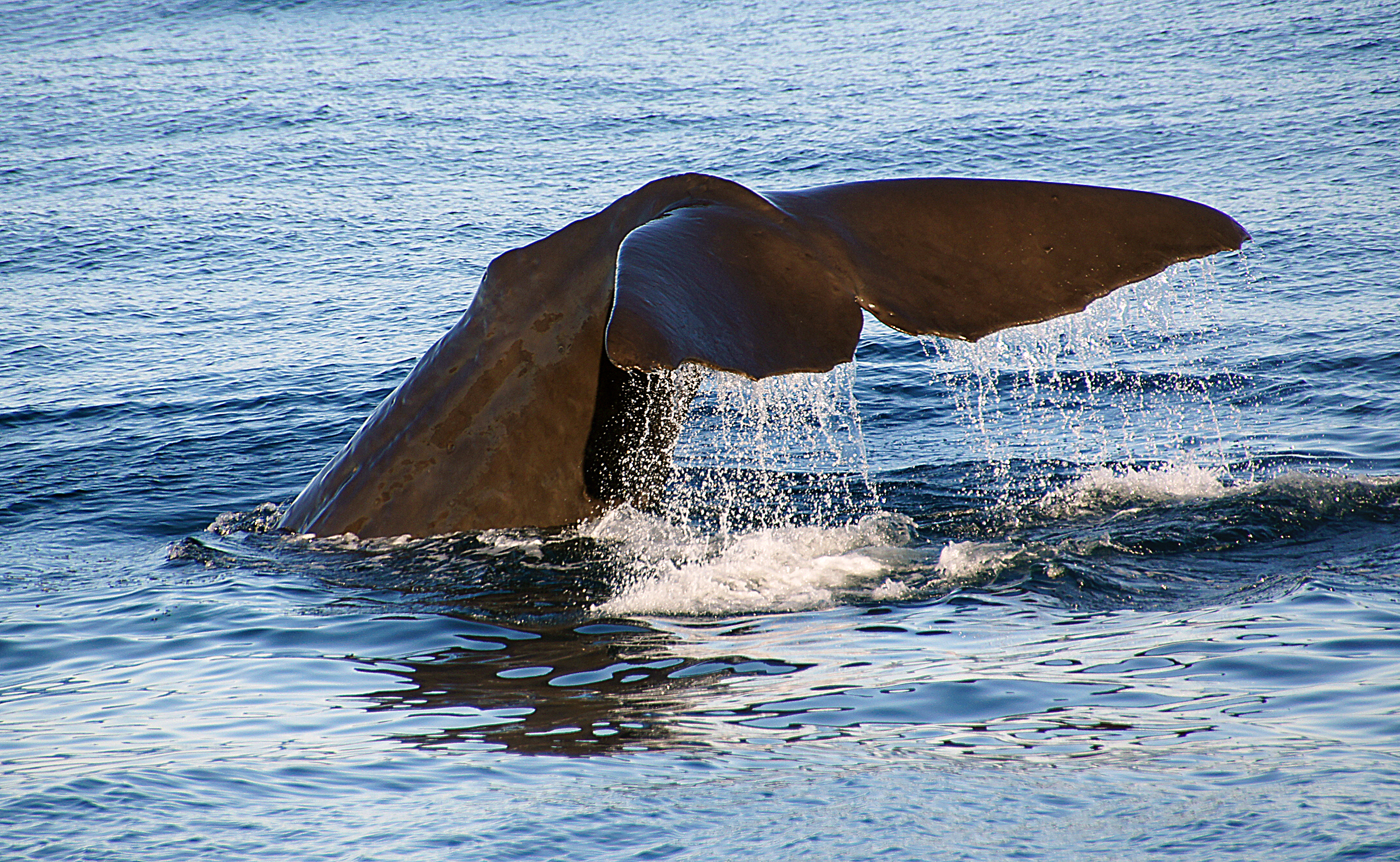
Ocas vorvaně obrovského s horizontální ocasní ploutví
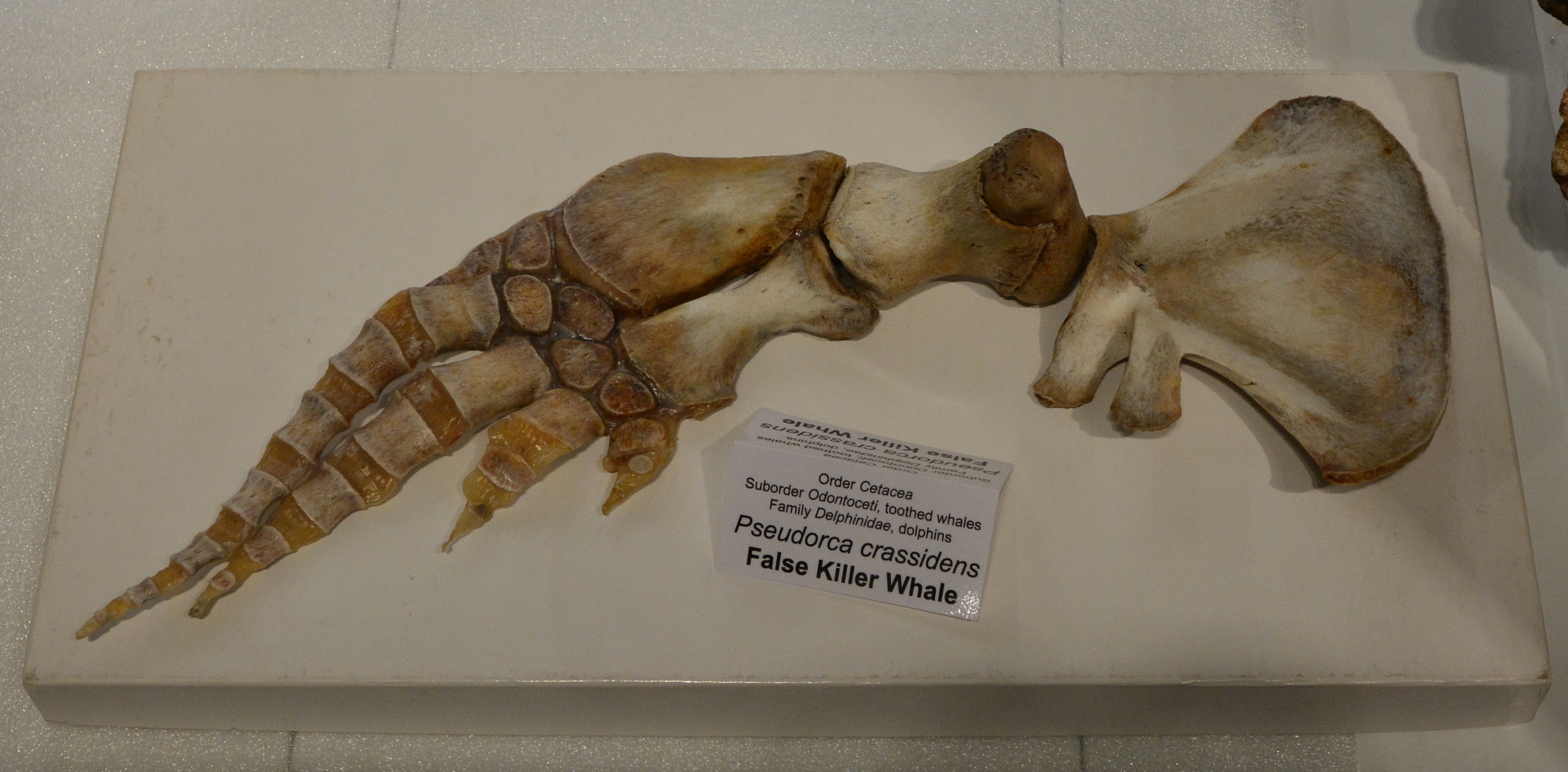
Kostra přední končetiny kosatky černé; články druhého a třetího prstu jsou pomnožené
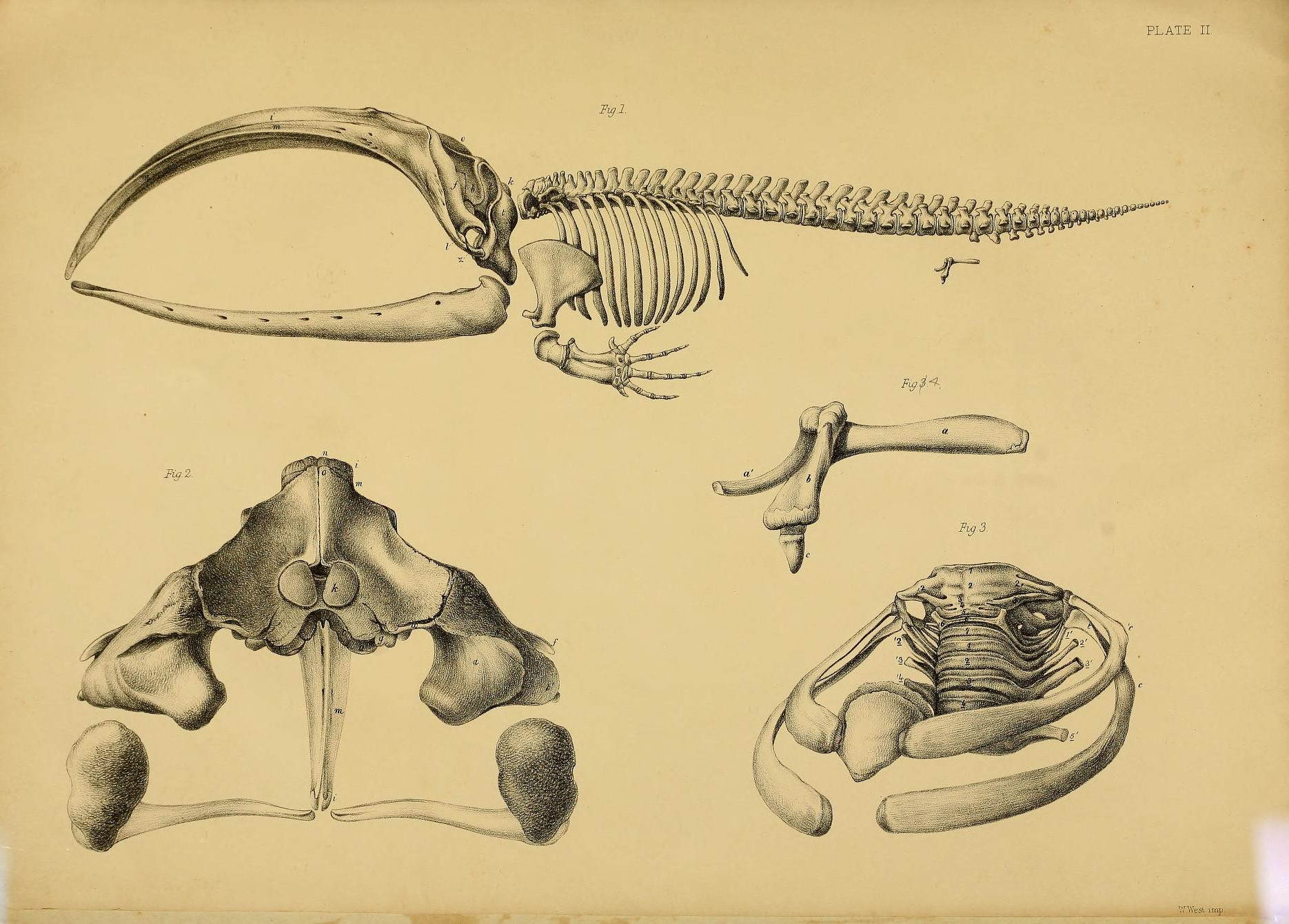
Kresba kostry velryby grónské s detailním vyobrazením lebky (zadní pohled), rudimentární kostry zadní končetiny (na obrázku označeno jako „fig. 4“) a přední části hrudního koše
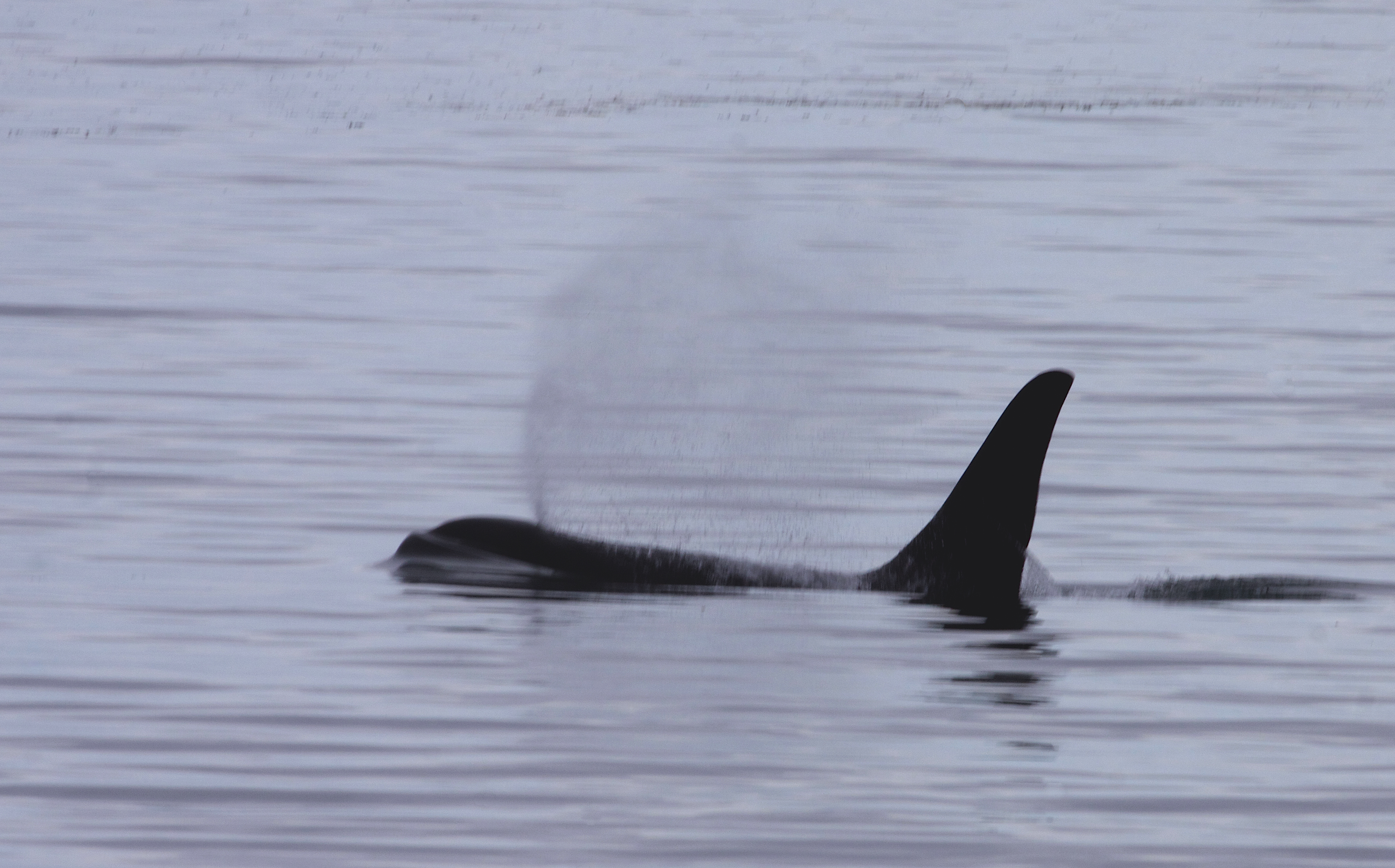
Vydechující kosatka dravá s dobře viditelnou hřbetní ploutví

### Kůže

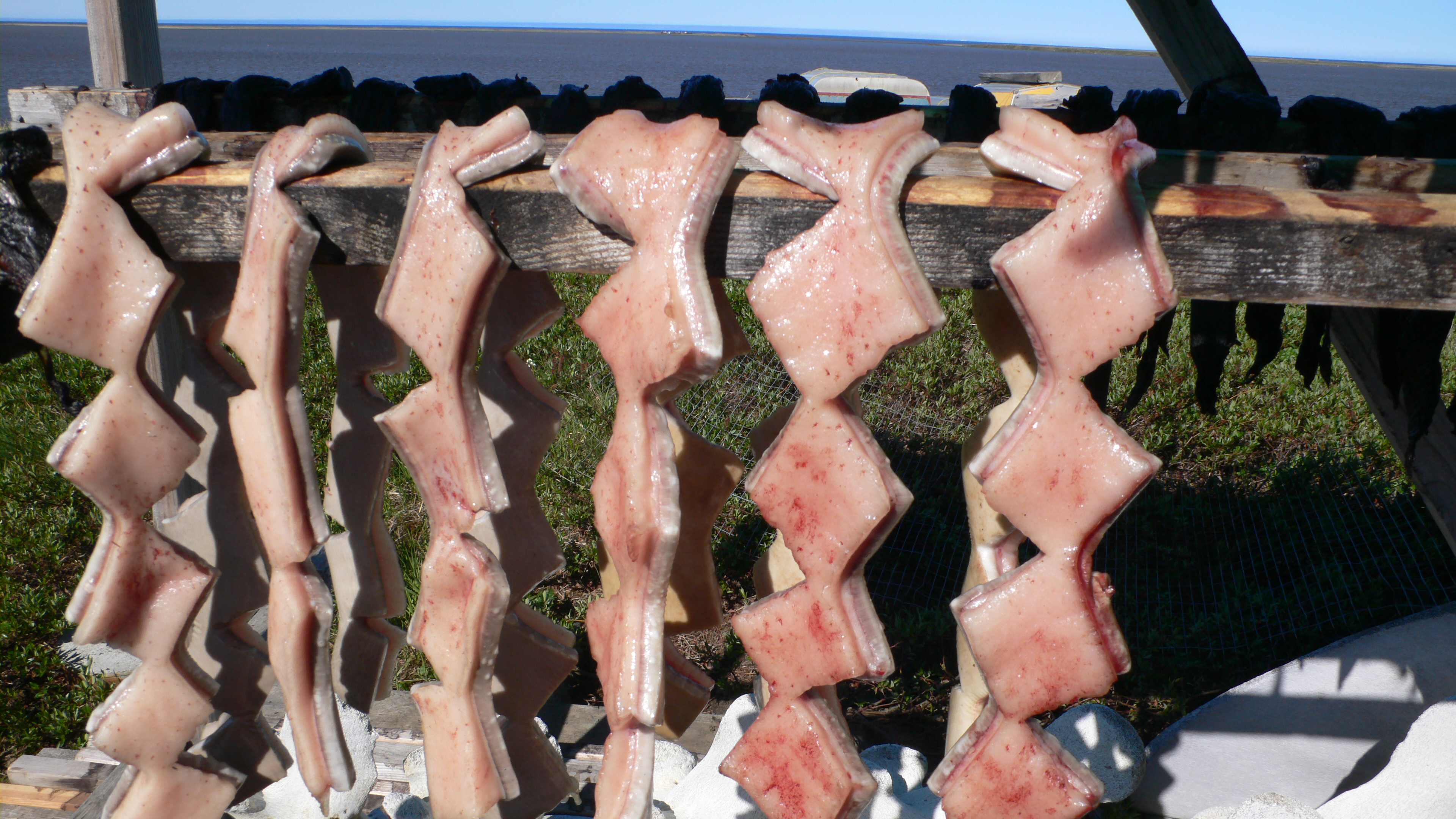
Sušící se kůže běluhy s vrstvou podkožního tuku

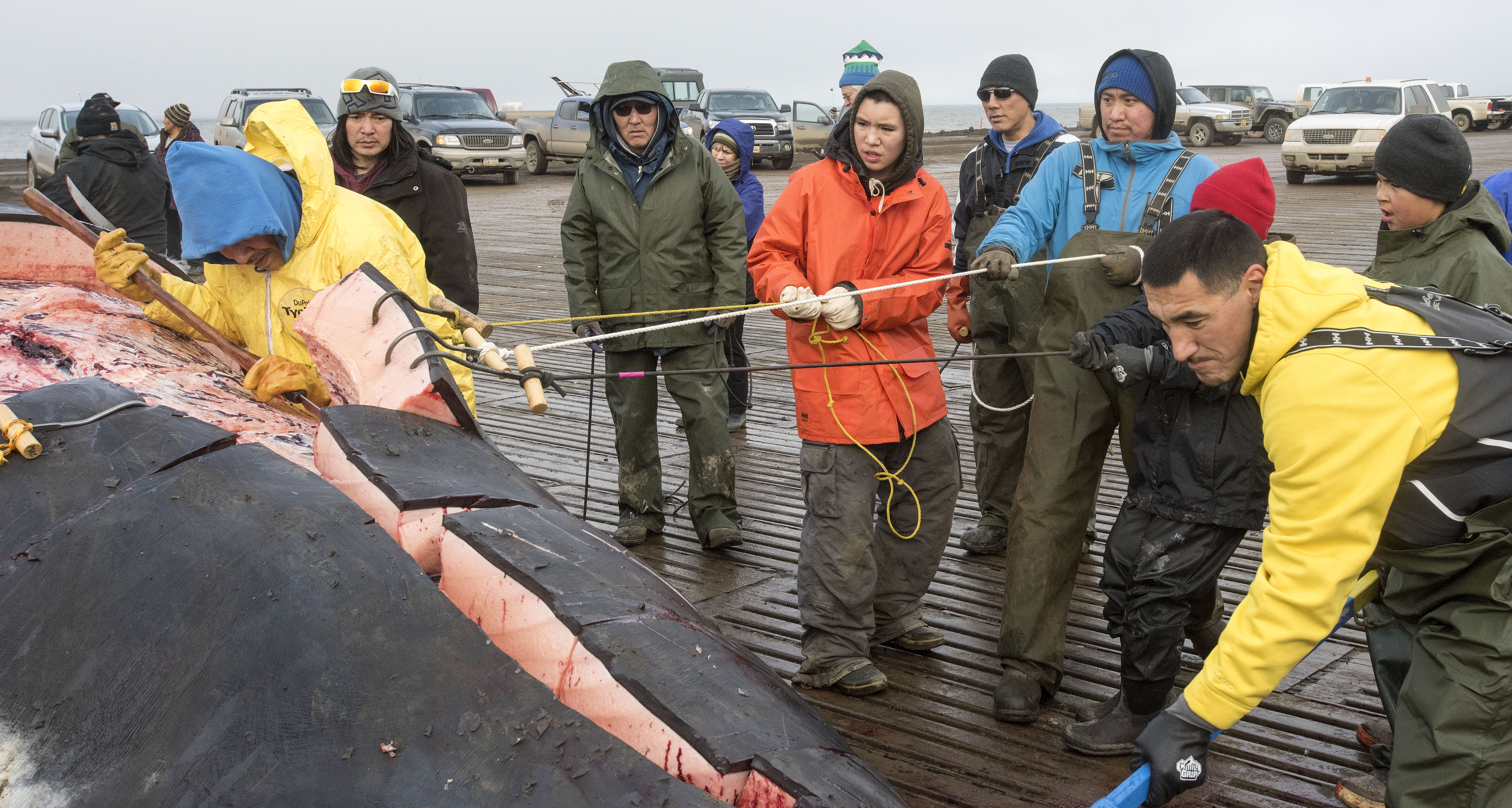
Stahování velrybí kůže se silnou vrstvou podkožního tuku

Kromě hydrodynamického tvaru těla přispívá k rychlému a efektivnímu pohybu kytovců ve vodě také stavba kůže. Ta je bez srsti, její povrch je velice hladký a hydrofobní, nesmáčivý. Dostane-li se ven z vody, voda z povrchu těla ihned steče a kůže je téměř suchá. Taková vlastnost snižuje na minimum tření ve vodním prostředí. Dále je kůže měkká, velice pružná a během plavání se svým povrchem přizpůsobuje proudění okolní vody. Tím na minimum eliminuje vznik brzdících turbulencí, dokáže svým vlněním ovládaným podkožním svalstvem přeměnit vzniklé turbulentní proudění na laminární. Tato schopnost je zvláště významná při plavání ve skupinách.
Kůže je složena ze tří vrstev, jak je u obratlovců obvyklé. Nejsvrchnější je poměrně silná epidermis (pokožka), která u velkých druhů dosahuje tloušťky až 1 cm. Prostřední vrstva, dermis, je tvořena vazivem. Díky zvrásnění, které zasahuje hluboko do epidermis, fixuje tato vrstva pevně pokožku. Spodní vrstvu, hypodermis, tvoří podkožní tukové vazivo, u kytovců modifikované v souvislou vrstvu podkožního tuku s relativně tuhou konzistencí, způsobenou vyšším podílem kolagenu a elastinu než u většiny ostatních savců.
Díky svým tepelně-izolačním vlastnostem slouží tuková vrstva jako náhražka chybějící srsti. Tuková izolace a další přizpůsobení, jako je protiproudová výměna tepla v cévách (chladná krev vracející se z kůže do těla se ohřívá paralelně vedenou tepennou krví tekoucí opačným směrem) umožňují některým kytovcům obývat i ledové arktické a antarktické vody. U největších kytovců může být vrstva tuku tlustá několik decimetrů (u plejtváků asi 30 cm, u velryb až 50 cm), u menších zástupců několik centimetrů. Tloušťka tukové vrstvy se během života mění, někdy sezónně, zejména v závislosti na dostupnosti potravy. Výrazný úbytek podkožního tuku je spojen také s kojením mláďat. Kromě toho, že funguje jako tepelná izolace a energetická zásoba, hraje tuková vrstva důležitou roli i při formování tvaru těla – např. v zadní části těla je silnější, než by odpovídalo termoregulačním potřebám, protože je tak zachován hydrodynamický vřetenovitý tvar těla snižující odpor vody.

### Dýchací soustava

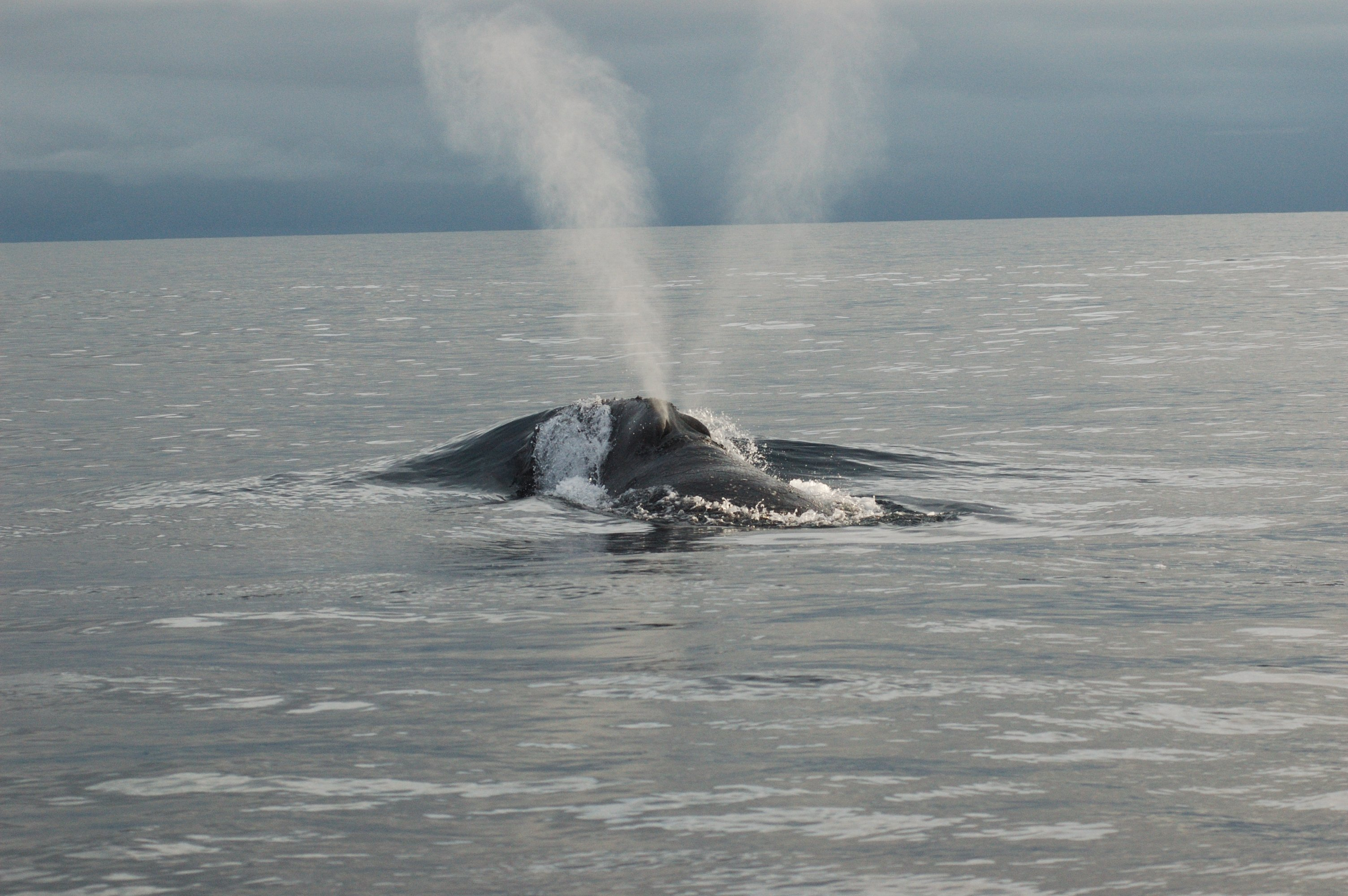
Výdechová fontána pravých velryb má charakter písmene V

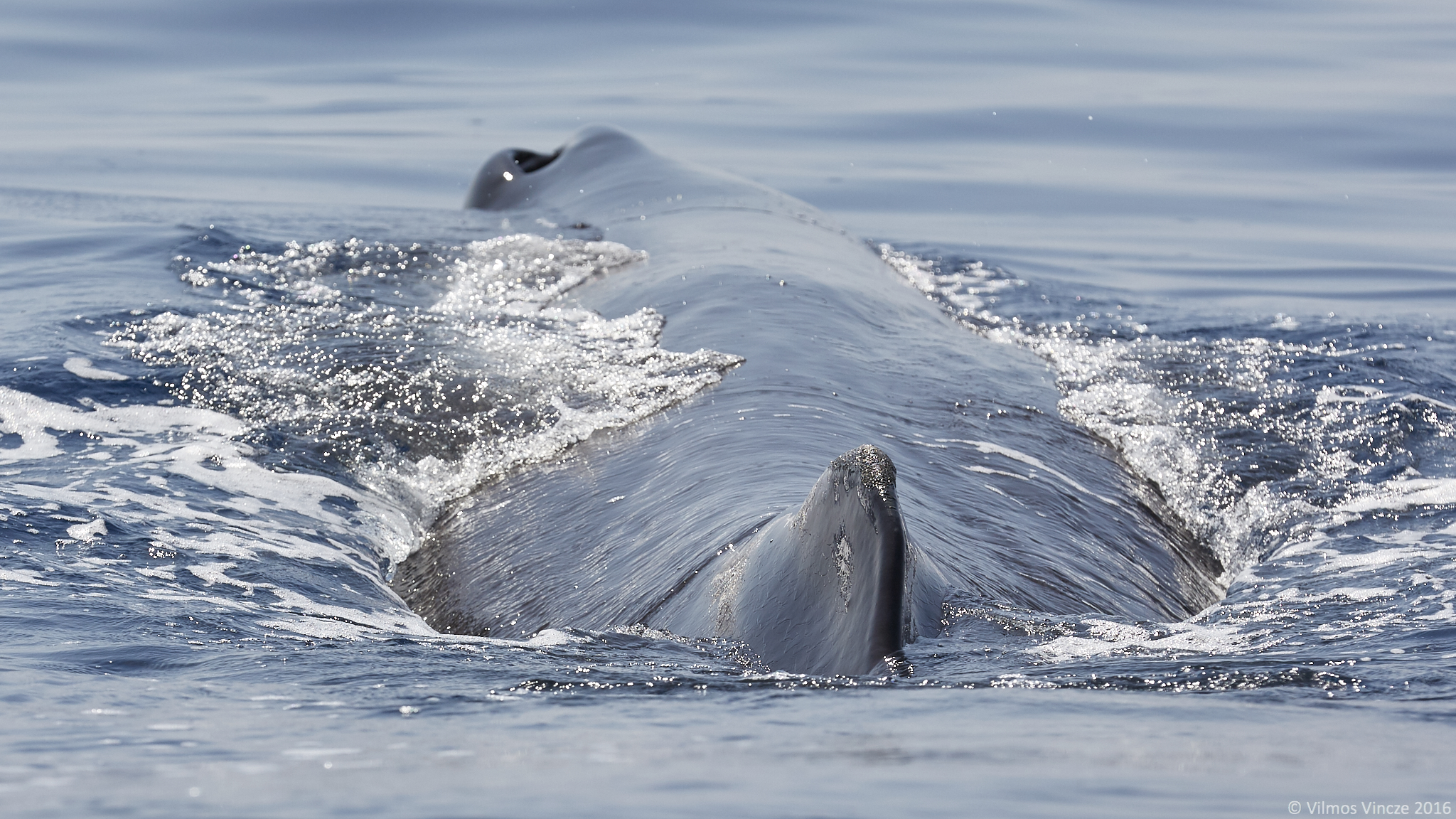
Pohled přes hřbet vorvaně na jeho plně otevřenou nozdru umístěnou zřetelně asymetricky na levé straně

Tak jako pro ostatní savce, je i pro kytovce jediným zdrojem kyslíku vzduch. Kvůli dýchání jsou tedy nuceni pravidelně navštěvovat hladinu, i když většina jejich ostatních aktivit (shánění potravy, rozmnožování atd.) se může odehrávat hlouběji. Kytovci se proto musejí umět potápět na dostatečně dlouhou dobu a po tento čas zadržovat dech. Aby byla potřeba vracet se k hladině kvůli nádechu minimalizována, vyvinuly se u kytovců adaptace zvyšující efektivitu dýchání. Samotná relativní kapacita plic (plicní objem vztažený na hmotnost těla) není u kytovců nijak velká. Kapacita plic u kytovců nepotápějících se do velkých hloubek je okolo 7 litrů na 100 kg hmotnosti. (Pro savce je typická hodnota asi 5 až 6 l na 100 kg.) Naopak u druhů dosahujících největších hloubek je kapacita mnohem nižší, asi 2,5 až 3 litry na stejnou hmotnost. Menší objem plic přispívá k vyšší hustotě těla a proto snazšímu sestupu a také omezuje riziko intenzivního rozpouštění plynů v krvi za vysokého tlaku.
Takzvaný dechový objem (tedy objem plynu vyměněného při běžném nádechu) dosahuje u suchozemských savců asi 10–15 % celkové kapacity plic, např. u člověka se běžně udává hodnota asi 0,5 l při celkové kapacitě asi 6 l. U kytovců je dechový objem typicky přes 75 % celkové kapacity plic. Také vitální kapacita (maximální objem vyměněného plynu) je u kytovců větší (přes 90 % celkové kapacity) než u suchozemských savců (okolo 75 % celkové kapacity). Důvodem je především schopnost vytlačit z plic mnohem víc vzduchu při výdechu, než je u savců obvyklé. Hlavní podíl na tom má vyšší elasticita a poddajnost plic a hrudníku (chrupavčitá část žeber je rozsáhlejší, u kosticovců hrudní kost zcela chybí) a také schopnost jejich plic za vysokého okolního tlaku kolabovat (vytěsnit prakticky všechen vzduch z plicních sklípků) bez závažných následků pro organismus. Pro hluboko se nořící kytovce je naopak důležité, aby v plicích nezůstával silně stlačený vzduch, protože za vysokého tlaku by se v jejich krvi rozpouštělo velké množství plynů včetně dusíku, který by při vynořování z krve opět vytěkával a působil tzv. kesonovou (dekompresní) nemoc. Jedním z mála projevů dekompresní nemoci, který lze zkoumat i u fosilních druhů, je avaskulární osteonekróza, tedy lokální odumření kostní tkáně způsobené nedokrvením, jež je důsledkem ucpávání kapilár bublinkami plynů. U recentních druhů se avaskulární osteonekróza prakticky nevyskytuje, ale byla prokázána u některých fosilních zástupců ozubených (u zástupců čeledi Xenorophidae) z raného oligocénu a u pozdějších, ale stále oligocenních kosticovců (rod Aglaocetus). U starších kytovců se stopy po osteonekróze opět nenacházejí. Interpretace těchto výsledků je taková, že starší eocenní prakytovci se ještě nepotápěli tak hluboko, aby pro ně byla dekompresní nemoc rizikem. Teprve během oligocénu začali jak ozubení, tak kosticovci pravidelně využívat větší hloubky a u jejich raných zástupců podnikajících hloubkové ponory se kvůli nedostatečnému fyziologickému přizpůsobení vyskytovaly příznaky dekompresní nemoci. Pozdější zástupci obou skupin si pak nezávisle vyvinuli taková fyziologická přizpůsobení, že u nich je dekompresní nemoc potlačena.
Dýchací cesty jsou na rozdíl od plic vyztuženy chrupavkou a opatřeny svalovinou, které je udržují průchozí. Právě v dýchacích cestách se může shromažďovat vzduch vytlačený z kolabujících plic. Další důvod pro zpevnění stěn dýchacích cest je možnost udržet dýchací cesty plně otevřené při velmi prudkém výdechu a nádechu kytovců. Jak bylo řečeno, kytovci při jednom dechovém cyklu (výdechu a nádechu) vyměňují velké objemy plynu, přesto celý cyklus trvá krátce (u delfína skákavého trvá výměna asi 10 l vzduchu jen asi 1/3 sekundy). Rychlost proudění vydechovaného vzduchu může v dýchacích cestách dosahovat hodnot až 200 m/s, při nádechu je asi čtvrtinová. Kytovci většinou začnou vydechovat těsně pod hladinou, prudkým výdechem se zbaví vody v horních cestách dýchacích a v okolí nozder, přičemž vyprodukují typické obláčky až fontány kapiček, v chladných oblastech se na výdechové fontáně podílí i srážející se vodní pára. Tyto výdechové fontány jsou pro jednotlivé druhy typické tvarem, výškou anebo úhlem. Zkušený velrybář nebo pozorovatel je schopen podle výdechové fontány určit na dálku druh kytovce. Pod vodou kytovci dech zadržují, když se potopí, svaly kolem nozder se stáhnou a uzavřou dýchací otvory. Kytovci mají díky teleskopické lebce nozdry na vrcholu hlavy, což jim dává možnost vydechnout a nadechnout čerstvý vzduch rychleji.

### Cévní soustava

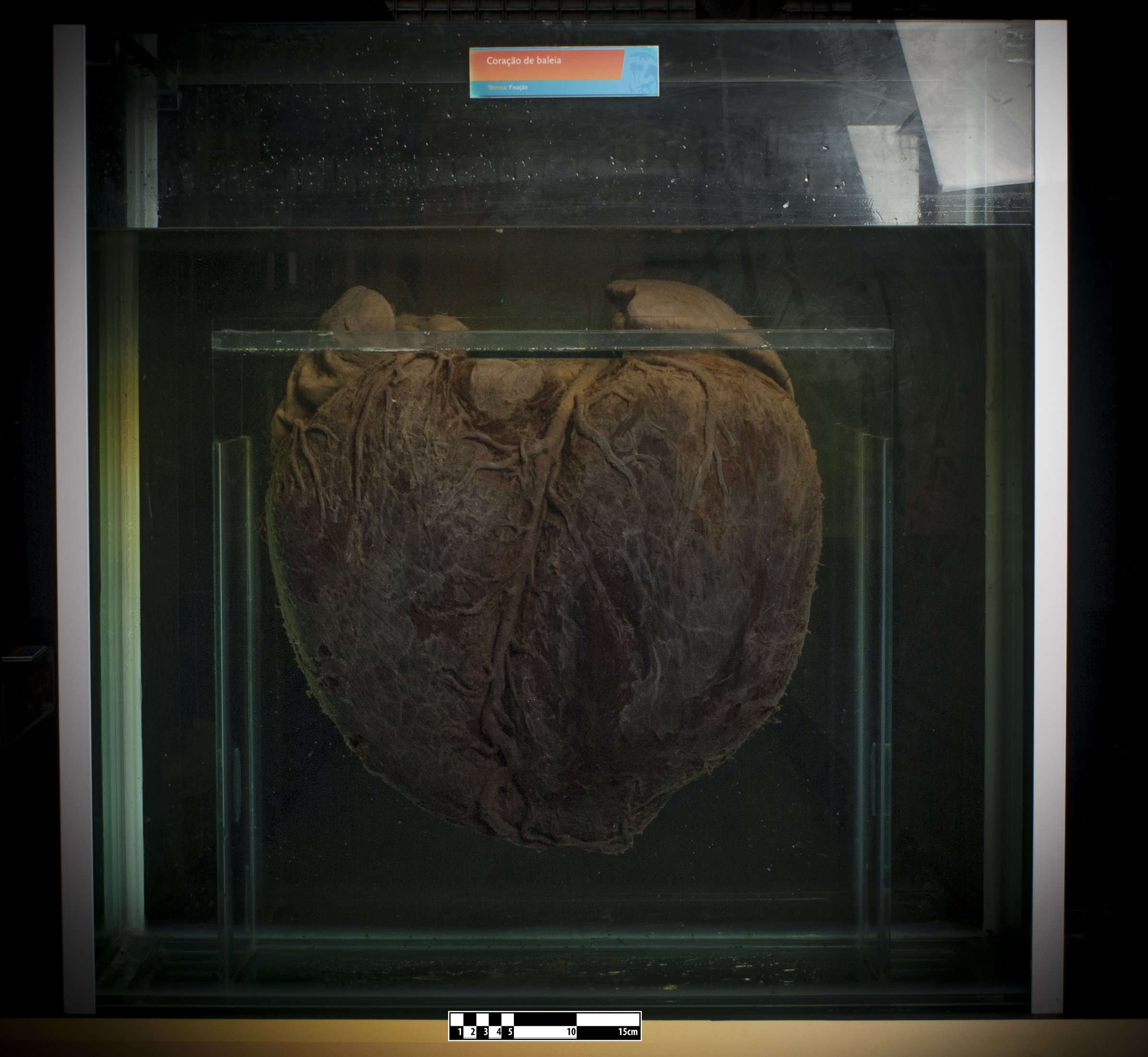
Srdce plejtváka malého

Srdce kytovců svou stavbou nebo poměrem své hmotnosti ku hmotnosti těla nevybočuje z typicky savčího rámce. Tvoří asi 0,3 % až něco málo přes 1 % hmotnosti těla (u větších druhů méně). Srdeční rytmus se během ponorů, zejména těch hlubokých, zpomaluje. Např. u běluhy z asi 30 tepů za minutu během dýchání při hladině na asi polovinu při ponoření. U velkých kytovců je frekvence i při dýchání na hladině celkově nízká (asi 20 úderů za minutu), po ponoru klesá pod 10 úderů za minutu.
Celkový objem cév (a tedy i krve) je u kytovců zvětšen asi na dvoj- až trojnásobek hodnot běžných u suchozemských zvířat. U aktivních a na dlouhou dobu se potápějících kytovců může být objem krve až kolem 250 ml na kg hmotnosti (u člověka je to asi 70 ml). V některých orgánech, jako jsou játra nebo slezina, se nacházejí rozsáhlé žilní splavy, objemná je i dolní dutá žíla aj. Aorta je pružná, dobře roztažitelná a je schopná pojmout při systole velké množství krve, která je z ní díky její flexibilitě i během srdeční diastoly průběžně vytlačována do koronárních tepen i dále do těla. Dalším nápadným rysem cévního řečiště kytovců jsou tzv. retia mirabilia (sg. „rete mirabile“), spletité svazky tepének a žilek nacházející se v oblasti stěny hrudního koše pod obratli a mezi žebry. Pojmou velké množství krve a zřejmě regulují tok krve do mozku.
Významnou adaptací na dlouhé zadržování dechu je nejen zvýšený krevní objem, ale také vyšší koncentrace pigmentů vázajících kyslík: hemoglobinu v krvi a především myoglobinu přímo ve svalech. Výsledná zásoba kyslíku v prokysličeném těle kytovce je pak v přepočtu na kg hmotnosti asi 2–4krát vyšší než u člověka. Ve svalech kytovců jsou uloženy i glykogenové zásoby a jejich svaly dobře snášejí i vysoké hladiny kyseliny mléčné, která je odpadním produktem anaerobního metabolismu, takže svaly mohou po čas ponoru fungovat jen s minimálním průtokem krve. Další úspora kyslíku a energie spočívá ve snížení aktivity vnitřních orgánů během delších ponorů.

### Nervová soustava, smysly a echolokace

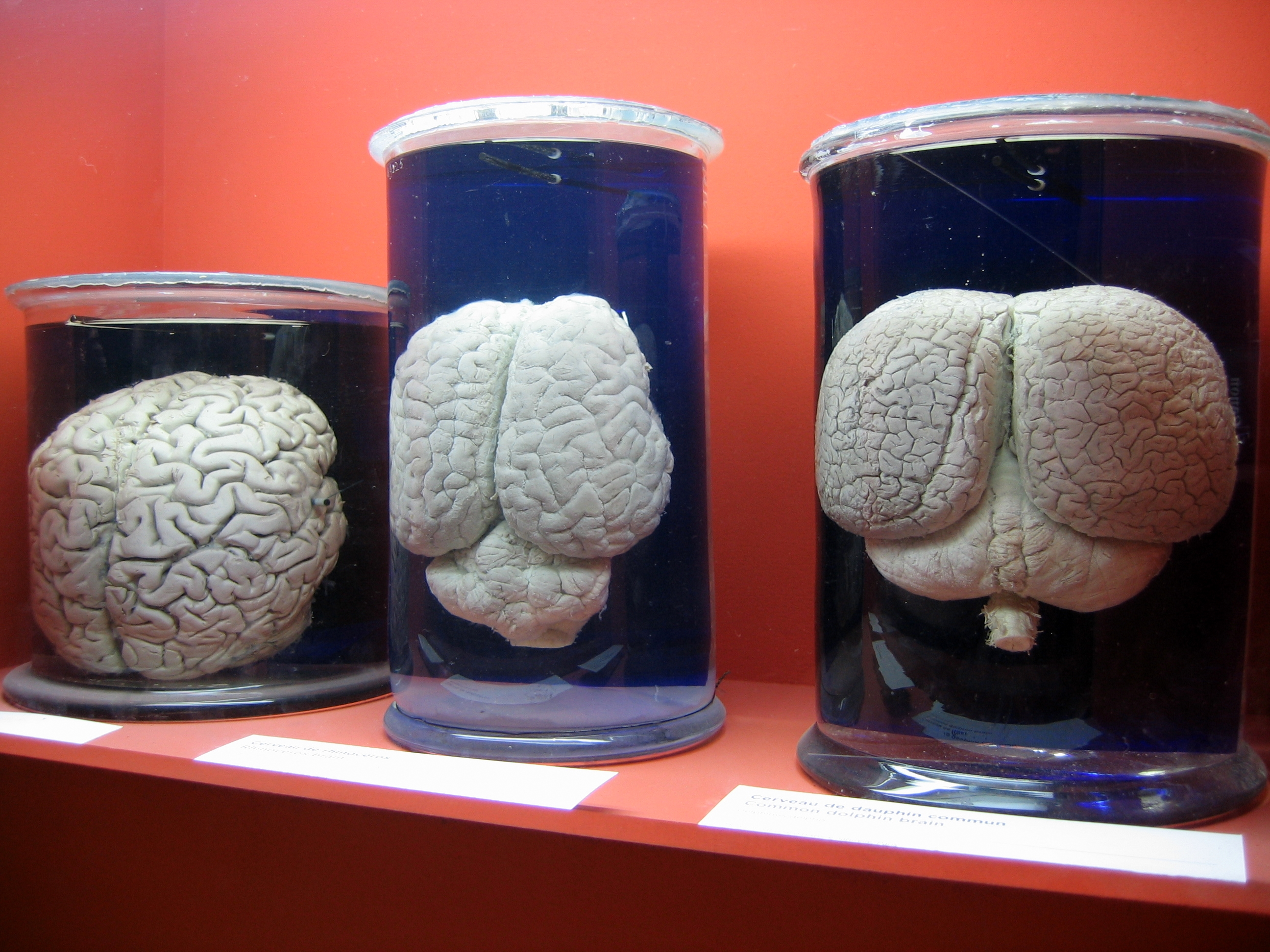
Mozek delfína skákavého (vpravo) ve srovnání s mozkem člověka (vlevo) a nosorožce (uprostřed)

Kytovci vykazují velmi vyspělé chování a vysokou inteligenci, což souvisí s pokročilou stavbou mozku i s jeho velkými rozměry. Anatomická i histologická složitost mozku kytovců je srovnatelná s vyššími primáty. Mozek je nápadný výraznou diferenciací jednotlivých částí, přičemž koncový mozek je nejen nápadně velký, ale jeho povrch je také zbrázděn velkým množstvím rýh a záhybů, tj. má vysoký stupeň gyrifikace. Zvláště u delfínovitých je gyrifikace mozku velice výrazná, zbrázdění šedé kůry je dokonce hlubší a členitější než u člověka. Také mozeček je dobře vyvinutou částí kytovčího mozku, zejména mozeček delfínovitých kytovců patří k relativně největším mozečkům mezi savci. Za hlavní roli mozečku se tradičně považuje koordinace pohybů, která může být v trojrozměrném vodním prostředí náročnější než ve víceméně dvourozměrném prostředí pevniny. Modernější údaje o činnosti mozečku u lidí i u zvířat ale ukazují, že mozeček zpracovává mnohem širší škálu informací a podílí se i na zpracování senzorických dat nejen pro účely pohybové koordinace, dále na paměti, na rozpoznávání vzorů v podnětech i na schopnosti řeči. Předpokládá se, že i u kytovců souvisí rozvoj mozečku s celkovým rozvojem mozku, kognitivních schopností a komplexity chování. Také zpracování sluchových signálů při echolokaci i komunikaci může s rozvojem mozečku u kytovců úzce souviset.
Mozek vorvaně je se svými více než 9 kg vůbec největším mozkem v živočišné říši, mozky velkých plejtváků (p. obrovského a myšoka) jsou jen o málo menší (6–8,5 kg). Relativní hmotnost mozku u velkých kytovců, tedy poměr hmotnosti mozku a celého těla, je však naopak velmi nízká (např. hmotnost mozku vorvaně odpovídá jen asi 0,022 % jeho celkové hmotnosti). U menších druhů je tento poměr mnohem vyšší (např. u delfína skákavého je to již 0,87 %). O něco lepším a častěji využívaným vyjádřením velikosti či spíše výkonnosti mozku je tzv. encefalizační kvocient (EQ) vycházející ze srovnání mnoha druhů savců a vyjadřující, kolikrát je mozek daného druhu větší, než je očekávaná velikost mozku pro savce dané velikosti. U člověka je EQ asi 7,5–8, u šimpanze do 2,5. Mezi kytovci dosahují nejvyšších hodnot EQ zástupci delfínovitých – řada druhů delfínů a plískavic má EQ mezi 4 a 4,5. Dodejme ale, že EQ je jen hrubou a některými autory kritizovanou mírou rozvoje mozku a nezohledňuje např. odlišnou mikroanatomii mozku, různou hustotu neuronů v mozkové kůře či její tloušťku, rozdílné využití různých oblastí mozku u různých skupin savců atd. Vyšší EQ u delfínovitých než u lidoopů nelze automaticky považovat za doklad jejich vyšší inteligence. Neokortex některých kytovců může obsahovat výrazně větší počet neuronů než neokortex člověka – tento parametr je znám pro kulohlavce černého (EQ = 2,4), jehož neokortex tvoří asi 37 miliard neuronů, skoro dvakrát více než u člověka.
Kytovci, u nichž byl studován odpočinek (vesměs patřící mezi ozubené), mají velice zvláštní typ spánku, takzvaný unihemisférický spánek, kdy charakteristiky spánku (EEG vlny, zavřené oko) vykazuje v danou chvíli vždy jen jedna hemisféra, druhá je v tu chvíli bdělá. Kytovci tedy doslova spí jen jednou polovinou mozku, obě hemisféry se ve spánku střídají. Předpokládá se, že jde o adaptaci zabraňující utopení, případně i zvyšující bezpečnost před predátory, neboť v principu umožňuje kytovcům zůstat neustále v pohybu a udržovat si nepřetržitý přehled o okolí (včetně kontinuální echolokace). Někteří kytovci (např. sviňuchy, delfínovci) skutečně v pohybu neustávají. Kosatky nebo delfíni skákaví v zajetí nicméně pravidelně odpočívají – buď při hladině nebo na dně nádrží. U matek a jejich mláďat však byla zaznamenána absence takového odpočinku i po dobu několika měsíců po porodu.

#### Zrak

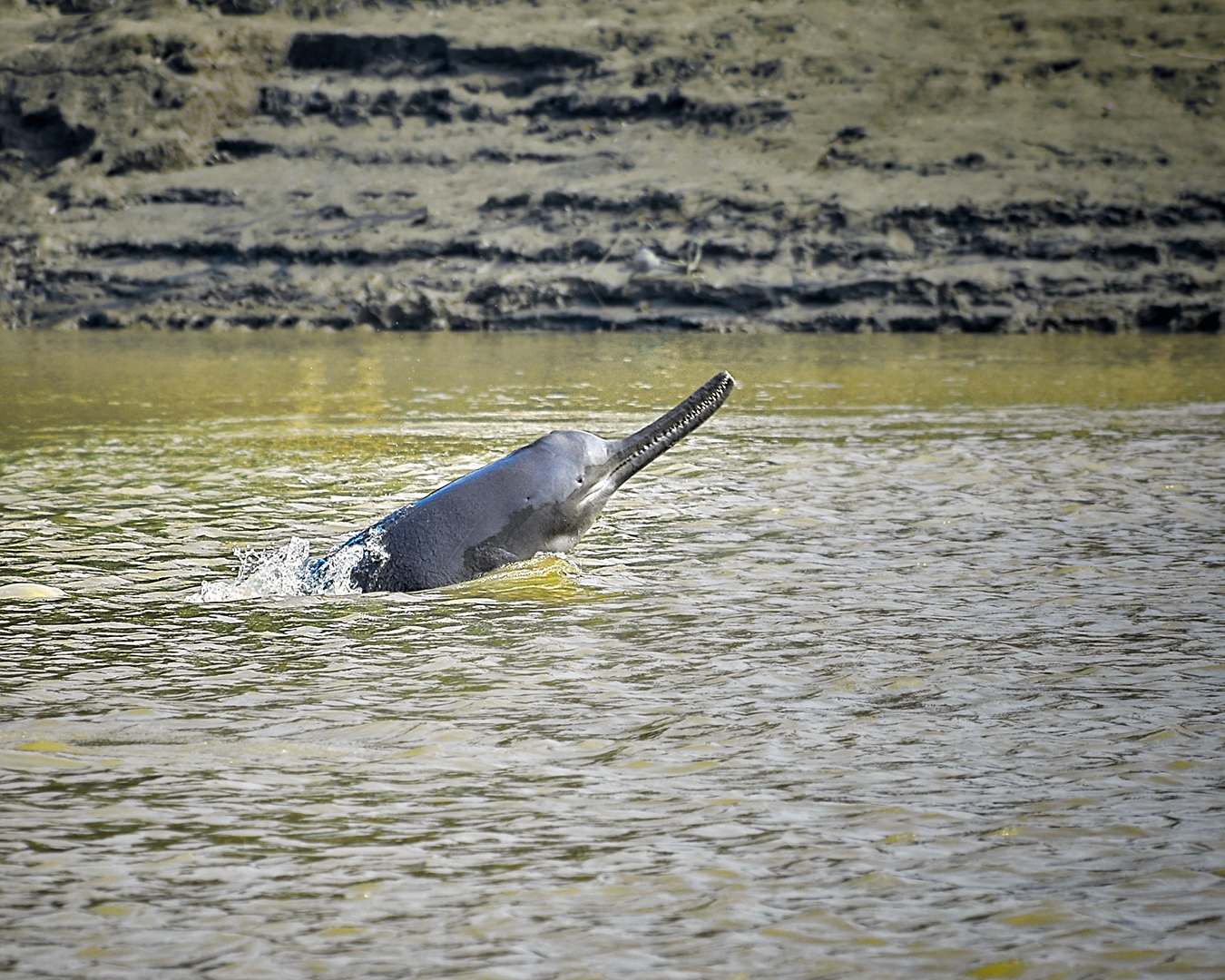
Delfínovci žijící v kalných řekách mají nejmenší oči mezi kytovci. Na obrázku je d. ganžský, který ve špatně vyvinutém oku dokonce postrádá čočku.

Zrak hraje v životě kytovců důležitou roli a je využíván zejména na blízko při lovu, rozpoznávání jedinců v societě, při vyhýbání se překážkám atd. U echolokujících kytovců doplňuje echolokaci a nad vodou (např. při výskocích, ale také v delfináriích při výcviku nebo při krmení házenými rybami) ji plně nahrazuje. Ostrostí vidění jsou kytovci (přinejmenším delfíni, na nichž se provádí velká většina behaviorálních pokusů na kytovcích) srovnatelní s jinými savci (řekněme šelmami jako jsou kočky a psi). V sítnici delfínů jsou tyčinky a jediný druh čípků (ty však tvoří jen maximálně 2 % světločivných buněk), maximum senzitivity je u obou typů fotoreceptorů posunuto spíše k modrému konci světelného spektra (vlnová délka nejúčinněji registrovaného světla je 488 nm u tyčinek, 525 nm u čípků), což je evidentně adaptace na vidění ve vodě, kde je červená složka rychle pohlcována. Funkční čípky kytovců jsou přitom poněkud překvapivě odvozeny od čípků vnímajících u ostatních savců červenou složku spektra, snad proto, že funkci čípků pro modrou složku převzaly záhy v evoluci kytovců mnohem citlivější a početnější tyčinky (ke ztrátě čípků pro modrou složku spektra navíc došlo u kosticovců a ozubených nezávisle). Zda jsou delfíni a další kytovci schopni vnímat barvy díky odlišným absorpčním maximům jejich čípků a tyčinek, není jasné. Pokud ano, tak jen ve značně omezeném rozsahu. Tento stav, kdy se v sítnici vyskytuje jen jediný druh čípků, bývá označován jako čípkový monochromatismus a kromě většiny kytovců jej nacházíme i u některých nočních či podzemních savců. V rámci kytovců však došlo k minimálně pěti nezávislým naprostým ztrátám funkce čípků; takoví kytovci jsou tzv. tyčinkoví monochromaté a jakákoli schopnost rozlišovat barvy u nich chybí. Konkrétně se jedná o velryby, plejtváky a plejtvákovce, vorvaně, kogie a vorvaňovce rodu Mesoplodon.
Relativně malé oči mají kytovci usazeny po stranách hlavy. U delfínů se zorná pole obou očí vpředu a dole mírně překrývají a mohou tak díky binokulárnímu vidění poskytovat lepší trojrozměrné vidění. V oblasti křížení optických nervů se ale na rozdíl od lidí vyskytují pouze křížící se nervová vlákna (taková, která vstupují do hemisféry na druhé straně, než je oko, z něhož vycházejí). Nekřížící se vlákna, která usnadňují vyhodnocení trojrozměrného obrazu, zde chybějí. Kytovci mají na sítnici dvě oblasti s vysokou koncentrací světločivných buněk (tedy oblasti odpovídající žluté skvrně). Jsou lokalizovány tak, že nejostřeji jsou vnímány objekty před hlavou zvířete a objekty po stranách.
Oko kytovců se vyznačuje zesílenou rohovkou a bělimou a mohutnými okohybnými svaly, za okem je v očnici množství cév. Oko je těmito strukturami chráněno jak před mechanickým poškozením, tak před nízkými teplotami. Oční bulva kytovců není kulatá, ale v oblasti rohovky a vnějšího povrchu vůbec je silně zploštělá. Rohovka hraje pod vodou jen malou roli v lomu světla, hlavním světlolomným orgánem je tak čočka, která je u kytovců podobně jako u ryb prakticky kulovitá, opticky mnohem mohutnější než čočka suchozemských obratlovců. Svaly řasnatého tělíska jsou u kytovců zakrnělé a oko tak nemůže akomodovat pomocí změny tvaru čočky. Na akomodaci se podílí deformace celé oční bulvy pomocí okohybných svalů, zejména retraktoru (zatahovače) oka, který u suchozemských savců nenacházíme. Zornice oka je přizpůsobena náhlým změnám intenzity světla během plavání při hladině a ponorů. Z horní části duhovky vyčnívá do prostoru zornice tzv. operkulum, které může být v temnotě zcela vytaženo nahoru a zornice je pak kruhová. Na světle se operkulum stahuje dolů a zornice pak má charakter úzké štěrbiny ve tvaru písmene U. Citlivost oka v temných podmínkách je ještě zvýšena odrazivou vrstvou (tapetum lucidum) za sítnicí. Přestože je čočka kytovců velmi světlolomná, nechová se na vzduchu oko kytovců jako silně krátkozraké, jak by se dalo čekat. Důvodem je relativně plochá rohovka, která jen málo přispívá k lomu světla na rozhraní vzduch/voda. Za pomoci tažení očních bulev okohybnými svaly mírně vpřed, což vede ke snížení nitroočního tlaku a následnému dodatečnému oploštění rohovky a posunu čočky vzad, mohou kytovci zaostřit oko i nad vodou. K ostrosti vzdušného vidění přispívá i silné zúžení štěrbiny zornice v dobrých světelných podmínkách. Oči delfínů se mohou pohybovat (a běžně pohybují) nezávisle na sobě. Také zornicový reflex (stahování operkula) je u obou očí víceméně nezávislý a delfíni také oči běžně na delší dobu střídavě zavírají (jak při pohybu, tak ve spánku).

#### Sluch a echolokace

Animace produkovaných (zeleně) a přijímaných (červeně) zvukových vln při echolokaci

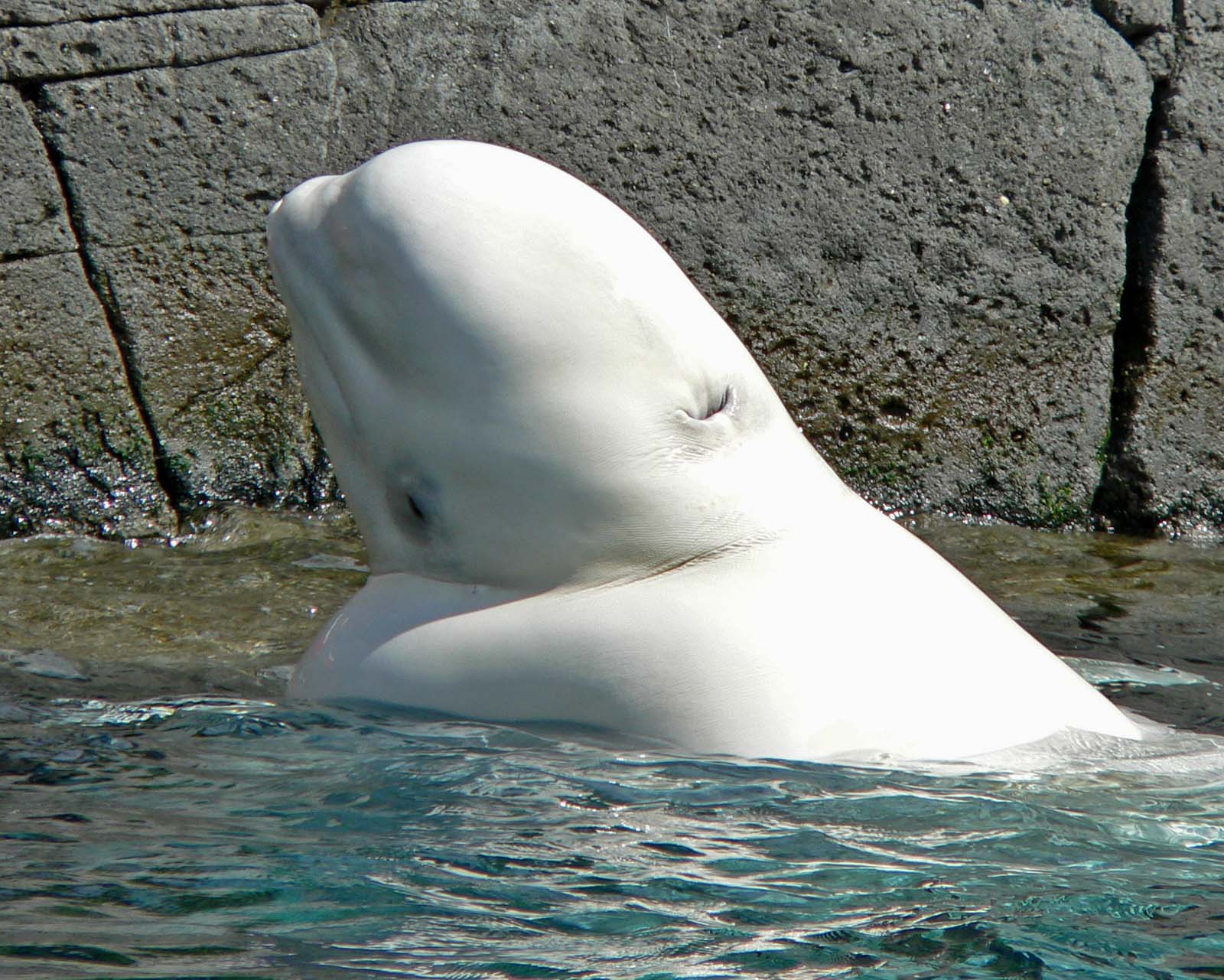
Běluhy mají na hlavě dobře zřetelný meloun, tukový polštář v přední horní části hlavy napomáhající se směrováním echolokačních ultrazvuků dopředu

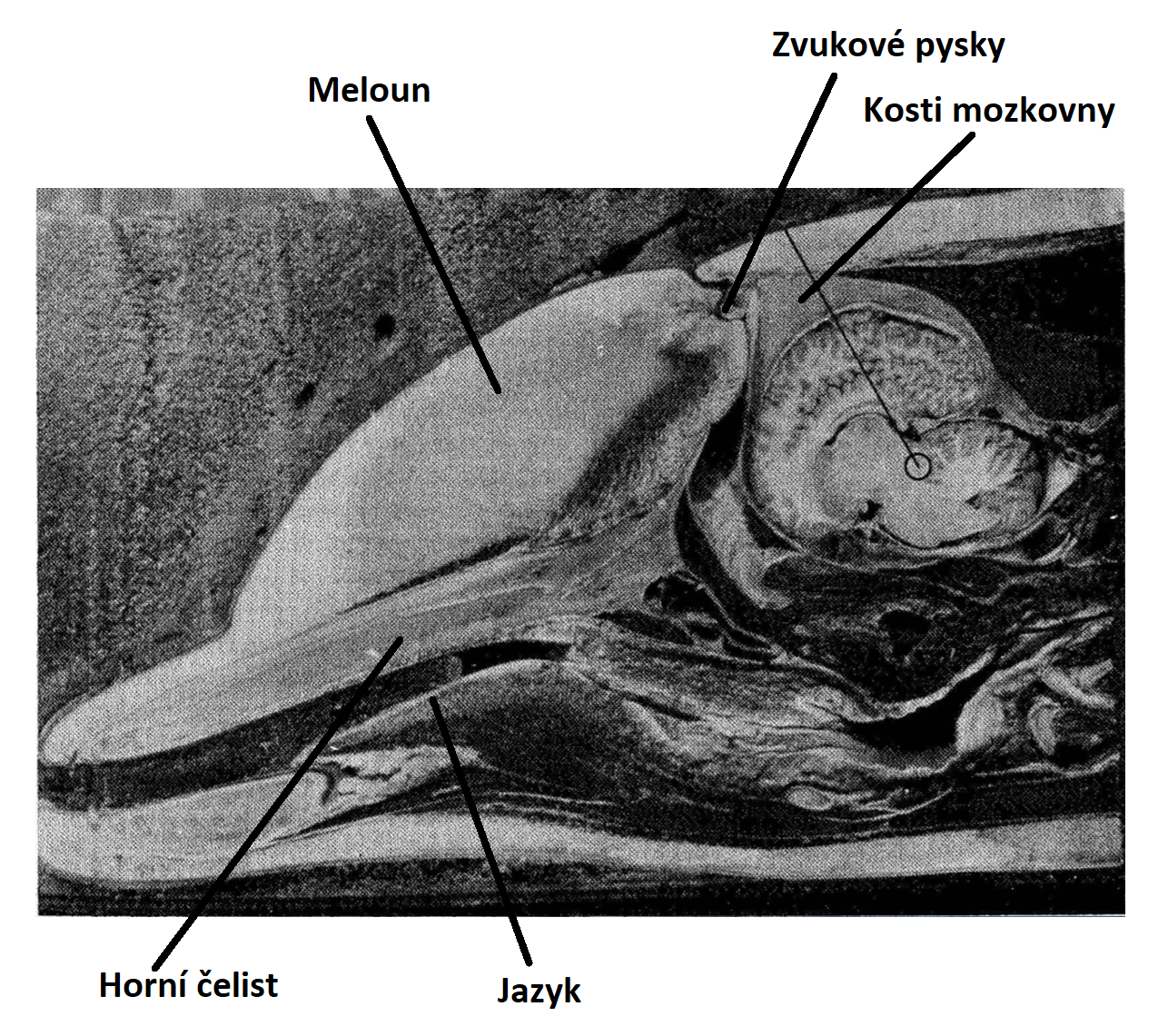
Na tomto sagitálním řezu hlavou delfína je dobře zřetelný meloun a další měkké tkáně

Kytovci mají vynikající sluch, přestože postrádají ušní boltce a jejich zvukovody jsou silně zúžené a zčásti neprůchodné (resp. u kosticovců utěsněné mazovou zátkou). Zvuky u nich slouží vnitrodruhové komunikaci, ať už jde o sténání, hvízdaní, mlaskání nebo složité „zpívání“ keporkaka. U ozubených se navíc vyvinula schopnost echolokace, která umožňuje získat analýzou odražených zvukových vln přehled o okolí. Vzhledem k tomu, že pro echolokaci jsou využívány zvukové vlny o krátkých vlnových délkách, které poskytují lepší rozlišovací schopnost, vnímají ozubení kytovci velmi dobře vysokofrekvenční zvuky. Nejcitlivější jsou ke zvukům v rozsahu frekvencí asi 40–80 kHz, ale vnímají zvuky o frekvencích až přes 150 kHz.
Střední ucho kytovců je uloženo v kostěném pouzdře (v bubínkové výduti) na bázi lebky. Tato sluchová pouzdra jsou v relativně volném kontaktu s většinou ostatních lebečních kostí, navíc jsou kosti v jejich sousedství silně pneumatizovány; tyto vzduchem vyplněné dutiny přispívají ke zvukové izolaci ušního aparátu od zbytku lebky. Způsob, jakým je zvuk veden do oblasti ucha, je lépe pochopen u ozubených. Bubínek, jenž díky své elasticitě napomáhá vyrovnávání tlaku ve středouší, se u nich již nepodílí na přenosu zvukových vibrací na sluchové kůstky. Kladívko je místo toho rozkmitáváno plochou a tenkou, ale pevnou vnější stěnou kosti bubínkové. Na ni jsou zvukové vlny přenášeny zejména dolní čelistí, která je z velké části vyplněna tukem efektivně přenášejícím zvuk. Sluchové kůstky pak rozechvívají oválné okénko vnitřního ucha a tekutinu v hlemýždi podobně jako u jiných savců. U kosticovců nevykazuje spodní čelist adaptace na vedení zvuku a jejich ucho je přizpůsobeno slyšení komunikačních zvuků o nižších frekvencích (desítky Hz až cca 20–30 kHz).
Ozubení kytovci využívají podobně jako např. netopýři tzv. echolokaci (sonar) – vydávají vysokofrekvenční zvuky, naslouchají ozvěnám odraženým od kořisti, překážek atd. a získávají tak informaci o jejich poloze. Ve vodě provozovaná echolokace je někdy označována jako hydrolokace. Schopnost echolokace byla u ozubených kytovců předpokládána od konce 40. let 20. století, množství nepřímých dokladů bylo publikováno během 50. let (vyhýbání se špatně viditelným překážkám z plexiskla, nylonu apod., snadná orientace v kalné vodě nebo za tmy i přímá detekce ultrazvuků vydávaných kytovci atd.). Experimenty s delfíny se zakrytýma očima provedené roku 1961 doprovázené snímáním ultrazvuků definitivně potvrdily využití echolokace.
Ultrazvuky („cvakání“) jsou generovány v měkkých tkáních mezi lebkou a vnější nozdrou (čili vznikají de facto v nose, byť silně modifikovaném). Vlastním zvukovým orgánem jsou tzv. zvukové pysky (anglicky „phonic lips“). Vzduch protlačovaný jejich štěrbinou je rozechvívá a tak je produkován zvuk. Vzduch, který prochází při echolokaci přes pysky, se hromadí v jakýchsi vacích (tzv. vestibulární vaky), které v této oblasti odbočují od dýchacích cest, a nemusí být tedy vydechován. Naopak je odsud periodicky přečerpáván zpět do dýchacích cest k opakovanému využití při produkci zvuku. Stojí za připomenutí, že v případě hluboko se nořících kytovců jako jsou vorvani nebo vorvaňovci je vzduch v dýchacích cestách tlakem vody silně stlačen (v kilometrové hloubce asi na 1 % svého původního objemu) a je tedy v podstatě nedostatkovým zdrojem, jehož recyklace výše uvedeným způsobem je vlastně pro až dvouhodinovou echolokaci v temných hlubinách nutná. Zvukové vlny jsou v hlavě kytovce odráženy pomocí kostí a vzduchem vyplněných dutin (na rozhraní vzduch/tkáň se zvuk dobře odráží) a fokusovány tukovými tělesy tak, aby se většina zvukové energie šířila vodou směrem vpřed. Důležitým orgánem je v tomto procesu tzv. meloun, tukem vyplněný orgán tvořící nápadnou „bouli“ v přední horní části hlavy ozubených kytovců. Echolokace je velice účinný nástroj – delfíni (u nichž je zdaleka nejlépe prozkoumána) jsou s její pomocí schopni zaznamenat i předměty o rozměrech kolem 10 cm na vzdálenost přes 100 m. Při experimentech s treskou dlouhou 30 cm ji byli delfíni skákaví schopni zaznamenat na vzdálenost 173 m, sviňuchy jen na vzdálenost 27 m. Pomocí analýzy spektra odražených vln jsou kytovci schopni rozlišovat mezi různými materiály. Ozubení kytovci používají sluch i při pátrání po kořisti, která sama zvuky vydává.
Velmi zajímavě je u ozubených řešen problém křížení dýchacích cest a trávicí trubice v oblasti hrtanu. Chrupavky a měkké tkáně hrtanu včetně modifikované epiglottis jsou trubicovitě protaženy vzhůru a trvale vsunuty do vnitřní nozdry, kde jsou přidržovány kruhovými svaly. Polykaná potrava tento nástavec obchází po straně. U vorvaňů a kogií je tento nástavec vychýlen k levé straně.

#### Chemorecepce a mechanorecepce
Otázka chemorecepce u kytovců zůstává otevřená. Studie kytovčích genomů ukazují, že jejich geny pro chuťové receptory jsou z velké většiny nefunkční. Zachovány zůstávají pouze receptory pro slanou chuť, receptory pro sladkou, kyselou, hořkou i pro chuť umami chybí. Ani tak ale není jasné, zda kytovci vůbec slanou chuť vnímají – zmíněné receptory se totiž uplatňují nejen v chuťových receptorech, ale také např. v ledvinách, kde se podílejí na osmoregulaci, která je pro kytovce vzhledem k životu v moři zásadní.
Čich u kosticovců není potlačen zcela, ale i tak je redukovaný jak na genetické úrovni, tak na úrovni anatomické – stavba čichových bulbů na spodině mozku naznačuje, že čich se u kosticovců již nepodílí na chování vedoucím k vyhýbání se nepříjemným pachům. Předpokládá se ale, že čich kosticovcům pomáhá při vyhledávání kořisti, tedy velkých aglomerací zooplanktonu. Tento předpoklad potvrzují i behaviorální studie provedené na keporkacích.
U ozubených je situace odlišná, čich je zde potlačen velmi výrazně. Většina genů pro čichové receptory je u nich dysfunkční. Nosní dutiny jsou specializované na produkci vysokofrekvenčních zvuků a čichový epitel není vyvinut, chybí i lamina cribrosa, ploténka čichové kosti mezi stropem nosní dutiny a mozkovnou proděravělá mnoha otvůrky, jimiž u ostatních savců procházejí vlákna čichového nervu. Ozubení postrádají i čichové bulby a další struktury, jimiž jsou v mozku zpracovávány čichové vjemy. Přesto existují experimentální doklady, že delfíni jsou schopni rozlišovat mezi objekty lišícími se zápachem nebo chutí a vnímat kyselé a některé hořké roztoky. Je možné, že na chemorecepci se u ozubených podílejí atypické nervové dráhy jako třeba trojklaný nerv.
Vnímání změn tlaku i proudění vody kolem těla je u vodních zvířat včetně kytovců velmi důležité. Proto je u kytovců výborně vyvinut hmat, čemuž odpovídá utváření příslušných oblastí mozku i velké množství hmatových tělísek v kůži. Jsou schopni nejen vyhodnotit pohyb okolní vody ve chvíli, kdy se sami nepohybují, ale i změny tlaku vody proudící kolem nich při vlastním aktivním pohybu. Mechanoreceptory jsou výrazně koncentrovány kolem vnější nozdry (nozder), aby bylo zajištěno, že nádech proběhne až po vynoření. Kolem tlamy kosticovců i jinde po těle najdeme i hmatové chlupy (vibrisy). U ozubených vibrisy nenacházíme (s výjimkou delfínovců), ale i u nich se v prenatálním vývoji objevují. Vypadávají sice záhy po porodu, ale mechanoreceptory, které jsou s nimi asociovány, se zachovávají a zachovávají si mechanoreceptivní funkci. Patrně se podílejí i na elektrorecepci (vnímání slabých elektrických polí produkovaných např. pohybující se kořistí).

### Trávicí soustava a potrava

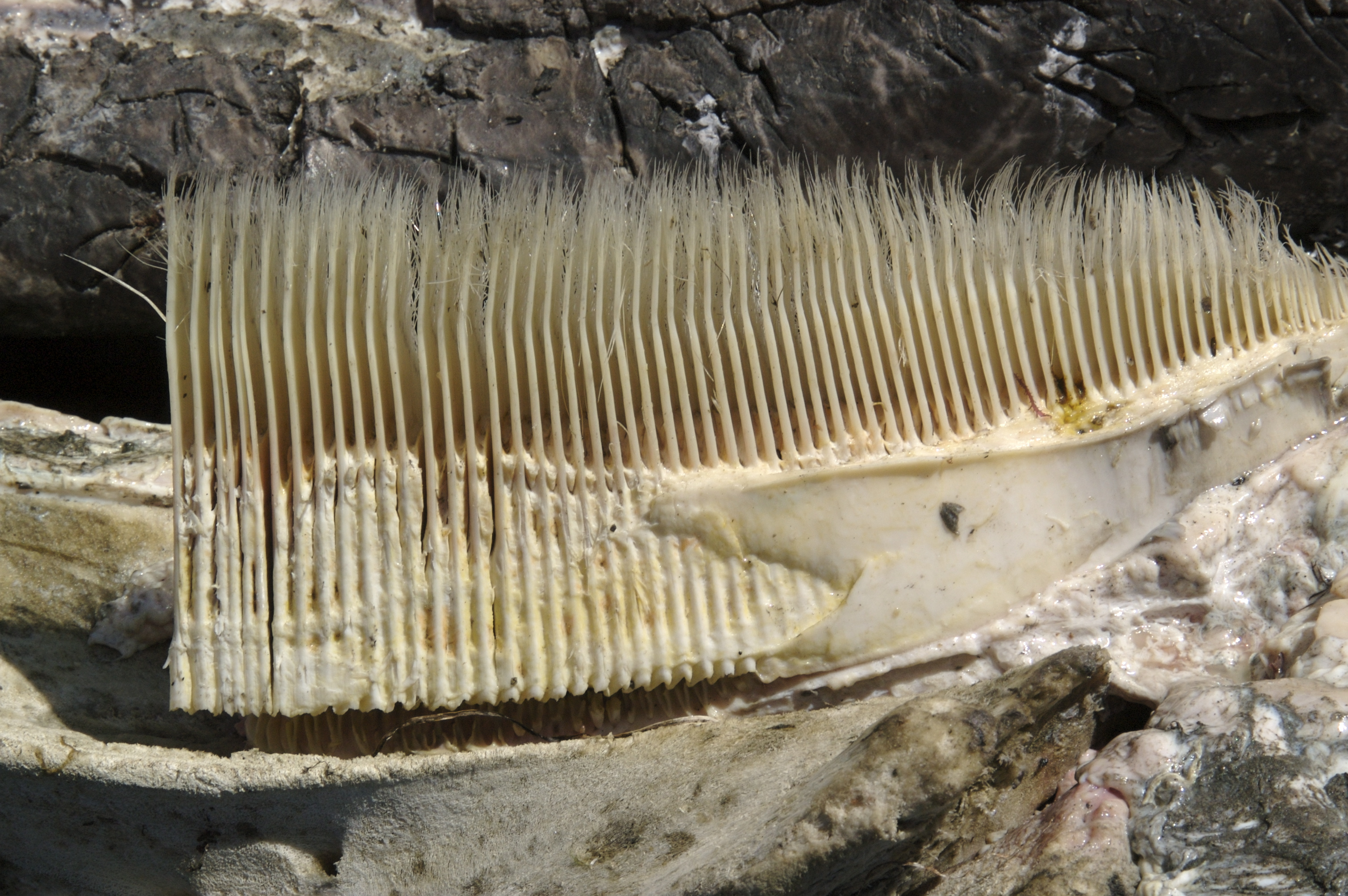
Pohled na řadu kostic v tlamě plejtvákovce, jehož mrtvola byla vyplavena na břeh. Na obrázku je vidět, že kostice jsou na horní čelisti uspořádány za sebou. Na fotografii je zachycen pohled na jejich vnější, nezřasený okraj a horní čelist je tu otočená hřbetní stranou dolů.

Všichni kytovci se živí jinými živočichy (jsou draví), ačkoli pocházejí z převážně býložravých prapředků. Přechod na živočišnou potravu si vyžádal změny v enzymatické výbavě a byl zdokumentován také na biochemické bázi. Co se potravy a jejího získávání týká, existují zásadní rozdíly mezi oběma podskupinami kytovců. Ozubení (např. delfíni, kosatky, vorvani), mají v typickém případě mnoho nerozlišených kuželovitých zubů, jež používají k chytání ryb, hlavonožců a jiných mořských živočichů. Svoji potravu nežvýkají, ale polykají vcelku. Někteří ozubení, zejména specialisti na lov hlavonožců, však mají chrup značně redukovaný (např. narval a vorvaňovci).
Naproti tomu kosticovci (plejtváci, velryby apod.) nemají zuby vůbec (zakládají se jim jen embryonální neprořezávající základy zubů), místo toho mají v ústech četné zřasené rohovinové pláty (může jich být i několik set) – kostice, které ve dvou řadách visí dolů z ústního patra. Tato sada za sebou uspořádaných plátů funguje jako veliký filtr, na němž se zachycují drobnější živočichové (nejčastěji pelagičtí korýši, tzv. kril, ale může jít i o hejnové ryby, některé hlavonožce, planktonní plže aj.). Kosticovci nejprve do otevřených úst pohltí obrovské množství mořské vody i s kořistí, pak vodu za pomoci jazyka a svalů tváří a ústního dna vytlačují přes kostice ven. Na kosticích uvízlé živočichy poté spolknou. Plejtváci mají na spodní čelisti značně roztažitelné vaky, do nichž jsou schopni nabrat a poté přefiltrovat až 60–80 m3 vody, což jsou objemy srovnatelné s objemem jejich vlastního těla, někdy jej i překračující.
Žaludek kytovců má složitou stavbu. U kosticovců je trojdílný. První část, předžaludek, zpracovává potravu jen mechanicky. Následuje žláznatý žaludek stavěný a fungující jako typický savčí žaludek: v kyselém prostředí zde fungují trávicí enzymy, hlavně proteázy. Na poslední část žaludku, vrátníkový (pylorický) žaludek, navazuje přední část tenkého střeva, dvanáctník. Ozubení mohou mít pylorický žaludek rozdělený do několika oddílů. V předžaludku se u nich někdy nacházejí gastrolity. Do dvanáctníku vyúsťují vývody slinivky břišní (produkuje trávicí enzymy) a jater (produkují žluč). Žlučník kytovcům chybí. Střevo je u kytovců relativně velmi dlouhé, u ozubených může dosahovat až desetinásobku délky těla (u 17 m dlouhého vorvaně byla zaznamenána délka střeva přes 185 m). U kosticovců je sice střevo relativně kratší (cca pětinásobek délky těla), ale i tak dosahuje u obřích zástupců velkých délek (až 160 m). U kosticovců lze nalézt slepé střevo, ozubeným většinou chybí.

### Pohlavní znaky
Reprodukce kytovců zachovává základní schéma typické pro savce. Nejnápadnějším rozdílem je to, že zevní orgány samců nebo mléčné bradavky samic nejsou v klidu vůbec patrné a bez bližšího ohledání jsou pohlaví nerozlišitelná, i mezipohlavní rozdíly ve velikostech jsou u většiny druhů nevýrazné. U kosticovců, sviňuch a delfínovců bývají poněkud větší samice, u ostatních kytovců je tomu spíše naopak. Výrazný sexuální dimorfismus vykazuje vorvaň, kde jsou samci výrazně větší než samice. S nápadným a v některých případech až bizarním sexuálním dimorfismem se setkáváme také u většiny vorvaňovců rodu Mesoplodon, kde samice bývají bezzubé, ale samcům vyrůstají ze spodní čelisti veliké zuby, někdy zahnuté nad horní čelist a znemožňující starým samcům plně otevřít ústa. Také u narvalů se typický „roh“ (je to levý přední zub) vytváří zpravidla jen u samců.
Penis je u kytovců dlouhý (u největších kytovců při erekci až třímetrový), štíhlý, ke konci se zužující. V klidu je však uložen v tzv. penisové štěrbině. Varlata jsou uložena v břišní dutině, nesestupují do šourku. Také samičí pohlavní orgány jsou skryty v podélné urogenitální štěrbině, ve které jsou uloženy i vývody vylučovací soustavy. Směrem do stran od ní jsou další dvě kratší štěrbiny, kde jsou uloženy struky mléčných žláz. Mléko kytovců obsahuje neobvykle vysoký podíl tuku (30–50 %) a je značně viskózní.

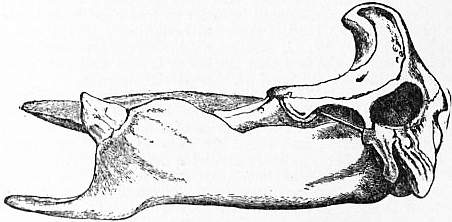
Lebka samce vorvaňovce tropického s bizarně zvětšenými zuby ve spodní čelisti
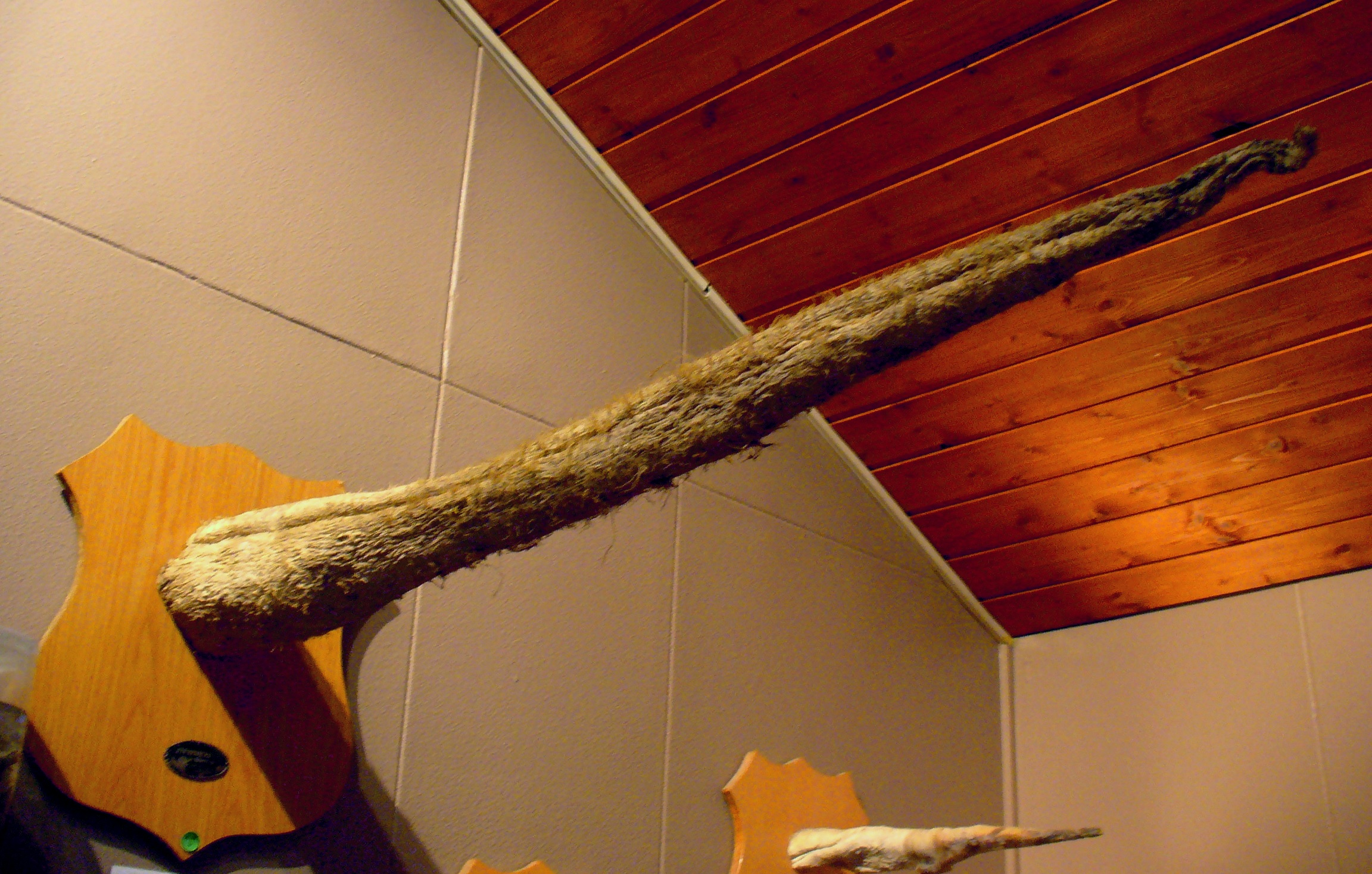
Preparovaný penis plejtváka obrovského
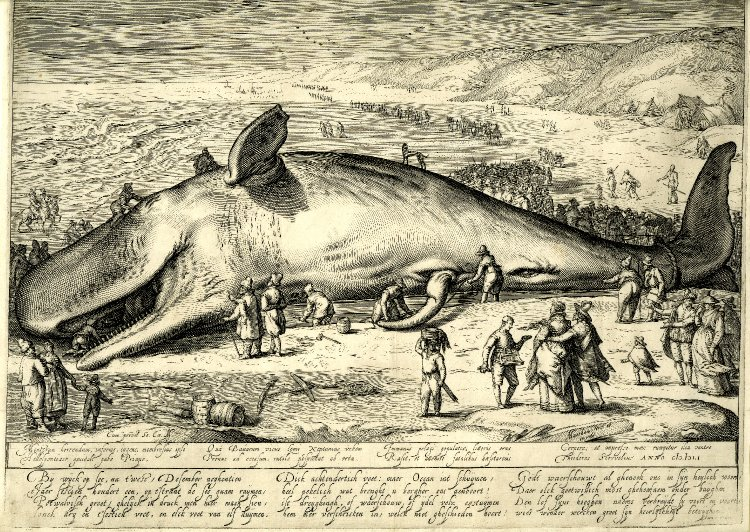
Mědiryt vorvaně vyplaveného roku 1598 na holandské pobřeží. Po smrti se jeho penis uvolnil z genitální štěrbiny. Dále směrem k ocasu je patrný řitní otvor.

### Rozměry

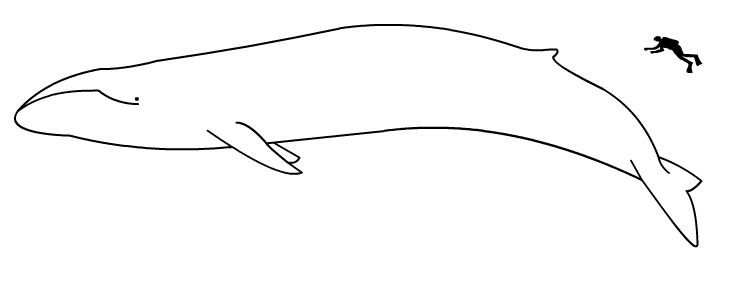
Plejtvák obrovský je největší ze všech živočichů

Nejmenší kytovci, delfínovec laplatský, některé plískavice rodu Cephalorhynchus a sviňucha kalifornská, dosahují délky asi 1,5 m. Řada kytovců ale dorůstá velkých až obřích rozměrů. Skoro všichni kosticovci (s výjimkou velrybky malé a plejtváka malého) dosahují běžně délek přes 10 m, v rámci ozubených tuto hranici přesahuje vorvaň a vorvaňovec velký, blíží se jí vorvaňovec Arnouxův a kosatka dravá.

Sviňucha kalifornská je považována za nejmenšího kytovce

Mezi kytovce patří největší (nejtěžší) živočichové všech dob, především je to plejtvák obrovský dosahující maximální hmotnosti kolem 180 tun a maximální délky snad až 33,6 metru (v případě maximální délky jde o údaj z roku 1909, o jehož přesnosti panují určité pochyby; každopádně největší plejtváci mohou hranici 30 m přesahovat). Největší kytovci tak hmotností překonávají i největší dosud známé sauropodní dinosaury (ačkoliv ti mohli být s délkou snad až kolem 40 metrů celkově delší). Žádný dnes známý sauropodní dinosaurus zřejmě nepřesahoval hmotnost 100 tun, zatímco u kytovců ji přesáhly nejméně tři druhy. Po plejtvákovi obrovském je největším a nejtěžším druhem plejtvák myšok, následuje vorvaň obrovský a velryby.

## Etologie a ekologie kytovců

### Plavání a potápění
Zejména díky dobře osvalenému ocasu vybavenému ploutví se někteří kytovci pohybují ve vodě vysokými rychlostmi. Otázka jejich rychlosti je však komplikována existencí řady odhadů s mnohdy nejasnou metodikou, jako je třeba srovnání plovoucího kytovce s rychlým člunem; přesných měření není mnoho. Pro některé kytovce se v literatuře objevují poměrně vysoké rychlosti, například pro plejtváka sejvala až 65 km/h v případě úprku. Je pravda, že plejtváci patří mezi velmi rychlé plavce (na rozdíl od velryb), ale uvedený údaj patrně přesahuje fyzikální limit pro rychlost obratlovců ve vodě poblíž hladiny, který je asi 55 km/h. Při vyšších rychlostech se musí ocasní ploutev pohybovat tak rychle, že na jejím okraji dochází ke kavitaci, což prudce snižuje účinnost plavání. Při zohlednění dobře dokumentovaných měření se ukazuje, že maximální rychlost u plejtváků je 40–50 km/h (rekordmany jsou sejvalové a myšoci). Běžná rychlost jejich pohybu je samozřejmě nižší, v jednotkách km/h. Jedním z důvodů pro plavání vysokou rychlostí může být u kosticovců, zvláště těch menších jako je plejtvák malý, úprk před útokem kosatek. U kosatek se uvádí maximální rychlost při útoku až 45 km/h, ale energeticky je tento pohyb kvůli odporu vody velmi náročný a kosatky se rychle unaví. Při delším pronásledování tato rychlost rychle klesá (např. při půlhodinovém pronásledování kořisti je průměrná rychlost kosatek asi 20–25 km/h). Plejtváci jsou v tomto ohledu vytrvalejší a pokud se jim podaří vyhnout se přímému útoku, často se jim podaří kosatkám uplavat. Maximální přesně naměřená rychlost cvičených delfínů se pohybuje kolem 30 km/h. Lze se však setkat i s podstatně vyššími odhady (až 50 km/h). U vorvaňů byla naměřena rychlost asi 35 km/h.
Co se délky ponorů týče, i zde jsou veliké rozdíly mezi různými druhy kytovců i mezi běžnou a maximální dobou ponoru v rámci druhu. Například velryby se sice obvykle potápějí do hloubek 10 až 50 metrů na dobu ne delší než 10 minut, ale jsou schopny vydržet pod hladinou až hodinu (např. při harpunování). Plejtváci se při pronásledování potápějí i 400 metrů hluboko na dobu 30 a výjimečně až 60 minut, jinak dávají přednost lovu kořisti při hladině nebo v menších hloubkách (kolem sta metrů), kde zůstávají několik (asi 10) minut. Delfíni a sviňuchy se potápějí spíše v relativně mělkých příbřežních vodách maximálně do několika desítek až stovek metrů a jejich ponory jsou typicky jen několikaminutové. Narvalové dosahují někdy hloubek stovek metrů až 1 km a pod vodou zůstávají do 20 minut, většinou ale hledají potravu mnohem mělčeji (desítky metrů). Vorvaň a vorvaňovci sestupují do hloubky až 2000 metrů na dobu až 60–80 minut (k dosažení této hloubky potřebuje vorvaň 20 až 25 minut). Rekordmanem v potápění je mezi kytovci i mezi savci vorvaňovec zobatý, u něhož byl doložen ponor do hloubky 2992 m na dobu přes 137 minut.

### Rozmnožování, ontogeneze, věk
Sociální chování kytovců je velmi různorodé. U některých druhů žijí samci a samice trvale ve skupině, kde panuje přísná hierarchie, jiné žijí v párech, u dalších se samci zdržují odděleně. Období páření je u mnoha druhů provázeno milostnými hrami, kdy zvířata vyskakují z vody, třou se těly o sebe, hladí se ploutvemi. Vlastní páření probíhá častěji ve vodorovné, ale někdy i ve svislé poloze, obě zvířata se objímají ploutvemi a břichy jsou přitlačena k sobě. Samotná kopulace probíhá krátce, většinou nepřesahuje 30 sekund a opakuje se i několikrát denně.
Březost trvá u většiny druhů 10 až 12 měsíců, někdy déle (u plejtvákovce nebo plejtváka obrovského 13–14 měsíců, u vorvaně a narvala bývá uváděna doba březosti 14 až 15 měsíců, u kulohlavců 12–16 měsíců, u kosatky dravé až 12–17 měsíců). Samice rodí zpravidla jen jedno dobře vyvinuté mládě, porod probíhá ocasem napřed a bývá rychlý. Matka jej hned nato postrkuje hlavou nad hladinu, aby se mládě poprvé nadechlo, ačkoli to už umí plavat. Stejně tak mu pomáhá nastavováním těla najít struk s mlékem, z kterého mu po uchopení stahem svalů vstřikuje tučné mléko do tlamy. Kosticovci kojí mláďata asi půl roku, ozubení rok nebo i déle. Delší období kojení a péče o mláďata u ozubených může souviset s nutností učit se mnoho sociálních i loveckých dovedností. Mláďata největších samic plejtváka obrovského (které měří přes 30 m) dosahují při narození délky až 8 metrů a hmotnosti až 2200 kg. Jde o největší novorozence mezi živočichy. I u menších kytovců jsou mláďata relativně velká, dosahují asi 1/3 délky těla matky. Kojená mláďata rostou velice rychle. Pohlavní dospělosti dosahují někteří kytovci po několika letech (asi 3 roky u sviňuch, 4 roky u keporkaků), častěji však asi po 10 letech, pravé velryby až po asi 25 letech. Pohlaví, které dorůstá větší velikosti, dospívá později. To je výrazné např. u vorvaňů, kde samci dospívají asi po 20 letech, samice zhruba v polovičním věku.
Jen výjimečně (plejtvák malý, sviňucha) rodí kytovci mládě každoročně. Častější je dvouletá, případně tříletá perioda mezi jednotlivými mláďaty. U kosticovců jsou porody synchronizovány s migracemi z chladných lovišť do teplých tropických vod, kam tato zvířata plují rodit, patrně kvůli snazší termoregulaci jejich potomků a menšímu riziku predace ze strany kosatek. O úmrtnosti mláďat volně žijících kytovců jsou k dispozici jen kusé informace, přesnější odhady jsou k dispozici jen pro několik druhů a jen pro několik relativně ohraničených lokalit. Např. v případě plejtvákovců byla úmrtnost mláďat v mělkých lagunách podél Kalifornského poloostrova, kde jsou přiváděna na svět, odhadnuta asi na 5 %, po zahájení migrace podél západního pobřeží S. Ameriky ale vzrostla snad až k jedné třetině mláďat. V populaci delfínů skákavých při pobřeží Nového Zélandu přežilo první rok života asi 80 % mláďat, dvě třetiny mláďat se dožily dvou let. To zhruba odpovídá úmrtnosti delfíních mláďat na několika dalších sledovaných lokalitách (13% úmrtnost během prvního roku života u ostrova Mikuradžima, až 30% mortalita ve Žraločí zátoce). Asi 44 % mláďat delfínů zemře před odstavem a osamostatněním. Poměrně vysoká úmrtnost mláďat je uváděna u některých populací kosatek (43% mortalita během prvních 6 měsíců života). Mortalita mláďat může samozřejmě silně kolísat z roku na rok podle potravní nabídky, teploty, výskytu nemocí apod. Tak např. u pozorně sledované populace velryb jižních shromažďující se k odchovu mláďat u argentinského poloostrova Valdés prudce vzrostla počátkem tohoto tisíciletí mortalita mláďat z několika procent ročně na desítky procent ročně. Příčiny nejsou zcela jasné, mezi vedoucí hypotézy patří oklovávání mláďat a kojících matek racky, výskyt toxinů produkovaných řasami v potravním řetězci, či neidentifikované onemocnění.
Malé druhy kytovců, např. sviňuchy se dožívají věku kolem 20 let. Běluhy nebo delfíni asi 40–50 let, vorvaň přes 70 let. Nejvyššího věku se dožívají kosticovci, u plejtváků a velryb se odhaduje maximální délka života i přes 100 let. U velryb se na základě nepřímých (a proto nejistých) odhadů věku (denaturace proteinů oční čočky, pozůstatky starých harpun v těle, počet ovulací vaječníku) uvažuje až o stopadesátiletých, případně (na základě studia racemizace aspartátu) i dvousetletých kusech. Tyto nejvyšší odhady jsou ale přijímány s nedůvěrou.

### Inteligence kytovců, komunikace

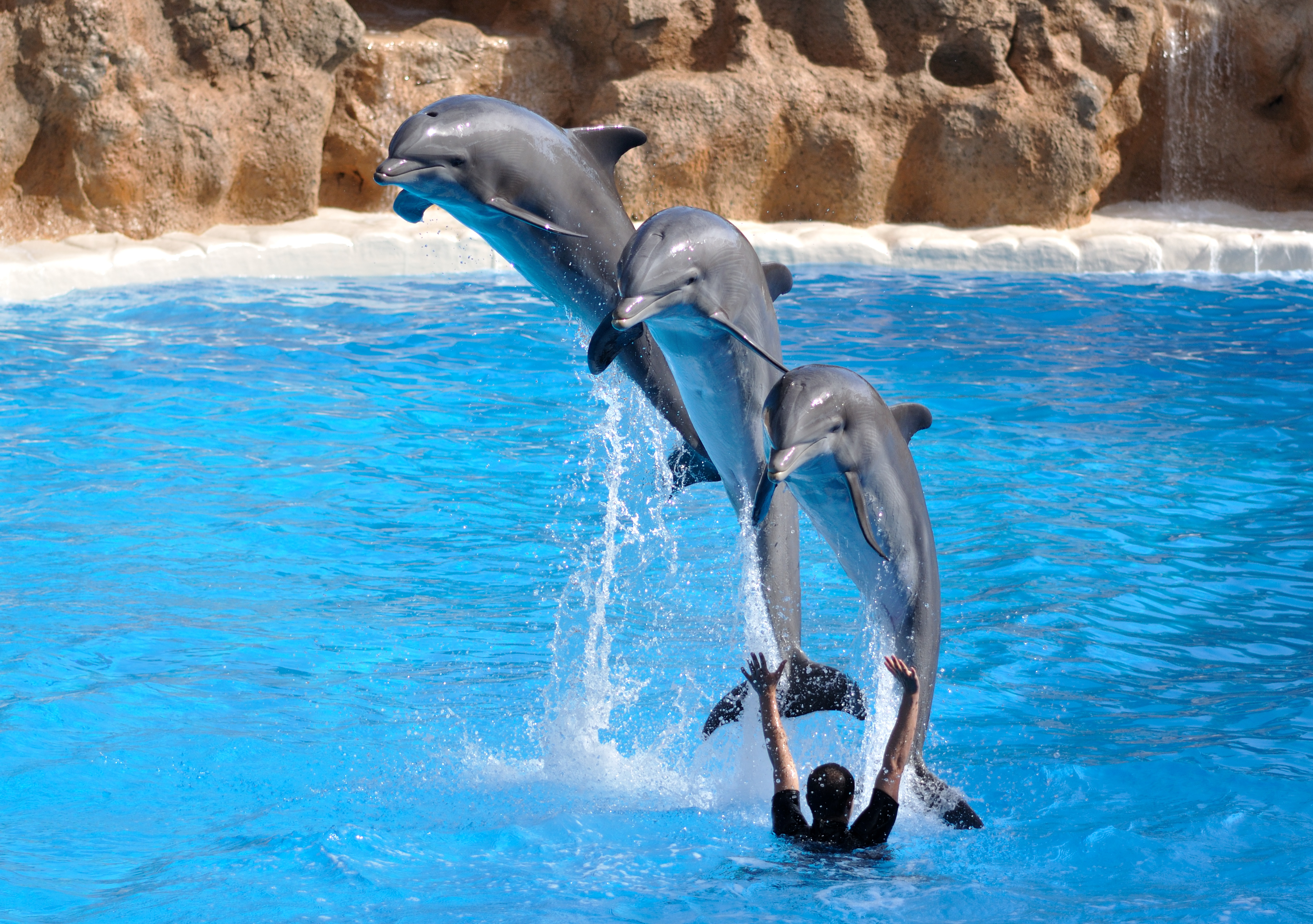
Delfíny v zajetí lze snadno vycvičit k předvádění spektakulárních skoků a dalších triků

Inteligence je poměrně obtížně definovatelný a ještě hůře měřitelný fenomén, u zvířat obzvlášť. Myslí se jím obecně vysoká flexibilita a adaptabilita chování, schopnost zorientovat se v nové situaci, řešit problémy a komunikovat. Průkopníkem na poli vzájemné komunikace kytovců, především delfínů, ale i komunikace mezi kytovci a lidmi, jakož i propagátorem inteligence kytovců, byl americký vědec John Lilly. Je ovšem poněkud kontroverzní postavou, protože ačkoli v 60. letech skutečně stál u prvních experimentů a systematického studia komunikace kytovců, ve svých populárních publikacích uváděl spíše své názory a dojmy bez opory v reálných experimentálních datech a propagoval myšlenku možnosti komunikovat s delfíny (dle něho podobně inteligentními jako lidé) na abstraktní, ba až mimosmyslové úrovni. Rigorózněji pracující badatelé jako např. Lou Herman ukázali v dalších experimentech, že delfíni jsou skutečně schopni porozumět relativně komplikovaným „větám“ složeným z několika (až pěti) „slov“ (v tomto případě šlo ovšem o jednoduchou znakovou řeč) zahrnujících objekt (např. „míč“), povel („dones“), místo, odkud má být předmět donesen („kruh“) apod. Delfíni byli schopni rychlého učení srovnatelného se šimpanzi a úspěšně vykonávali i povely nově sestavené z již známých „slov“. Byli také schopni pamatovat si úkony, které právě provedli, a používat ty části svého těla, které byly součástí povelu (což je považováno za příznak uvědomování si vlastního těla). Interpretace těchto výsledků – zda jde opravdu o porozumění jednoduché symbolické „řeči“ s určitou syntaxí nebo „jen“ o vykonávání sekvence dílčích příkazů – se u různých autorů liší.
Existuje celá řada pozorování dokládajících schopnost delfínů nacházet řešení různých, někdy i neobvyklých problémů. Jedním z klasických příkladů je případ delfínů, samic jménem Malia a Hou, kteří byli v havajském delfináriu cvičeni k předvádění nových „kousků“ tak, že byli odměňováni za každý nový zajímavý projev chování (vysoký výskok, hlasité vydechnutí atd.), ale ne opakovaně. Oba delfíni nezávisle na sobě po několika dnech tréninku „pochopili“, že jsou odměňováni nikoli za jednotlivé konkrétní úkony, ale právě za novinky, a poté začali předvádět celou plejádu nových projevů (skoky, mávání ocasem, klouzání po dně…). Pokusy se zrcadlem nebo s delfíny natáčenými na video a promítanými jim samým nebo jiným delfínům naznačují, že delfíni jsou si vědomi sebe sama (že se rozpoznají v zrcadle nebo na záznamu). I tyto experimenty jsou ale někdy interpretovány s určitou mírou skepse. Podle některých pozorování lze říci, že delfíni jsou schopni pamatovat si jiné konkrétní jedince po celá desetiletí a po dlouhé době je na základě hlasových projevů rozpoznat.
Ozubení kytovci jsou zpravidla skupinová zvířata a vztahy ve skupině mohou být značně komplikované, mezi jedinci panuje dynamická hierarchie. U některých delfínů se utvářejí aliance níže postavených samců, které jsou schopné získat přístup k samicím na úkor dominantních samců nebo konkurenčních aliancí. Někdy se proti konkurenci spojuje i více aliancí. Je možné, že právě komplikované sociální vztahy, nutnost rozlišovat jednotlivé členy society a pamatovat si jejich vzájemné vztahy vedlo k rozvoji mozku a inteligence (nejen) u ozubených kytovců.
Kytovci mají velmi dobře rozvinutou hlasovou komunikaci. Hluboké, hlasité zvuky kosticovců se mohou vodou šířit na stovky (ne-li až tisíce) kilometrů, takže spolu mohou tito tvorové komunikovat na obrovské vzdálenosti. Komunikační zvuky kosticovců bývají popisovány jako bubnování (plejtvákovec), kňourání nebo vrčení (plejtváci) nebo sténání až ječení (velryby). Zdaleka nejkomplikovanější hlasové projevy mezi kosticovci však vykazují keporkakové. Jejich složité, až půlhodinové „velrybí písně“ jsou v době páření produkovány samci, kteří tyto zvuky využívají nejspíš k demonstraci dominance nad jinými samci a k lákání samic (na způsob ptačího zpěvu). Písně mohou být proměnlivé, ale v jeden rok na stejné lokalitě zpívají všichni samci stejnou (nebo podobnou) píseň.
Komunikace ozubených je komplexní a zahrnuje spíše vyšší zvuky, jako je pískání, kňourání, cvakání, mlaskání aj. Velká část jejich hlasových projevů je ovšem mimo oblast slyšitelnosti lidského ucha. U delfínů jsou pískavé zvuky považovány za identifikační znamení jednotlivých jedinců. Blízce příbuzní delfíni (matka – potomek) nebo delfíní samci kooperující v samčí alianci mohou toto identifikační pískání vzájemně napodobovat. Patrně se tak mezi nimi posilují sociální vztahy. U některých druhů (např. kosatek, vorvaňů) lze rozlišit i různé dialekty, tedy hlasové projevy charakteristické pro konkrétní skupinu zvířat. Někteří ozubení kytovci (delfíni, běluhy) napodobují zaslechnuté zvuky, ať už jde o projevy jiných jedinců nebo o umělé zvuky.
Důležitou součástí komunikace kytovců jsou i vzájemné dotyky.
Obzvláště ozubení kytovci projevují intenzivní zájem o jiné jedince v nouzi a jsou schopni vzájemně si pomoci např. s nadechnutím, kdy podpírají poraněného jedince a pomáhají mu plavat. Běžná je taková výpomoc a všestranná péče mezi matkou a potomkem. Jsou známy případy, kdy kytovci, nejčastěji delfíni, zachránili topící se lidi. Motivace pro toto chování je nejasná a někdy se vysvětluje jako reflexní jednání vycházející primárně ze snahy umožnit dýchání mláďatům a poraněným členům skupiny. Kromě záchrany topících se lidí jsou také známy případy aktivní ochrany plavců před žraloky resp. obecně agrese vůči žralokům.

### Potravní chování, učení

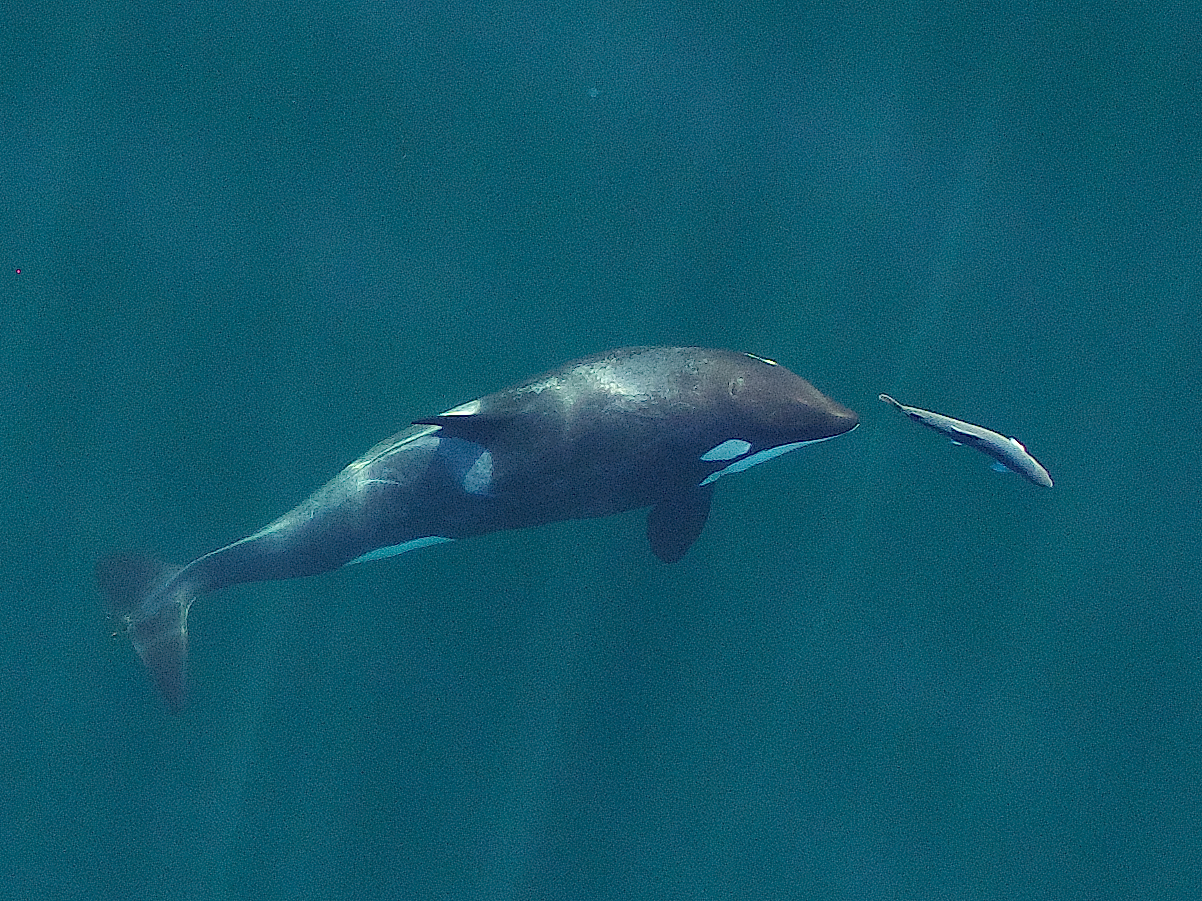
Tato kosatka patří ke klanu, který žere lososy

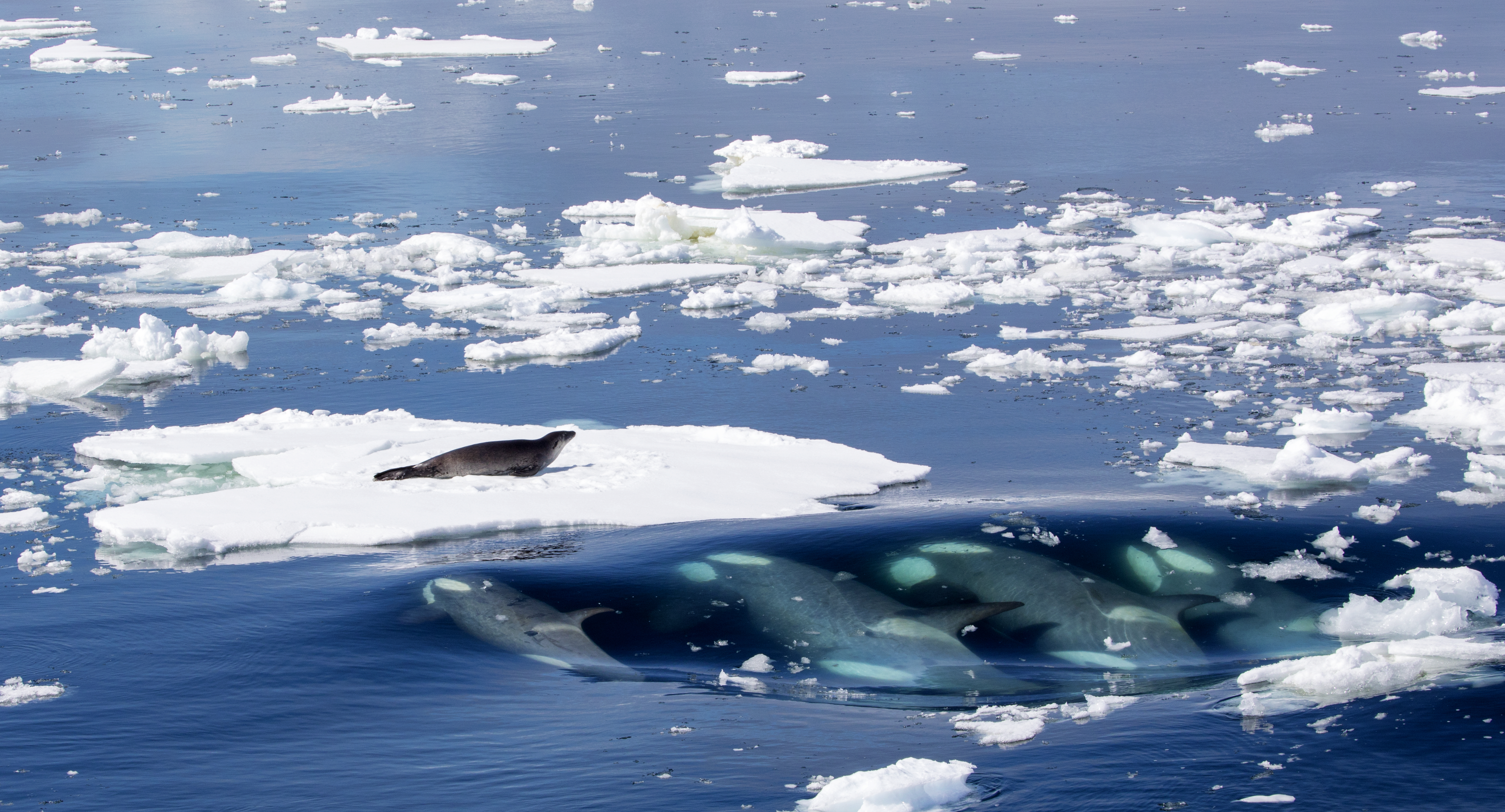
Čtyři kosatky synchronně mávají ploutvemi, aby vytvořily vlnu, která shodí tuleně z kry

Především u ozubených kytovců, ale v menší míře i u kosticovců, má veliký význam učení se novým dovednostem od starších zvířat a lze u nich mluvit o kulturní dědičnosti (o předávání určitých typů chování – či tradic – z generace na generaci učením od ostatních členů society). Předávají se takto lovecké dovednosti a preferovaný typ potravy, hlasové projevy, sociální zvyklosti, typy hravého chování, migrační trasy atd. typické pro danou societu. Podíl kulturní dědičnosti je obzvlášť výrazný u kytovců se stabilními několikageneračními skupinami samic (s výrazným matrilineárním sociálním systémem), jako jsou kosatky nebo vorvani, ale i kulohlavci nebo někteří delfíni. Kupříkladu potrava kosatek může být celkově velice různorodá, ale konkrétní zvířata mají zpravidla velmi vyhraněné stravovací návyky – podle toho, jakou kořist se naučily žrát od svých matek, tet a babiček. Například v severním Pacifiku koexistují kosatky specializované na lov mořských savců, kosatky preferující lososy a kosatky žeroucí mořské ryby a paryby. Tyto potravně specializované ekotypy se liší i v dalších prvcích chování (např. vokalizací) a také morfologicky. Ačkoli se mohou vyskytovat na stejných lokalitách, jsou mezi sebou jednotlivé ekotypy sociálně izolované, křížení mezi nimi je omezeno a naučené chování tak může přispívat ke vzniku vnitrodruhové bariéry či dokonce speciace. Existují doklady, že kosatky jsou schopné odmítat stravu (ryby), na kterou nejsou zvyklé, i za cenu smrti hladem, ale v zajetí dokáží také odpozorovat od členů jiného ekotypu, že pro ně neobvyklá strava je poživatelná. Ze studií mitochondriálních i jaderných genů vyplývá, že severopacifické ekotypy (nebo jde již o druhy či podruhy?) kosatek si zachovávají identitu po několik stovek tisíc let. Mladší ekotypy jsou známy i z okolí Antarktidy, kde se opět potravně specializují, a to na lov plejtváků malých, tučňáků, ryb, nebo ploutvonožců.

U kosatek byly popsány i další zajímavé lovecké strategie. Například ty lovící savce omezují při lovu echolokaci, protože tu může jejich kořist zaznamenat. Kosatky, které loví ryby, echolokují i při lovu. Při zdolávání kosticovců, jako jsou plejtváci malí nebo mláďata větších druhů, někdy kosatky znemožní kořisti vynoření (vplavou jí na záda) a ta se tak může utopit. Při lovu drobnějších hejnových ryb typu sleďů mohou využívat úderů ocasem k jejich omráčení a poté je pohodlně sesbírají. Některé populace delfínů využívají mořské houby jako nástroj při pátrání po kořisti na dně.

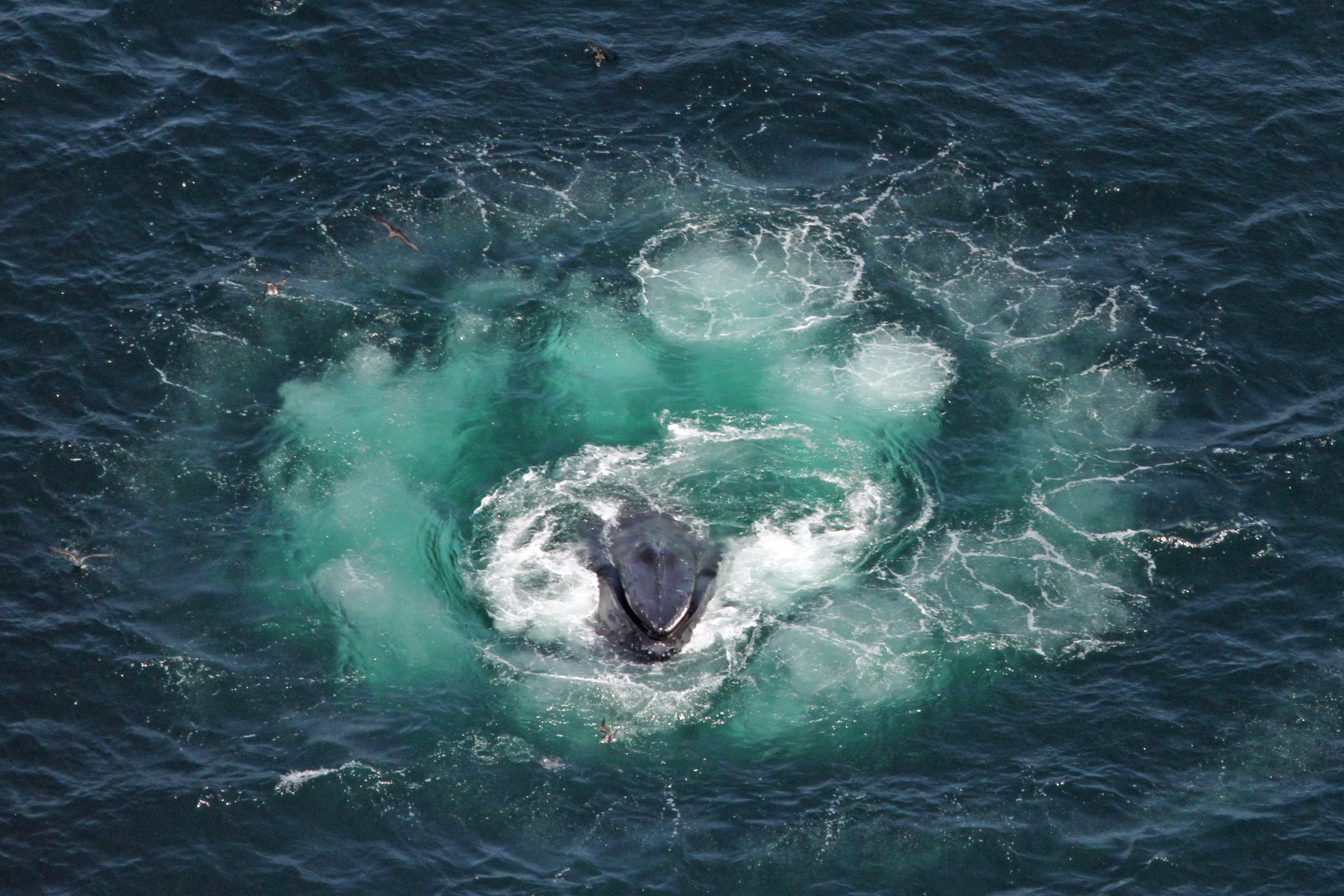
Keporkak uprostřed „pasti“ z bublin, kterou vytvořil kolem hejna kořisti

Delfíni a další ozubení kytovci mohou využívat plašení ryb bublinami vypouštěnými kolem hejna a spolupracovat při lovu, mnohdy s velkou mírou koordinace a disciplíny (jedinec se sobecky nevrhne do hejna kořisti, pokud by tím ohrozil výsledek úsilí skupiny – zdá se, že s tímto pokročilým chováním souvisí i schopnost rozpoznávat ostatní členy society, pamatovat si, jak ochotně spolupracují, a podle toho se k nim chovat příště a v případě nutnosti problematické jedince společensky ostrakizovat). Mezi kosticovci v tomto ohledu vynikají keporkaci, kteří si, často vzájemně, nahánějí hejna kořisti pomocí úderů ocasu či svých dlouhých ploutví, nebo v hloubce pod hejnem krouží a vypouštějí bubliny vzduchu, čímž kořist koncentrují v jednom místě.
U běluh a keporkaků existují doklady, že mláďata se učí migračním trasám od svých matek a pevně tyto trasy dodržují. Většina kosticovců migruje na velké vzdálenosti mezi lovišti v chladných vodách a mezi teplými vodami, kde rodí mláďata. U plejtvákovce může tato trasa měřit i přes 8500 km (při migraci mezi Východosibiřským mořem a Kalifornským zálivem a zpět mohou tato zvířata uplavat až 20 000 km).

### Výskoky a hra

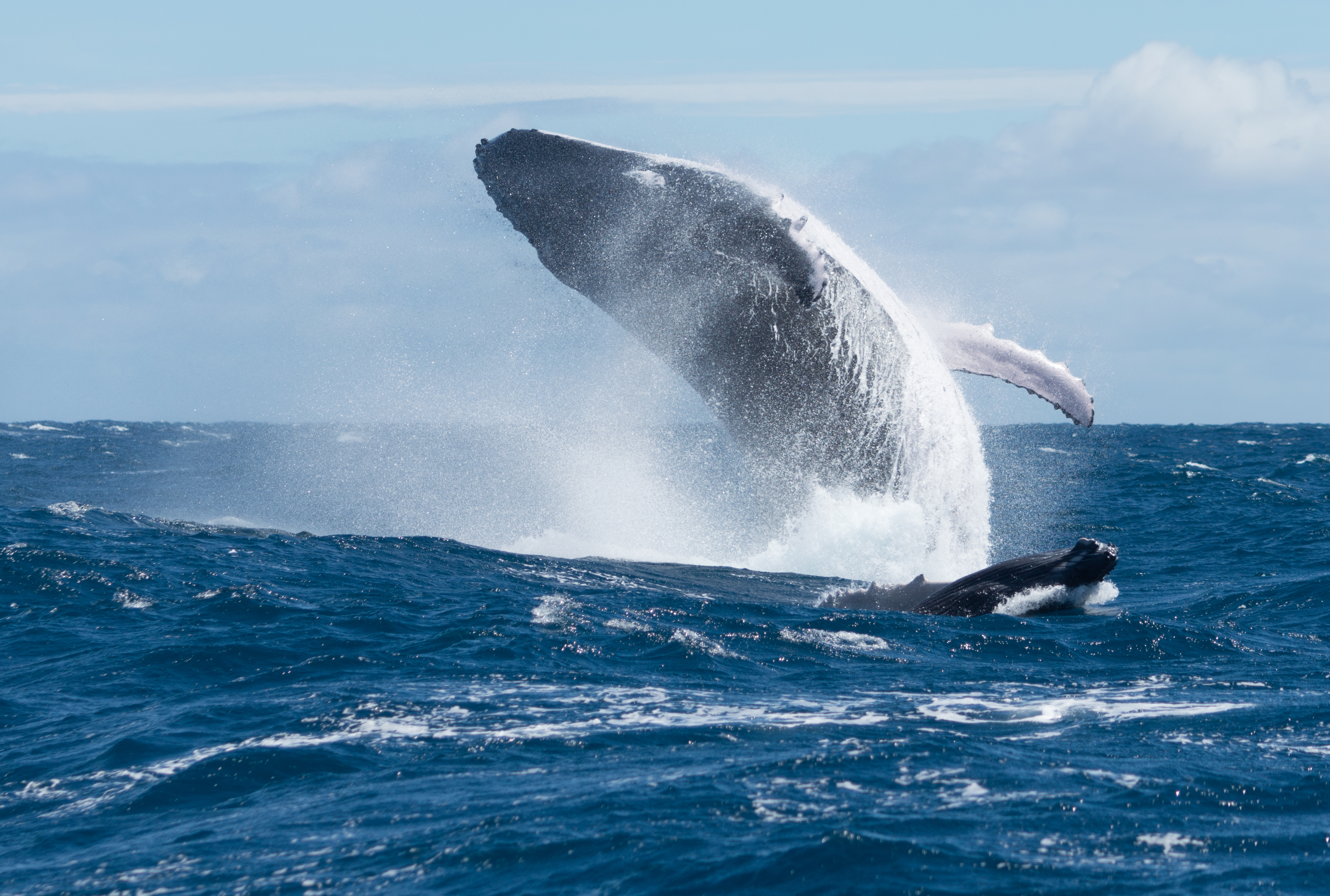
Samice keporkaka (s mládětem poblíž) vyskakuje, aby se zbavila dotěrných samců

Různé druhy kytovců, např. delfíni nebo keporkakové, jsou známé svými výskoky nad hladinu resp. u větších druhů spíše vynořením velké části těla a „skácením se“ zpět do vody doprovázeným hlasitým šplícháním. Skokům i vynoření předchází rychlé plavání při hladině a náhlé vytočení těla a ploutví tak, aby se tělo vymrštilo nahoru; vorvani před vynořením často plavou z větších hloubek přímo směrem k hladině. Příčiny tohoto chování nejsou vždy zcela jasné a u vysoce inteligentních kytovců se předpokládá i velký podíl hravého chování, tedy chování bez přímého a okamžitého prospěchu. Někdy jsme schopni výskoky spojit s udržováním vysoké rychlosti při cestování (zejména u menších kytovců se může při vysokých rychlostech vyplácet pohybovat se dočasně vzduchem, tedy prostředím s nízkým odporem), dále s lovem (s plašením a naháněním kořisti, případně s „doskokem“ do hejna ryb), s usnadněním nádechu na rozbouřeném moři, se zbavováním se ektoparazitů a štítovců a také s komunikací. Zvukové projevy spojené s dopadem do vody totiž mohou u sociálních druhů signalizovat dobrou fyzickou kondici a fungovat jak jako prvek zastrašení soků, tak jako způsob imponování samicím. U keporkaků se odhaduje, že na jedno takovéto efektní vynoření s hlasitým dopadem spotřebuje keporkak energii odpovídající asi 1 % denního klidového metabolismu. Jde tedy o energeticky relativně náročný a zároveň obtížně falšovatelný způsob, jak dát najevo svou vitalitu. Skoky delfínů mohou být doslova akrobatické (doprovázené točením a přemety) a zvířetem velmi precizně kontrolované.
Přes snahu tak či onak vzdušnou akrobacii kytovců racionalizovat a vysvětlit ji jako chování s přímým užitkem se připouští, že může jít o čistě hravé chování a že kytovci jej někdy provozují „pro radost“ (např. tehdy, když nejsou sledováni ostatními členy society a sociální aspekt tudíž chybí). Ostatně existují i další doklady hravého chování, hlavně u delfínů (avšak nejen u nich), např. balancování chuchvalců chaluh na čenichu, ocase či ploutvích, nebo takřka zlomyslné tahání vodních ptáků sedících na hladině za nohy.

## Evoluce kytovců
Hledání evolučního prapůvodu kytovců je komplikováno tím, že kytovci jsou kvůli svým adaptacím na vodní prostředí pozměněni takovou měrou, že studium anatomických a fyziologických znaků jejich recentních zástupců neumožňuje spolehlivě odhalit jejich příbuzenské vztahy. O to větší význam pro pochopení evoluce a původu kytovců má studium fosilního materiálu: vymřelí prakytovci vykazují na svých kostrách mnohé znaky, které je spojují s jejich suchozemskými prapředky a které se již u pozdějších zástupců nevyskytují (např. typicky savčí charakter chrupu, méně odvozená stavba lebky, zachovaná kompletní kostra končetin apod.). Fosilní nálezy, zejména ty učiněné v 3. tisíciletí, významně přispěly ke zpřesnění našich představ o suchozemských předcích kytovců i o evolučních změnách doprovázejících jejich přizpůsobení plně akvatickému způsobu života.

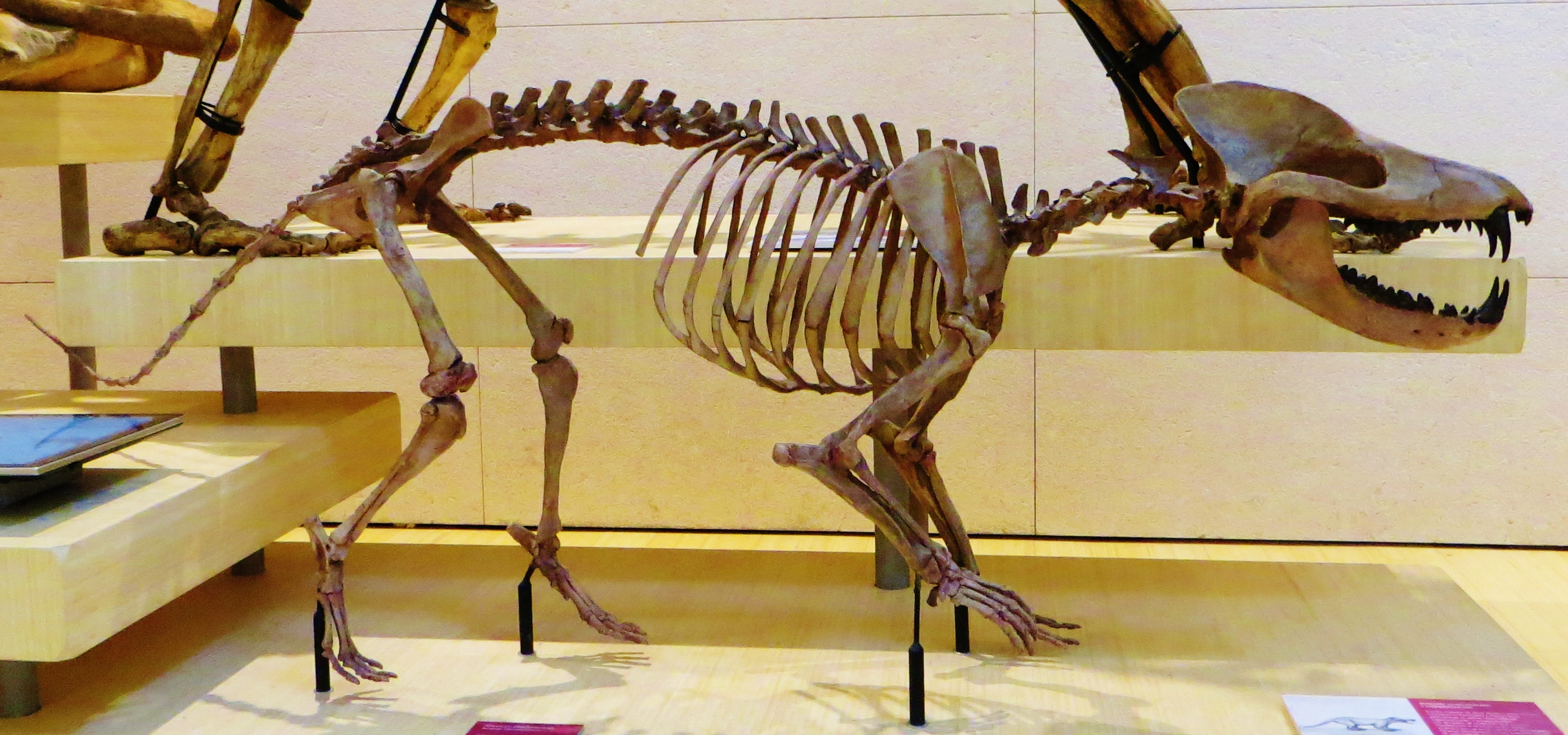
Kostra paleocenního masožravého kopytníka Sinonyx, zástupce řádu Mesonychia; chrup mesonychií připomíná chrup prakytovců

Kytovci byli dlouhou dobu spojováni s vymřelou skupinou archaických karnivorních kopytníků ze skupiny Mesonychia. Nápadné podobnosti mezi stoličkami mesonychií a prakytovců i dalších shod na jejich lebce (např. ve stavbě sluchového aparátu) a na postkraniální kostře si jako první všiml evoluční biolog Leigh Van Valen, který ve své publikaci z roku 1966 velmi přesvědčivě argumentuje ve prospěch hypotézy o blízké příbuznosti obou skupin. Tento názor zůstal velmi populární v podstatě po celý zbytek 20. století. Výsledky některých modernějších fylogenetických analýz sice stále ukazují Mesonychia jako nejbližší příbuzenstvo kytovců, ale po roce 2000 začíná převládat názor, že mezi oběma skupinami přímá příbuzenská souvislost není. Výrazná shoda ve stavbě chrupu je pak vykládána jako konvergence způsobená podobnými potravními návyky. Dokonce i způsobem žvýkání, doloženým opotřebením zubů, se obě skupiny zřejmě lišily. Další, podrobnější analýzy zahrnující větší množství fosilních taxonů domněnku o nezávislém původu mesonychií a kytovců čím dál spolehlivěji potvrzují.

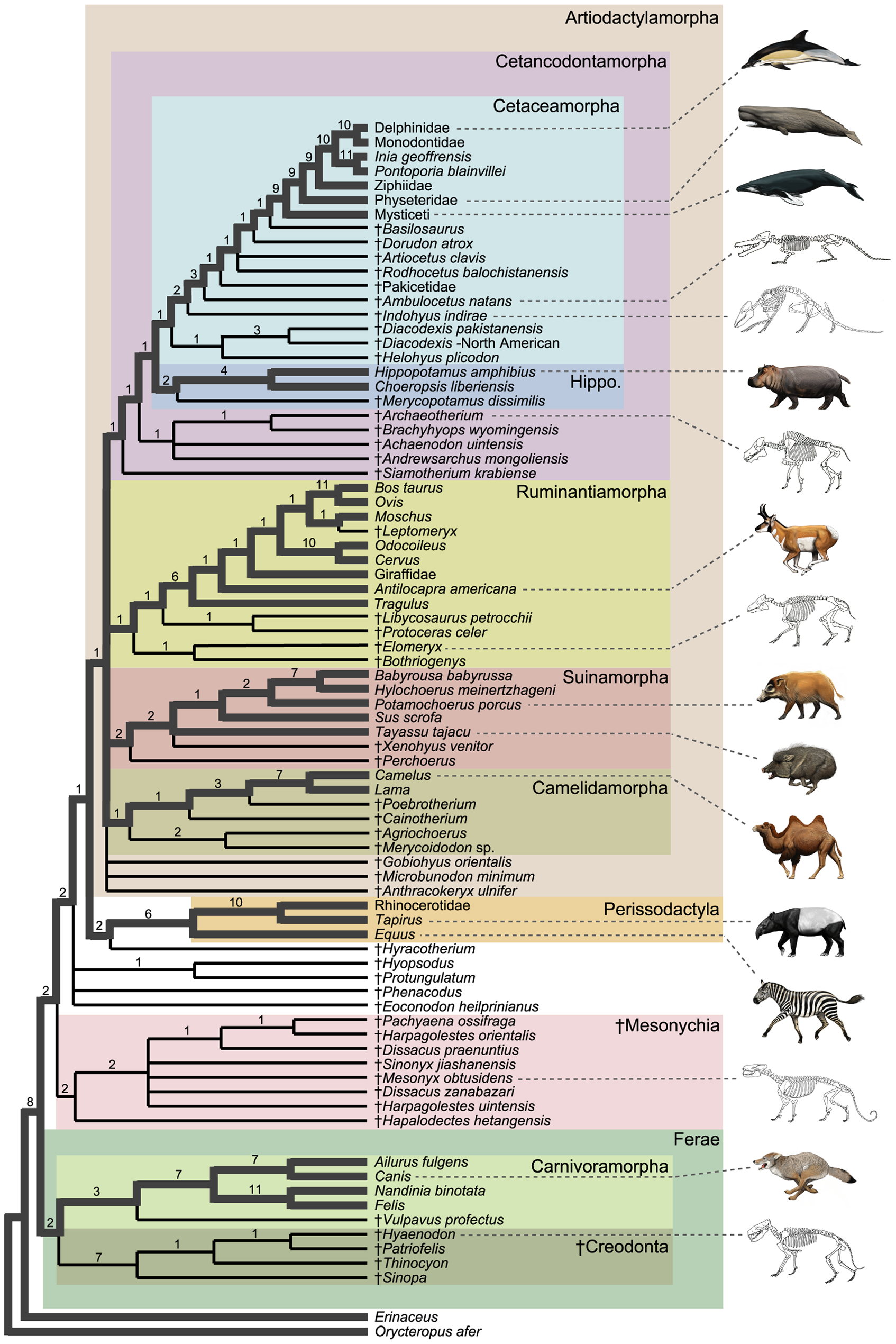
Kladogram znázorňující vzájemnou příbuznost různých skupin kopytníků a karnivorních savců; nápadná je pozice kytovců mezi sudokopytníky a izolovaná pozice mesonychií (ze Spauldingové et al., 2009)

Postřeh, že kytovci a sudokopytníci jsou si některými rysy blízcí, byl publikován slavným skotským lékařem Johnem Hunterem už v předdarwinovské době (v roce 1787), kdy se ještě o evolučních vztazích organismů běžně neuvažovalo. Hunter zmínil např. podobnost trávicí soustavy (žaludek tvořený několika oddíly) nebo rozmnožovací soustavy (tvar a charakter dělohy) kytovců a přežvýkavců. Skoro po sto letech (roku 1883) jeho argumentaci zopakoval a rozšířil William Flower, tentokrát v plně evolucionistickém smyslu: kytovci podle něho pocházejí z kopytnatých předků, naopak zamítá hypotézu, že se jedná o příbuzné ploutvonožců a šelem vůbec. Názor o blízkém vztahu kytovců a sudokopytníků však mezi zoology 20. století zdaleka nebyl sdílen univerzálně, přestože se objevily i další indicie v jeho prospěch, jako byla například imunologická data (králičí protilátky vykazují zkříženou reakci proti sérovým proteinům kytovců a sudokopytníků). V 60. letech se prosadila myšlenka o blízké příbuznosti kytovců a mesonychyí (viz výše), která sice nebyla v rozporu s vnímáním sudokopytníků jako nejbližší žijící skupiny kytovců (Mesonychia jsou také kopytníci), ale rozhodně nesváděla k hledání prapředků kytovců v rámci sudokopytníků.
V devadesátých letech 20. století se však situace začala měnit poté, co se objevily první vědecké práce založené na analýzách molekulárně biologických dat získaných z různých savčích skupin. Tato porovnání aminokyselinových sekvencí proteinů nebo nukleotidových sekvencí úseků DNA řady savců vedla k neočekávanému závěru, že původ kytovců je nutno hledat uvnitř skupiny sudokopytníků. Jako sesterská skupina kytovců byli často identifikováni hrochovití. Příslušnost kytovců mezi sudokopytníky byla počátkem nového tisíciletí jednoznačně potvrzena i na základě paleontologických dokladů. Sudokopytníci jsou totiž velmi dobře definováni stavbou kotníku, zejména pak charakterem hlezenní kosti (v zoologickém názvosloví nazývané astragalus, v humánní medicíně talus), která je u nich na obou koncích vybavena kladkovým kloubem. V přelomovém roce 2001 byly ve špičkových vědeckých časopisech Nature a Science publikovány dvě nezávislé práce představující nálezy hlezenní kosti prakytovců rodů Pakicetus a Ichthyolestes, resp. rodů Artiocetus a Rodhocetus. Obě studie prokázaly, že kytovci unikátní stavbu hlezenní kosti se sudokopytníky sdílejí. Další paleontologické objevy umožnily nalézt i fosilní sesterskou skupinu kytovců uvnitř řádu sudokopytníků: je to vymřelá primitivní čeleď Raoellidae reprezentovaná zejména kvalitně zachovalým rodem Indohyus. Společně s raoellidy jsou pak kytovci sesterskou větví linie zahrnující hrochovité a jejich vymřelé příbuzné.

### Vývoj kytovců
Přechod kytovců od víceméně suchozemského až k plně vodnímu způsobu života je dnes velmi dobře dokumentován řadou fosilií. Kromě odborných publikací se tomuto tématu věnuje i mnoho internetových popularizačních článků (i v češtině) nebo knih. Nejstarší kytovci (zástupci čeledí Pakicetidae a Ambulocetidae) jsou známí z konce raného eocénu (z konce stupně ypres) a jejich pozůstatky pocházejí výhradně z Indie a Pákistánu. Dnešní podhůří Himálaje je totiž z velké části utvářeno usazeninami tvořícími původně dno a pobřeží tehdejšího praoceánu Tethys pozvolna tou dobou uzavíraného mezi Asií a Indickým subkontinentem. Právě zde se podle všeho dramatický evoluční příběh kytovců začal odvíjet. Evoluční proměna suchozemských zvířat v plně akvatické mořské tvory přitom trvala jen kolem 10 miliónů let. Během této doby došlo k zásadním změnám končetin, fyziologie, lebky aj. Právě dobře doložená evoluce lebky kytovců názorně dokumentuje, jaké nové selekční tlaky se objevily s přechodem do vodního prostředí: výrazné úpravy lebky si vyžádal přechod na dravý způsob života spojený s lovem ryb a další vodní kořisti, potřeba efektivního nadechování vedoucí k teleskopické lebce, ale i potřeba komunikace a navigace ve vodním prostředí, která vyvrcholila schopností echolokace u ozubených.
Zjednodušeně lze říci, že evoluce kytovců měla dvě základní fáze, přičemž první z nich zahrnovala přechod od suchozemského k plně akvatickému životu. Tento přechod dokládají fosilie různých zástupců eocenních prakytovců. Nejlépe prostudovaní primitivní kytovci, kteří se ještě obratně pohybovali po čtyřech nohách, jsou zástupci rodu Pakicetus. Žili přibližně před 49 miliony let v okolí sladkých vod, v nichž lovili ryby. Přestože patří mezi nejprimitivnější kytovce dobře dokládající původní způsob života jejich nejstarších zástupců, byl jejich současníkem i rod Ambulocetus mnohem lépe přizpůsobený vodnímu způsobu života. Měl zkrácené končetiny a nápadně protažené čelisti. O něco pozdější kytovci z čeledi Protocetidae již byli vysloveně mořští savci, kteří se rozšířili i do moří kolem dalších kontinentů. Patrně byli stále schopni pohybu po souši na způsob dnešních tuleňů. Plně akvatičtí (bez schopnosti opustit vodu) pak byli pozdně eocenní zástupci čeledi Basilosauridae, například zástupci rodu Dorudon, kteří se objevují asi před 41 miliony let.
Druhá fáze evoluce kytovců se pak týká jejich moderní podskupiny Autoceta zahrnující všechny dnes žijící kytovce a řadu jejich fosilních příbuzných. První zástupci této skupiny blízcí basilosauridům se objevili ještě v pozdním eocénu a již tehdy se autoceti rozštěpili na dvě základní linie – kosticovce a ozubené. Tito kytovci jako jediní přežili konec eocénu a v následujících obdobích se rozvíjeli dále. Zásadním zlomem v evoluci ozubených byl rozvoj echolokace. Kostice kosticovců se v jejich evoluci objevují až relativně pozdě. Nicméně kosticemi vybavení kosticovci byli jediní zástupci této dříve bohatší skupiny, kteří se dožili dneška.
Následující shrnující schéma ukazuje předpokládaný sled jednotlivých stádií v rané evoluci kytovců (nikoli evoluční proměnu starších druhů v druhy mladší); tato stádia jsou zde reprezentována konkrétními rody vyhynulých kytovců. Znázorňuje průběh vývoje kytovců od nejstarších, ještě tetrapodních prakytovců typu Pakicetus, schopných pohybu na souši, přes různé stupně přizpůsobení se vodnímu způsobu života až po plně vodní kytovce moderního typu s proudnicovým tvarem těla, plně vyvinutou ocasní ploutví a zakrnělými zadními končetinami (Janjucetus je ukázkou archaického kosticovce, Squalodon ozubeného kytovce) .

##### Raoellidae:Indohyus

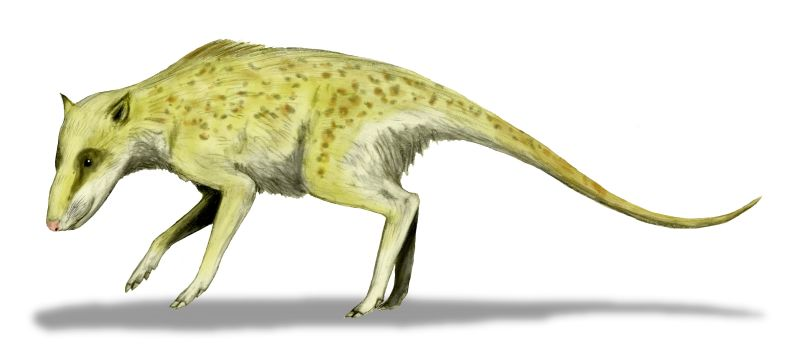
Indohyus, rekonstrukce vzhledu

Představu o výchozí formě evoluce kytovců poskytují nevelcí (včetně ocasu asi do 80 cm dlouzí) býložraví sudokopytníci rodu Indohyus z čeledi Raoellidae. Jsou doloženi z období spodního eocénu z doby před asi 48 Ma (miliony let) z území indického Kašmíru poblíž pákistánských hranic. Měli štíhlé končetiny zakončené kopýtky, dobře uzpůsobené k pohybu po souši, zato nijak zvlášť vhodné pro plavání. Přesto jsou jejich kosti zesílené (mají menší podíl dřeňové dutiny), což je typické pro řadu vodních savců. Takovéto „těžké“ kosti (jejich průměrná hustota je příbytkem kostní tkáně zvýšena) vodním savcům umožňují chodit po dně (jako je tomu u hrochů) nebo pomáhají s potápěním (jako u sirén). Také analýza obsahu izotopu kyslíku 18O ve sklovině nasvědčuje tomu, že Indohyus trávil velké množství času ve vodě. Zda se ve vodě pásl na vodních rostlinách, nebo zda kvůli pastvě vodu opouštěl, není jasné. Je také možné, že složkou jeho potravy byli příležitostně i menší vodní živočichové. Stylem života je Indohyus přirovnáván k současným kančilům vodním: i oni jsou menší býložraví sudokopytníci schopní si zpestřit potravu krabem či leklou rybou, kteří žijí v okolí vody, do které se také potápějí v případě nebezpečí. S kytovci má Indohyus společnou neobvyklou stavbu středního ucha (je přítomno tzv. involucrum, zesílená kostěná stěna bubínkové výdutě chránící středoušní dutinu) a některé rysy chrupu, jako např. za sebou seřazené řezáky či zvýšené korunky zadních třenáků. Indohyus a celá čeleď Raoellidae je považována za sesterskou skupinu kytovců. Zdůrazněme, že tedy nejsou přímými prapředky kytovců, ale jsou těmto prapředkům evolučně i vzhledově blízcí (kytovcům příbuznější zvířata neznáme).

#### Prakytovci

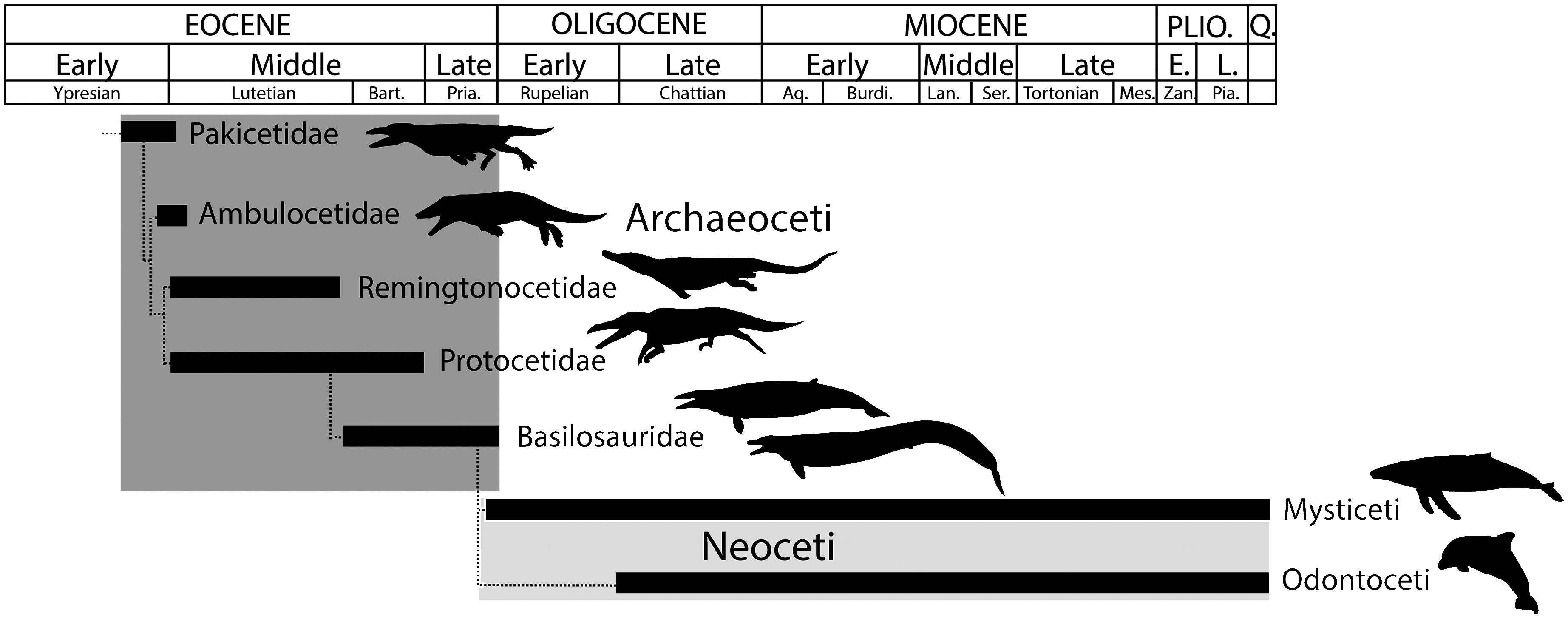
Schéma evoluce kytovců s vyznačenými obdobími výskytu jednotlivých skupin (z Houssaye et al., 2015)

Všechny fosilní kytovce, kteří nepatří mezi Autoceta (čili zaujímají ve fylogenezi kytovců bazálnější postavení než poslední společný prapředek všech recentních kytovců), označujeme jako prakytovce (Archaeoceti). Prakytovci nejsou monofyletickou, ale parafyletickou skupinou, protože moderní kytovci (Autoceta) se během pozdního eocénu vyvinuli právě z nich. Následuje přehled čeledí prakytovců. Čeleď Protocetidae a možná i Basilosauridae jsou parafyletické.

##### Pakicetidae

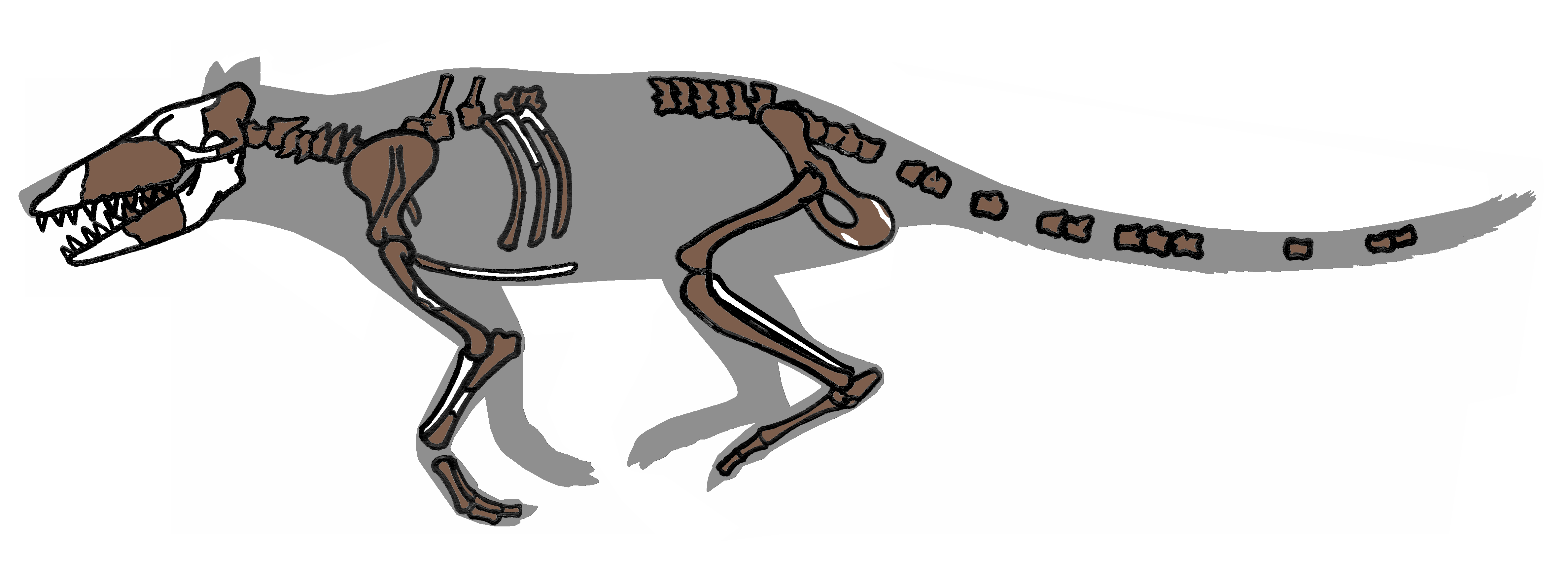
Schematický nákres pakiceta se znázorněnými kostmi, které byly součástí originálního popisu

Kytovci s nejprimitivnější (tj. výchozímu stavu nacházenému u sudokopytníků nejpodobnější) stavbou lebky i končetin jsou řazeni do čeledi Pakicedidae. Jejich nejlépe dokumentovaný rod, Pakicetus, dosahoval zhruba velikosti vlka. Byla to zvířata se štíhlýma nohama stále schopná pohybovat se po souši (například i běhat). Tak jako u indohya byly ale jejich kosti zesílené a mnohem spíše se hodily pro pohyb ve vodním prostředí, kde patrně pakicetus trávil většinu času. Při plavání mohl kromě pádlování nohama, jejichž prsty byly široce roztažitelné a nejspíš spojené plovací blánou, používat i vlnivý pohyb ocasu ve vertikální rovině. Pánev pakiceta byla stále pevně skloubená s křížovou kostí, která srůstala ze čtyř křížových obratlů, a také krk byl zřetelně vytvořen. Pakicetidae jsou považováni za obyvatele sladkovodních bažinatých ekosystémů, kde se však již živili dravě, podle opotřebení zubů lze usuzovat na jejich rybožravost.

##### Ambulocetidae

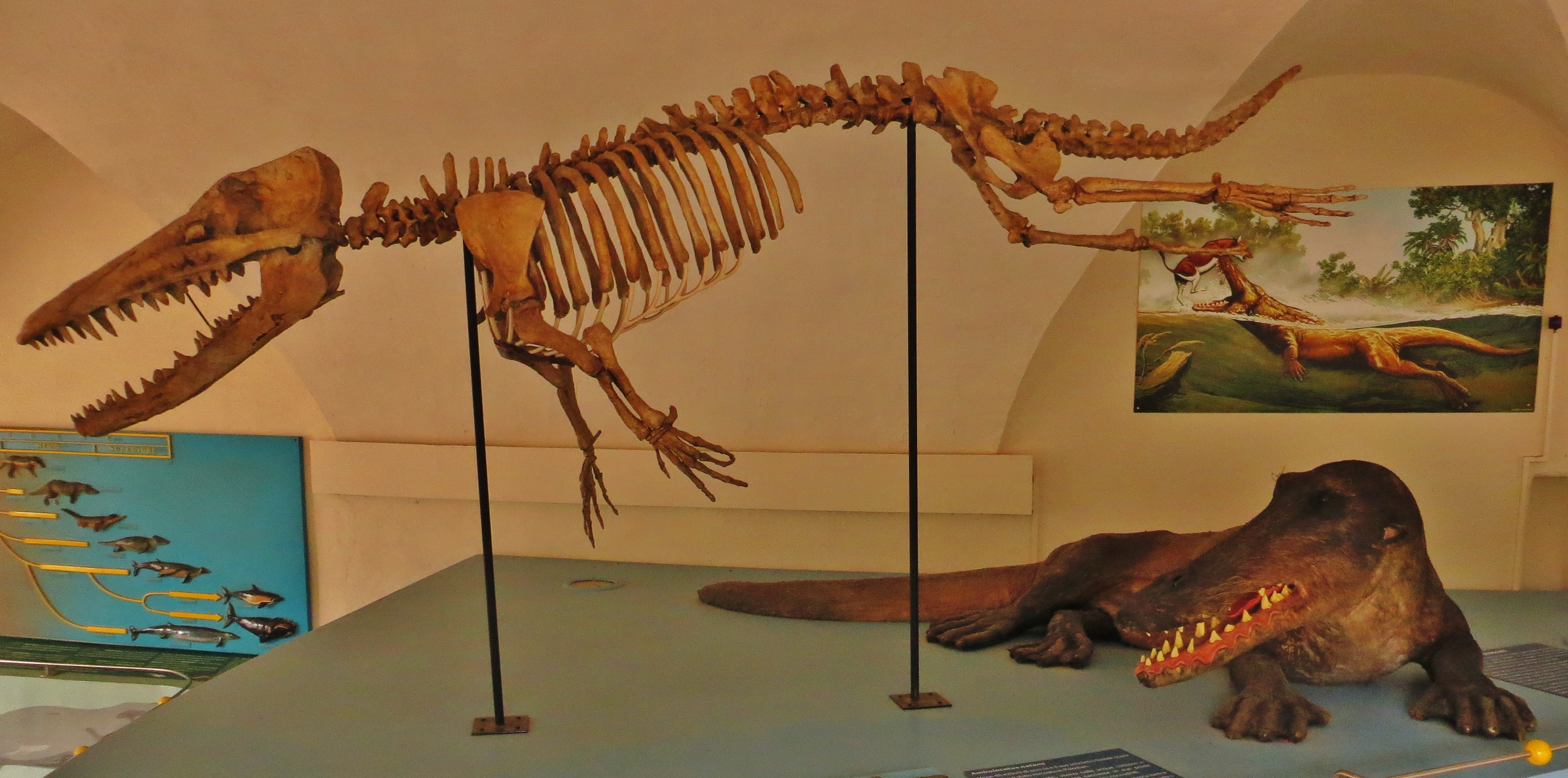
Kostra a model ambuloceta v Museo di Storia Naturale di Calci v Pise

Do čeledi Ambulocetidae řadíme kytovce, kteří již měli zkrácené končetiny. Přestože byli schopni pohybu po souši (pánev byla stále ve spojení s dobře vyvinutou křížovou kostí), šlo již o savce silně adaptované na vodní způsob života. Při plavání využívali vlnění těla a ocasu nahoru a dolů, s pohybem pomáhaly i dozadu natažené zadní nohy, styl pohybu tedy mohl být podobný jako u vyder. Ambulocetus, jehož pozůstatky jsou asi 49 Ma staré, byl vázaný na mořské pobřeží, ale studium izotopů kyslíku ve sklovině napovídá, že hlavním zdrojem vody pro jeho metabolismus nebyla voda mořská. Ještě tedy musel pít sladkou vodu nebo v jeho potravě převažovala sladkovodní či suchozemská kořist. Vzhledem k tomu, že jeho očnice byly umístěny vysoko na lebce, mohlo být jeho typickým způsobem lovu podobně jako u krokodýlů číhání na takovou kořist pod vodou. Mezi ambulocetidy patrně patří i nejstarší známá kytovčí fosilie, fragment dolní čelisti starý asi 53,5 Ma pojmenovaný Himalayacetus. Původně byl popsán jako zástupce čeledi Pakicetidae, ale později byl přeřazen do čeledi Ambulocetidae.

##### Remingtonocetidae

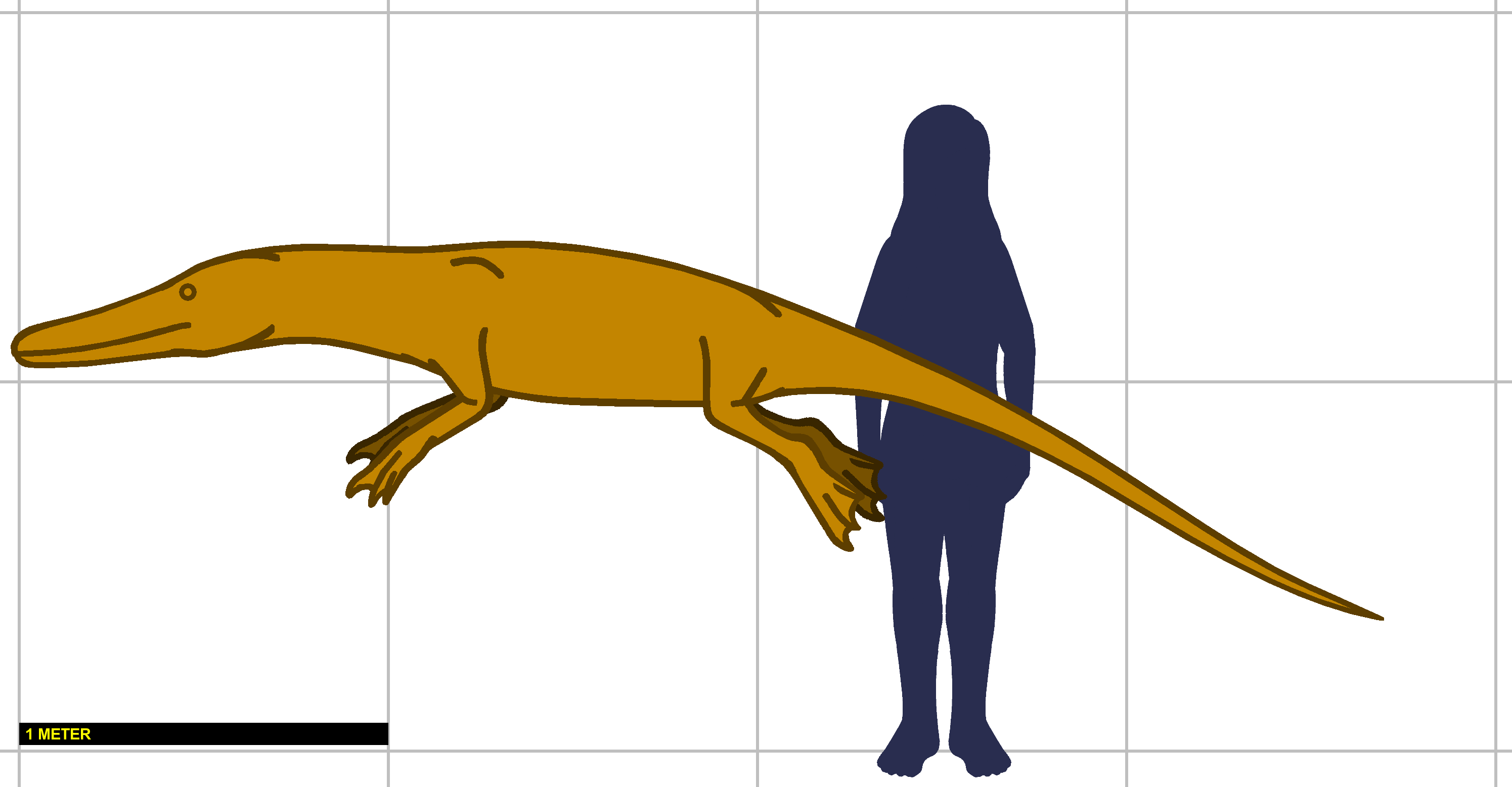
Silueta prakytovce rodu Remingtonocetus ve srovnání s člověkem

Zástupci této čeledi měli silně protažené tělo i čelisti. Její nejstarší zástupci byli současníky ambuloceta, ale další jsou známí i z mladších sedimentů (starých 48–41 Ma). Stále u nich byla zachovaná křížová kost srostlá ze čtyř obratlů. Byli schopni jen omezeného pohybu na souši, zato se snadno pohybovali ve vodě, kde se hlavním orgánem pohybu stal dlouhý a svalnatý ocas. Obývali mořská pobřeží a v moři také lovili svou kořist. Je pravděpodobné, že pro život ve slané vodě byli přizpůsobeni i fyziologicky (dokázali se vyrovnat s vysokou koncentrací solí, aniž by byli závislí na pití sladké vody). Jejich lebka vykazuje adaptace k podvodnímu slyšení (jako je tuková výplň dolní čelisti nebo částečná izolace sluchového aparátu od zbytku lebky), které u primitivnějších čeledí nenacházíme. Statokinetický orgán remingtonocetidů je stavěn podobně jako u pozdějších kytovců (polokruhovité kanálky jsou redukovány).

##### Protocetidae

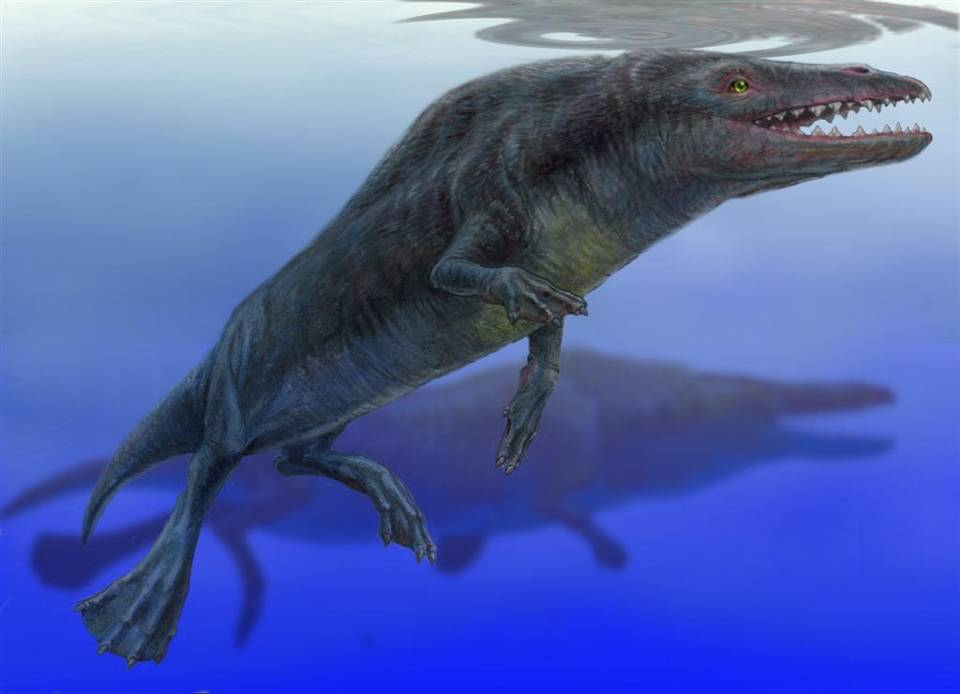
Rekonstrukce rodhoceta (Protocetidae)

Protocetidae je parafyletická čeleď archaických kytovců, jejíž zástupci jsou již známi z různých kontinentů (Asie, Evropy, Afriky i Severní a Jižní Ameriky). Jejich pozůstatky jsou nalézány v mořských pobřežních sedimentech. Tak jako předchozí čeledi mají stále heterodontní dentici a zubní vzorec 3.1.4.33.1.4.3. U některých zástupců stále nacházíme křížovou kost, ale např. u rodu Rodhocetus jsou křížové obratle volné – to poskytuje jejich páteři výrazně větší flexibilitu a možnost vlnivého pohybu nahoru a dolů. Přes velkou roli ocasu zůstávají u protocetidů zadní nohy stále důležitým orgánem pohybu (přenášelo se na ně vlnění těla, když byly ve vodě nataženy dozadu, nebo jimi protocetidi pádlovali). Ocasní obratle nenesou známky přítomnosti ocasní ploutve typické pro pozdější kytovce, ale ocas byl zřejmě alespoň u některých zástupců zploštělý. Kontakt pánve s páteří je u některých protocetidů poměrně volný (např. u rodu Protocetus je pánev v kontaktu s jediným obratlem) a někdy zcela chybí (např. u rodu Georgiacetus, kde se předpokládá spojení s páteří jen prostřednictvím vazů). Protocetidi nejspíše žili podobným způsobem života jako dnešní ploutvonožci: většinu života trávili ve vodě, ale rozmnožovali se stále ještě na souši, po níž se však pohybovali s obtížemi. Doklady suchozemských porodů jsou však velmi nepřímé (orientace plodu v děloze matky u rodu Maiacetus) a někteří badatelé se domnívají, že alespoň u některých druhů porod mohl probíhat i ve vodě. Nozdry protocetidů jsou již zřetelně posunuty směrem dozadu.

##### Basilosauridae

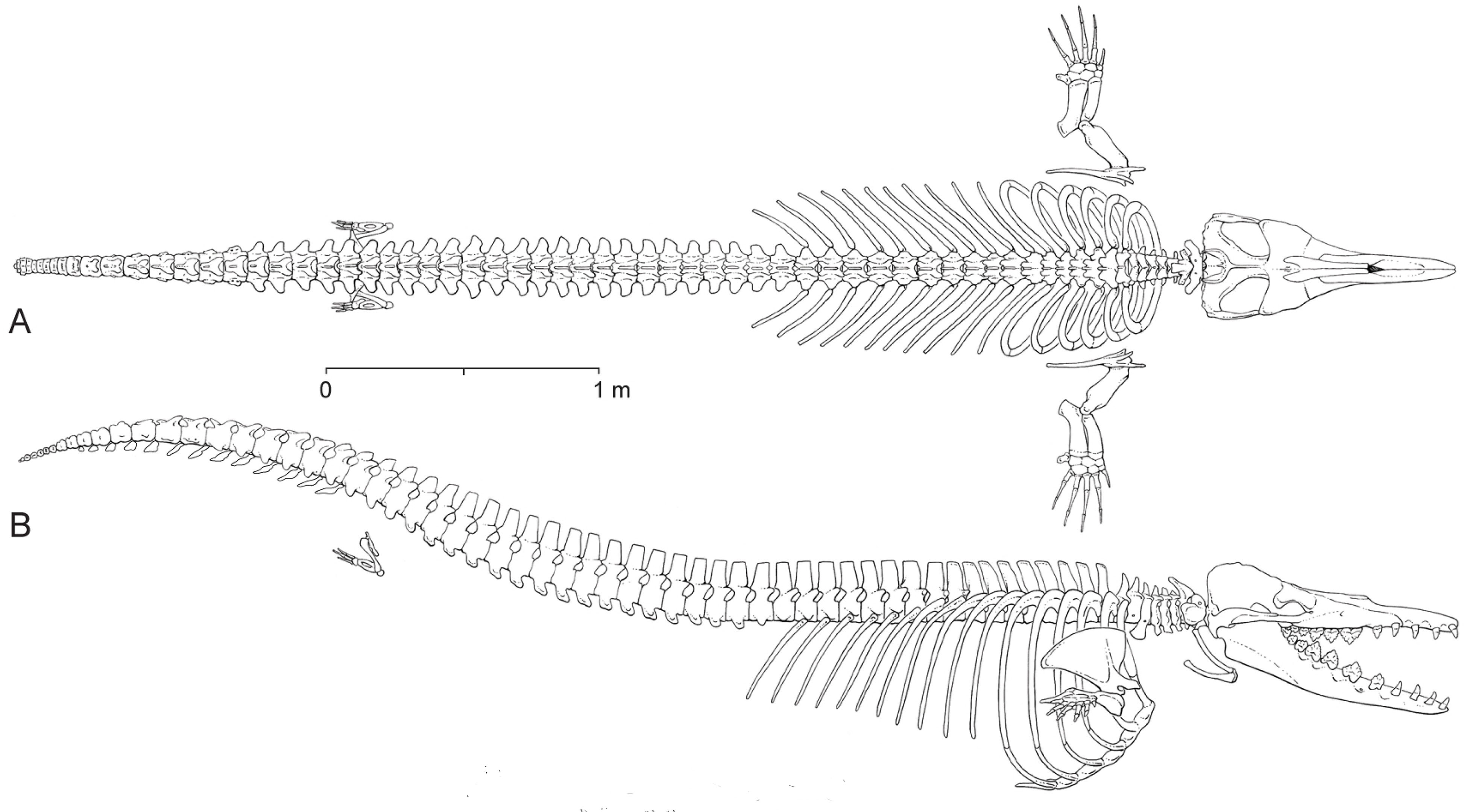
Kostra basilosaurida Dorudon atrox (pohled shora a ze strany)

Basilosauridae jsou pozdně eocenní čeledí blízkou prapředkům dnešních kytovců, případně se z jejích zástupců moderní kytovci (Autoceta) vyvinuli (v takovém případě by čeleď Basilosauridae byla parafyletická). Tak či onak tvoří s moderními kytovci monofyletickou skupinu nazvanou Pelagiceti – žijí totiž pelagicky: způsob jejich života je plně akvatický, nejsou schopni pohybu po souši. Zadní končetina je u basilosauridů sice stále přítomna, ale je silně zakrnělá. Pánev je uložena volně ve svalovině břicha a křížová kost není vyvinuta. Zadní ocasní obratle jsou utvářeny způsobem, který naznačuje přítomnost horizontální ocasní ploutve; ocas je u všech Pelagiceti hlavním orgánem pohybu. Přední končetina je používána jako ploutev, proto je její kostra zploštělá. Na rozdíl od dnešních ozubených kytovců byly zuby basilosauridů stále zřetelně rozlišeny na jednotlivé typy a jejich chrup byl difyodontní – během života byly mléčné zuby nahrazeny trvalým chrupem tak, jak je tomu u drtivé většiny ostatních savců. Poslední horní stolička však u basilosauridů není vyvinuta. Příkladem nespecializovaných basilosauridů je rod Dorudon, rod Basilosaurus je typický silně protaženými obratli a obřími rozměry (dosahoval délky až 20 m). Basilosauridi vymřeli na konci eocénu před asi 34 Ma.

#### Kosticovci

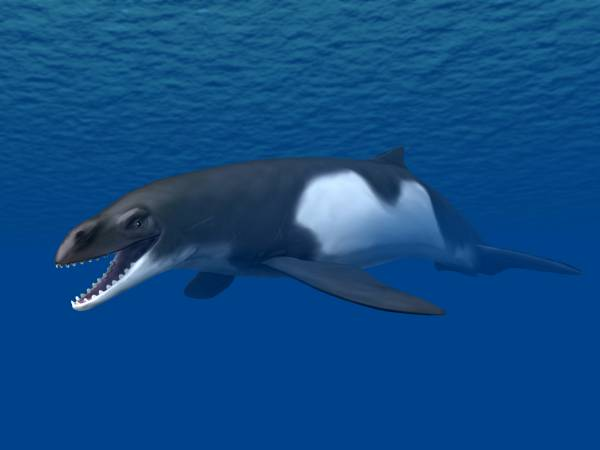
Rekonstrukce raného kosticovce rodu Janjucetus

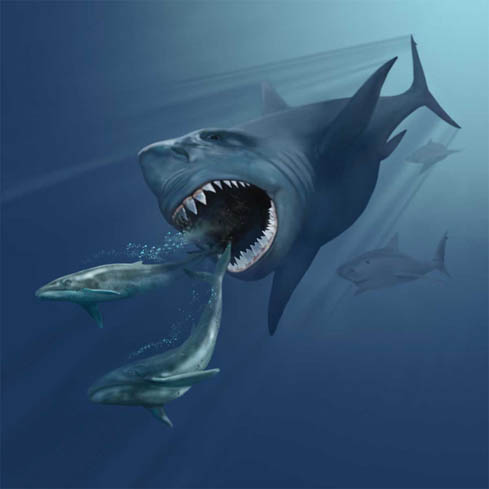
Megalodon pronásledující miocenní kosticovce rodu Eobalaenoptera

Dnes žijící kosticovci jsou nápadní absencí zubů. Na získávání potravy se místo nich podílejí rohovinové kostice. Řada fosilních rodů kosticovců však byla ozubená. Nejstarším známým zástupcem kosticovců je Mystacodon ze svrchního eocénu Peru (žil asi před 36,5 Ma). Jen o málo mladší (stále svrchnoeocenní) je Llanocetus ze Seymourova ostrova při pobřeží Antarktidy. Jejich dentice byla podobná dentici basilosauridů, s nimiž se shodovali i v zubním vzorci (3.1.4.23.1.4.3). Také jejich lebky se podobají lebkám basilosauridů, jsou však širší, nižší a v přední části (před nozdrami) poněkud zkrácené. Tyto úpravy jsou nejspíše spojeny s menším podílem čistě uchopovací funkce čelistí a s vyšší rolí sání při lovu (ve smyslu stržení kořisti proudem vody do úst; nešlo o polykání vody). Právě využívání nasávání většího objemu vody do úst během lovu je považováno za mezistupeň mezi prostým uchvacováním kořisti štíhlými čelistmi předpokládaným u basilosauridů a filtrací potravy z nasáté vody u pozdějších kosticovců. Je možné, že drobnější Mystacodon (měřil necelé 4 m) za pomoci sání lovil menší bentické obratlovce (např. rejnoky doložené z téže lokality) ze dna. Llanocetus mohl dorůstat až 12 m a při lovu větší kořisti tento mechanismus využíval spíše menší měrou. U obou rodů byly zadní končetiny silně redukované, ale stále ještě vyčnívaly z těla. K jejich úplné redukci tedy došlo u kosticovců a ozubených nezávisle.
I během oligocénu se vyskytovali podobně uzpůsobení kosticovci s vyvinutými zuby, zastoupení např. rody Janjucetus, Mammalodon nebo Aetiocetus. V případě aetioceta a jemu příbuzných rodů se uvažovalo o současné přítomnosti zubů i krátkých primitivních kostic v jeho tlamě. Nález „pravelryby“ rodu Maiabaena, která postrádala jak zuby, tak kostice, však tomuto scénáři neodpovídá. Jak ukazuje její mohutný jazylkový aparát, Maiabaena stále využívala prudké sání vody při lovu kořisti. Úplná či částečná ztráta zubů a lov za pomoci podtlaku u ústech není mezi kytovci ojedinělý – podobný způsob obživy nacházíme např. u vorvaňovců, narvalů a dalších. Častou kořistí těchto zvířat jsou hlavonožci. Lze se domnívat, že podobně se živila nejen Maiabaena, ale možná i zástupci bezzubé vymřelé čeledi Eomysticetidae, sesterské k recentním kosticovcům, u které byla přítomnost kostic předpokládána na základě později zpochybněných nepřímých dokladů a jejich příbuznosti s dnešními kosticovci. Je tedy možné, že kostice se vyvinuly právě jen u té podskupiny kosticovců, jejíž zástupci se dožili dneška (skupina Balaenomorpha). Kosticovců, těch se zuby i bezzubých, během raného miocénu zřetelně ubývalo, patrně kvůli zhoršeným klimatickým podmínkám, a většina jejich linií vymřela. Ve středním miocénu (asi v době před 18 Ma) se situace mění a řada rodů balaenomorfních kosticovců, tedy kosticemi vybavených specialistů na filtraci, se začíná hojně objevovat ve fosilním záznamu.

#### Ozubení

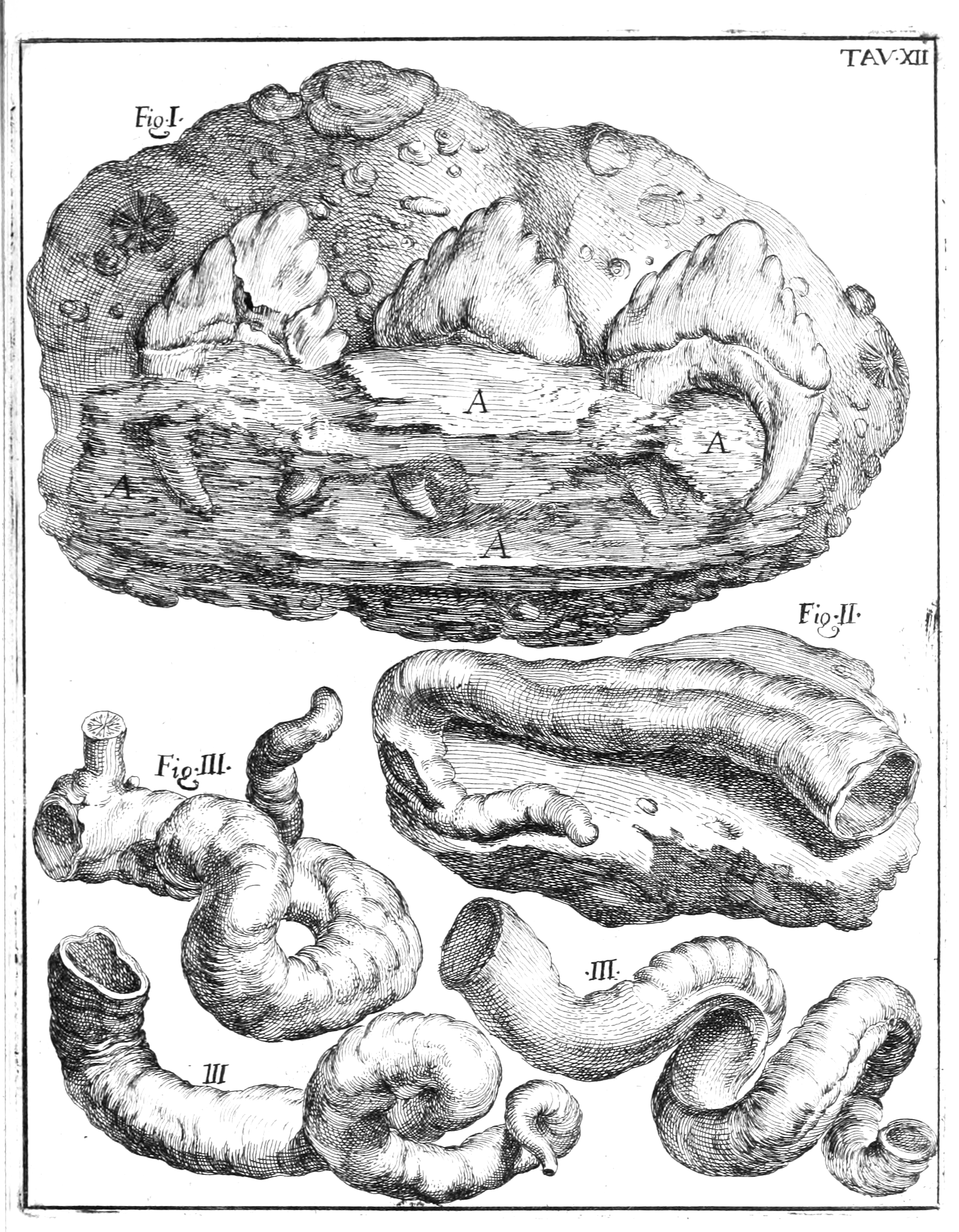
Ilustrace ze Scillova díla z roku 1670; v horní části je nákres fosilního fragmentu čelisti squalodonta

Na rozdíl od kosticovců, u kterých se kostice objevily až relativně pozdě během jejich evoluce, se nápadná společná vlastnost ozubených, totiž schopnost echolokace, objevila velice brzy. Usuzujeme tak jednak ze stavby vnitřního ucha uzpůsobeného k vnímání ultrazvuku, a jednak z charakteru lebky, která je asymetrická, konkávní v místě, kde je u recentních kytovců přítomen tukový meloun, a nese i další, detailnější znaky spojené s echolokací. Už u nejstaršího popsaného zástupce ozubených (Simocetus) z raného oligocénu byla některá přizpůsobení spojovaná s echolokací ve stavbě lebky dokumentována. Podrobný průzkum stavby vnitřního ucha fosilního novorozence kytovce blízkého druhu Olympiacetus avitus (nebo do tohoto druhu přímo patřícího) však schopnost vnímání ultrazvuku u nejbazálnějších ozubených zpochybňuje. Autoři této studie přicházejí s hypotézou, že měkké tkáně spojované s echolokací pomáhaly u archaických ozubených s produkcí vysokofrekvenčních zvuků, ale ještě ne ultrazvuků. Teprve později se vyvinula pravá echolokace, u oligocenní čeledi Xenorophidae s poněkud odlišnou stavbou lebky možná dokonce konvergentně, nezávisle na ostatních echolokujících ozubených.
Široce rozšířený oligocenní až miocenní rod Squalodon patří mezi nejdéle známé fosilní kytovce. Fragment jeho čelisti se třemi zuby nalezený na Maltě je vyobrazen ve spisu italského malíře a učence Agostina Scilly z roku 1670, v němž Scilla argumentuje ve prospěch myšlenky, že fosilie jsou pozůstatky dávných organismů. Jde o nejstarší dochovanou zmínku o kytovčí fosilii. Vědecky popsán byl Squalodon roku 1840 francouzským přírodovědcem Jean Pierrem de Grateloup, který ale fragment jeho čelisti nalezený ve Francii poblíž Bordeaux považoval za pozůstatek plaza podobného iguanodontovi. Squalodontům, jejichž příslušnost ke kytovcům byla záhy rozpoznána, byly během následujících dekád nekriticky přisuzovány nejrůznější více či méně fragmentární nálezy (často jednotlivé zuby patřící i nepříbuzným kytovcům) nalézané v různých částech světa, což vedlo k poněkud chaotické taxonomii tohoto rodu. Squalodontí lebka již byla teleskopická, tzn. nozdry byly posunuty na temeno. Zuby byly stále rozlišené, ale byly již zmnožené (počet třenáků a stoliček byl zvýšený), šlo tedy o heterodontní a polyodontní dentici. Celkem byly v každém kvadrantu (v každé polovině čelisti) tři řezáky, jeden špičák a za ním dalších 11 či 12 zubů. Squalodon byl považován za příbuzného delfínovců, ale většina moderních fylogenetických analýz jej řadí mimo monofyletickou skupinu zahrnující recentní ozubené kytovce.

Z mnoha dalších fosilních ozubených stojí za zmínku Livyatan, vymřelý příbuzný vorvaňů, který žil asi před 9–10 Ma (v miocénu). Dorůstal podobné velikosti jako vorvani (patrně až přes 17 m), ale lovil odlišnou kořist, mimo jiné i další kytovce. Pro lov byl vybaven mohutnými zuby v horní i dolní čelisti. Jeho současníkem byl i proslulý obrovský žralok megalodon, nejspíše jeho potravní konkurent. I několik dalších rodů z příbuzenstva vorvaňů (např. Acrophyseter) bylo vybaveno nápadnými zuby, jejich zástupci však nedorůstali takových rozměrů. Zajímavý je také pliocenní Odobenocetops z příbuzenstva narvalovitých. Měl vytvořené asymetrické kly (pravý byl výrazně větší, levý jen rudimentární), které byly skloněny vzad, a vzhledem tlamy i způsobem obživy silně připomínal mrože.

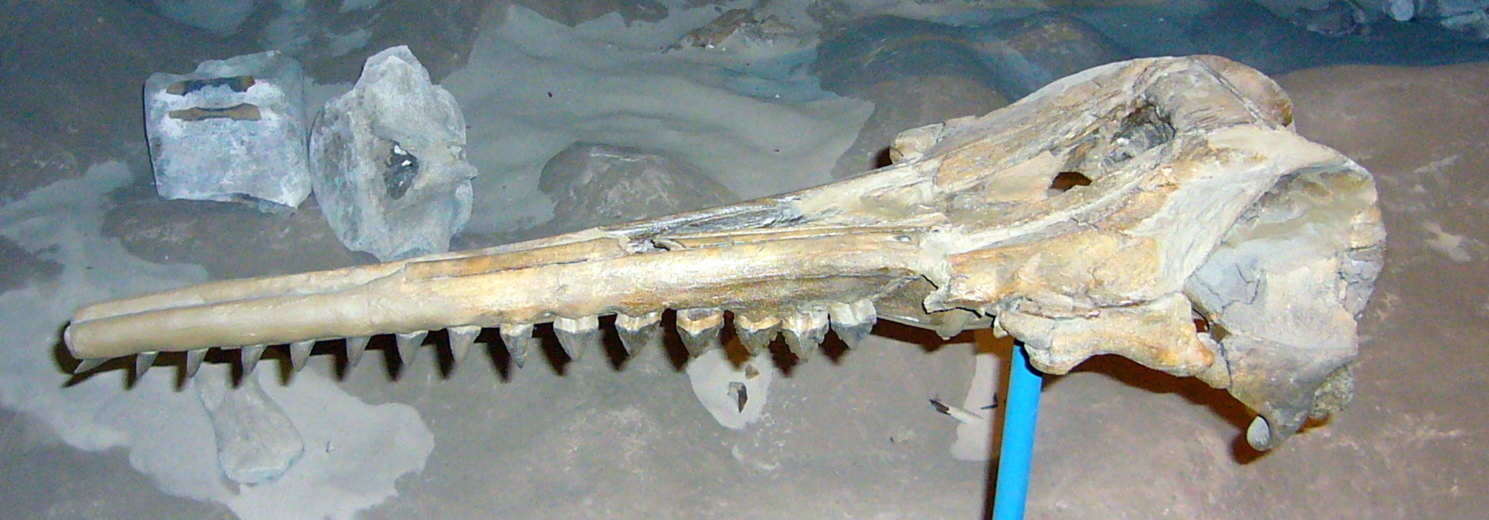
Lebka squalodonta s heterodontní denticí
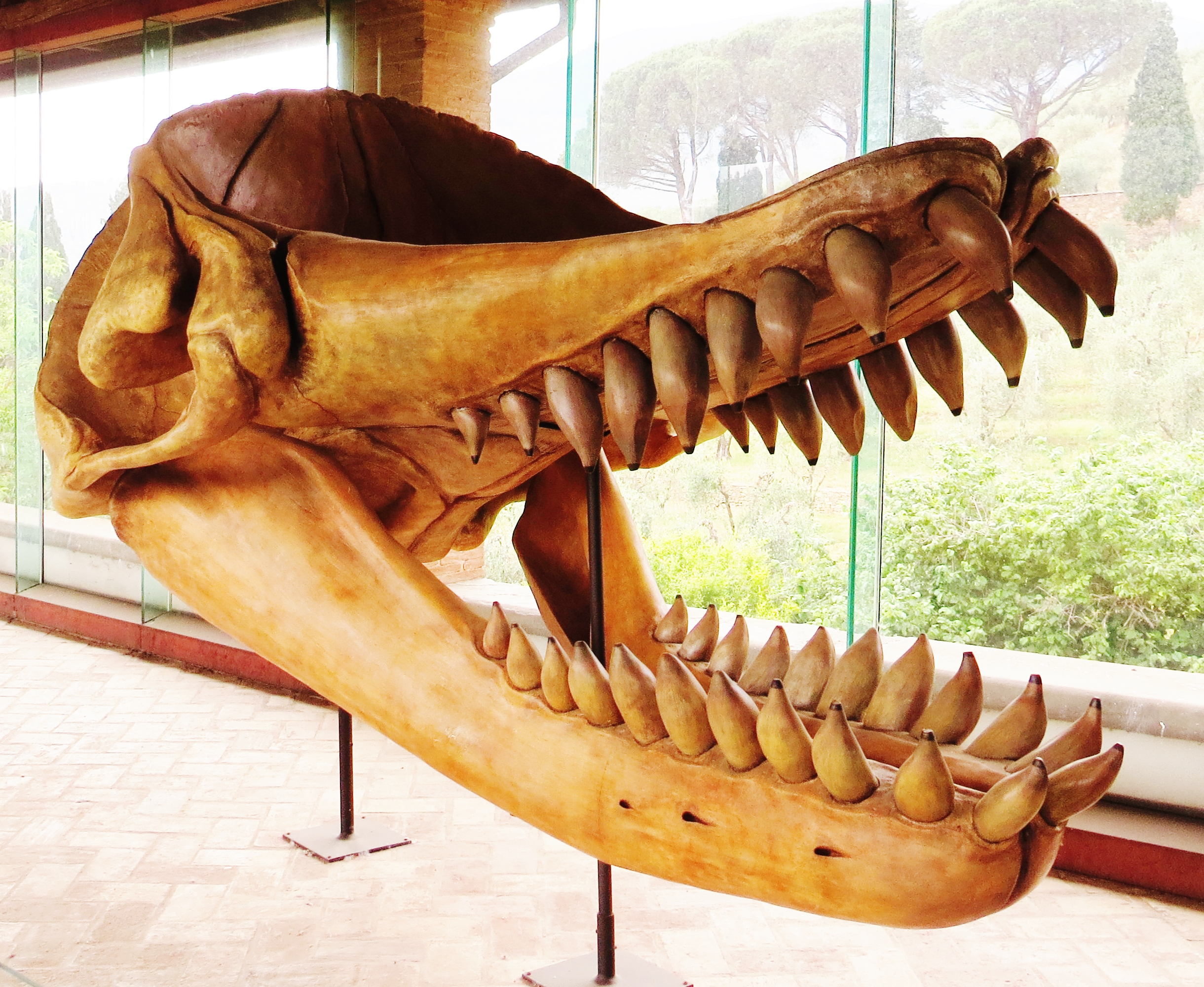
Lebka livyatana
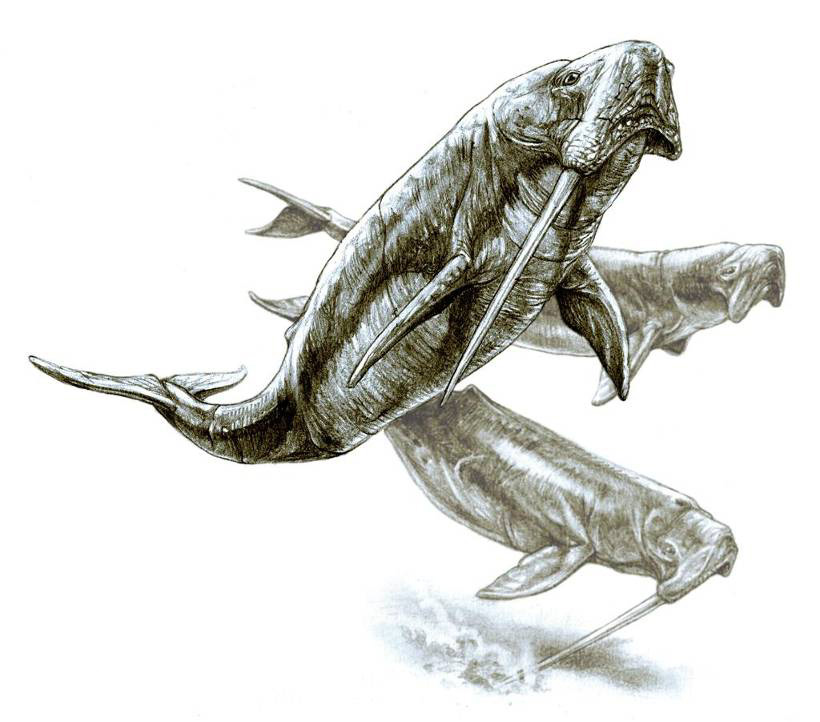
Odobenocetops: rekonstrukce

### Konvergence vadaptacích kytovců a hrochů
Přestože fosilie jako Indohyus nebo Pakicetus dokládají, že kytovci byli na vodu vázáni od počátku svého vývoje, a přestože silnou vazbu na vodu nacházíme i u hrochů, celou řadu adaptací na toto prostředí získali kytovci a hroši se vší pravděpodobností konvergentně. Jde například o metabolická přizpůsobení svalů a nervové soustavy související s delším zadržováním dechu, o metabolismus tuků aj. Podle rozsáhlé analýzy proteinů si tyto adaptace vytvořili kytovci (a v menší míře i hroši) až po odštěpení od společného předka. Ostatně evoluce hrochů (resp. celé skupiny Ancodonta zahrnující všechny savce bližší hrochovitým nežli kytovcům) probíhala zpočátku z velké části i v čistě terestrických ekosystémech, vodní způsob života dnešních hrochů není v rámci Ancodonta typický. K přechodu k obojživelnému způsobu života u předků dnešních hrochů došlo patrně až během miocénu, dávno po oddělení od kytovčí linie. Stojí za připomenutí, že ani hrošík liberijský není na vodu zdaleka tak silně vázaný jako známější hroch obojživelný. Znaky, jako je značná redukce ochlupení, silná vrstva podkožního tuku, zesílené („těžké“) kosti, uzavíratelné nozdry aj. mohly u obou skupin vznikat paralelně.

## Ohrožení a ochrana

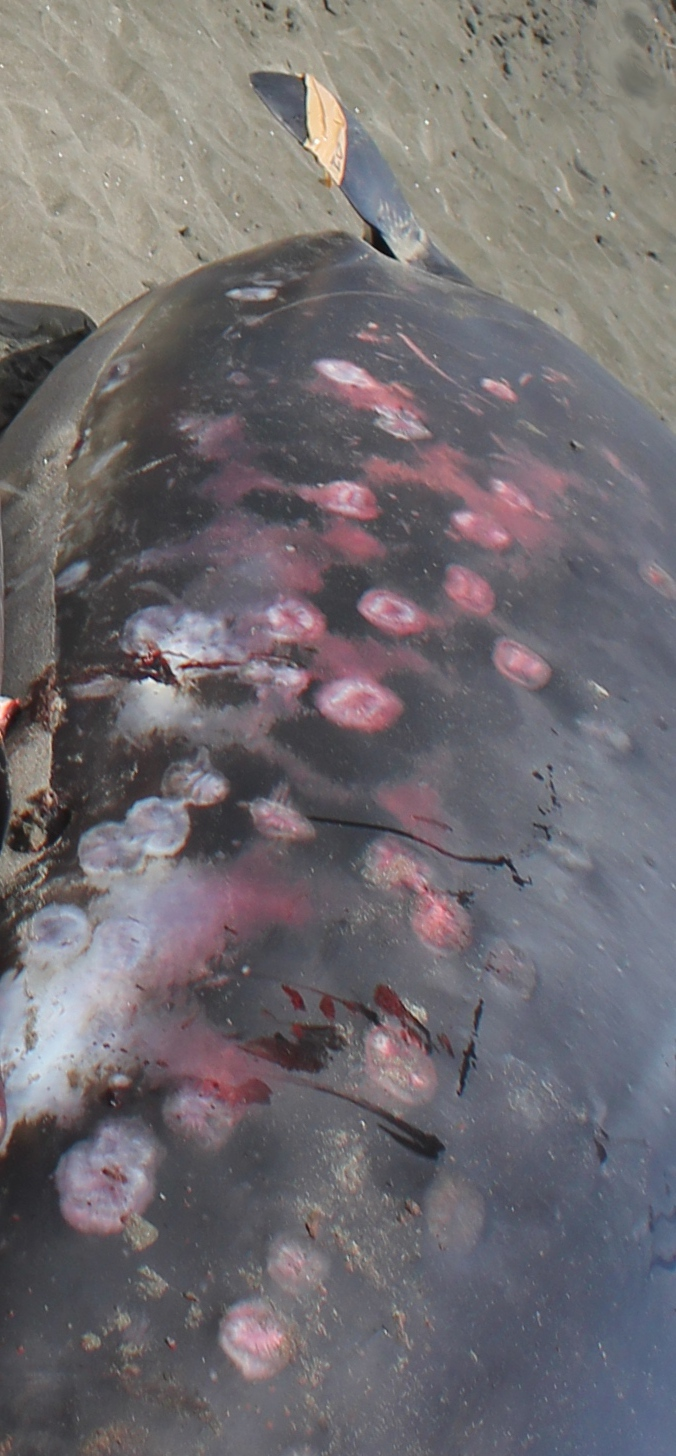
Jizvy na kůži vorvaňovce malého po pokousání žraločkem brazilským

### Přirození nepřátelé

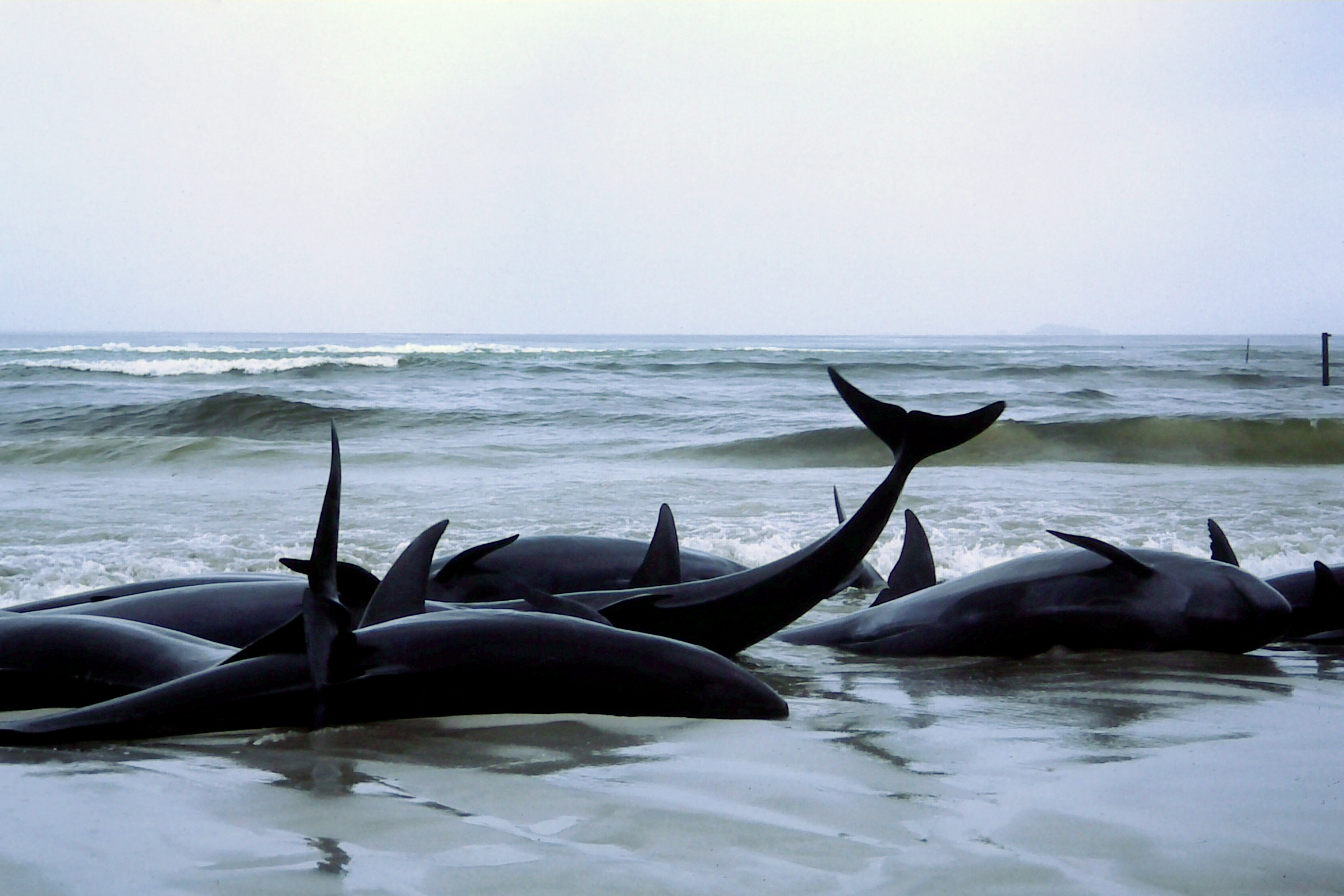
Kosatky černé uvízlé na pláži

Kytovci nemají mnoho přirozených nepřátel. Zdaleka nejvýznamnější predátor ohrožující kytovce je právě jeden z nich: kosatka dravá, jejíž některé populace loví menší kytovce (delfíny, sviňuchy), ale troufají si i na kosticovce, včetně těch největších. Méně často útočí na menší kytovce žraloci, lední medvědi, kosatky černé či kulohlavci, nicméně v některých oblastech (při východní Austrálii) může jizvy po útocích žraloků nést na těle až třetina delfínů. Nepříjemným ektoparazitem mnoha kytovců je asi půlmetrový žraloček brazilský (navzdory druhovému jménu se vyskytuje v teplých mořích celého světa), který vykusuje z těl svých obětí kusy kůže a svaloviny.
Na kytovcích, především na kosticovcích, se běžně usazuje několik druhů svijonožců. Přestože svému hostiteli přímo neškodí a živí se planktonem filtrovaným z okolo proudící vody, mohou zvyšovat odpor vody při plavání a vyvolávat svědění. Usazují se ponejvíce na ploutvích, na hlavě nebo v okolí genitálií. Na povrchu kytovců mohou v početných populacích žít i mikroskopické řasy, rozsivky, které mohou dávat jejich kůži hnědavý až zelenavý odstín. V trávicí soustavě se mohou vyskytovat nejrůznější endoparazité. Jde o zástupce hlístic, motolic, tasemnic nebo vrtejšů. I další orgány mohou být napadány parazity, často hlísticemi. Nebezpečné motolice rodu Nasitrema obývají dýchací cesty.

### Úhyn na pobřeží
V některých případech hynou kytovci uváznutím na mělčině či na pobřeží (kromě toho může být pasivně vyplavena i jejich mrtvola). V případech jednotlivých zvířat, která jsou poraněná, dezorientovaná, za silných bouří apod. může jít o nešťastnou náhodu. Mnohem náročnější na vysvětlení jsou hromadná uváznutí celých skupin jinak zdravých zvířat. Takováto masová uváznutí na mělčinách a plážích jsou známá u vorvaňů, kulohlavců, kosatek černých i některých delfínů, obecně ale u kytovců se silnou soudržností skupiny. Někdy se jedná o uváznutí na místech se širokým přílivovým pásmem, kde může voda při odlivu ustupovat nečekaně rychle. V některých případech jde ale nejspíše přímo o projev sociálních vazeb, kdy se stádo zdržuje v blízkosti členů society, kteří již uvízli – často se drží starých, ale už skomírajících dominantních jedinců, kteří zavedou stádo do nebezpečné oblasti. V takových případech se stává, že zvířata navrácená do vody se vracejí na břeh za stádem a snaha o jejich záchranu může být marná. V jiných případech se ukázalo, že se jedná o skupiny vážně nemocných nebo parazitovaných zvířat, jejichž špatný zdravotní stav se zřejmě podílel na dezorientaci či snaze odpočívat a hledat úlevu na (příliš) mělkých místech. Další navrhované hypotézy zahrnují dezorientaci způsobenou lokálními poruchami geomagnetického pole, které snad někteří kytovci využívají při navigaci, nebo selhání echolokace v místech, kde má dno nepříznivý sklon a špatně odráží echolokační zvukové vlny zpět. Na zmatení echolokačního smyslu se může podílet i rozbouřené moře, kdy se ve vodním sloupci může objevit množství písku, bublin a dalších echolokaci rušících objektů. Ve všech případech může stačit, aby se na nebezpečná místa dostali jen někteří členové skupiny a zbytek s nimi může zůstávat i přes riziko smrti. Nebezpečný a k dezorientaci vedoucí může být kytovcům i hlasitý lidmi využívaný sonar (nejčastěji pro vojenské účely).

### Lidská činnost

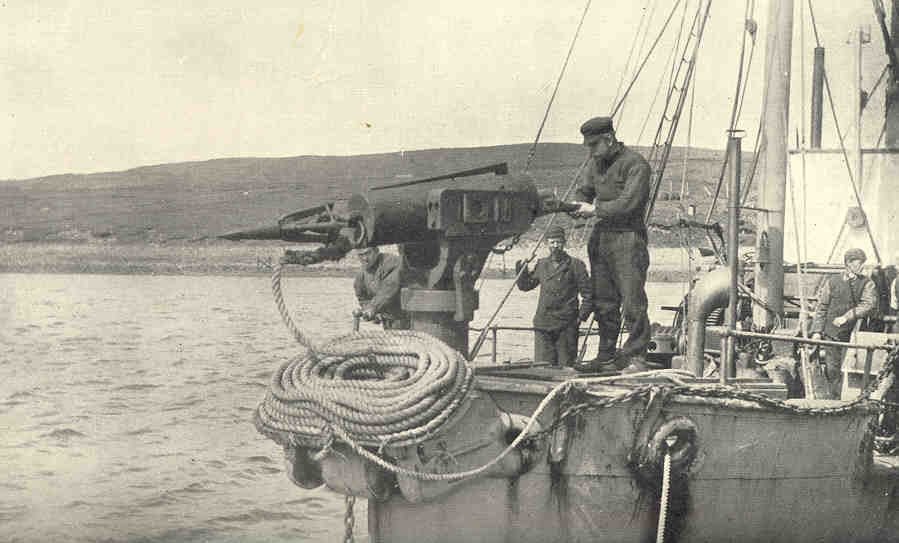
Harpunové dělo na parní velrybářské lodi připravené ke střelbě

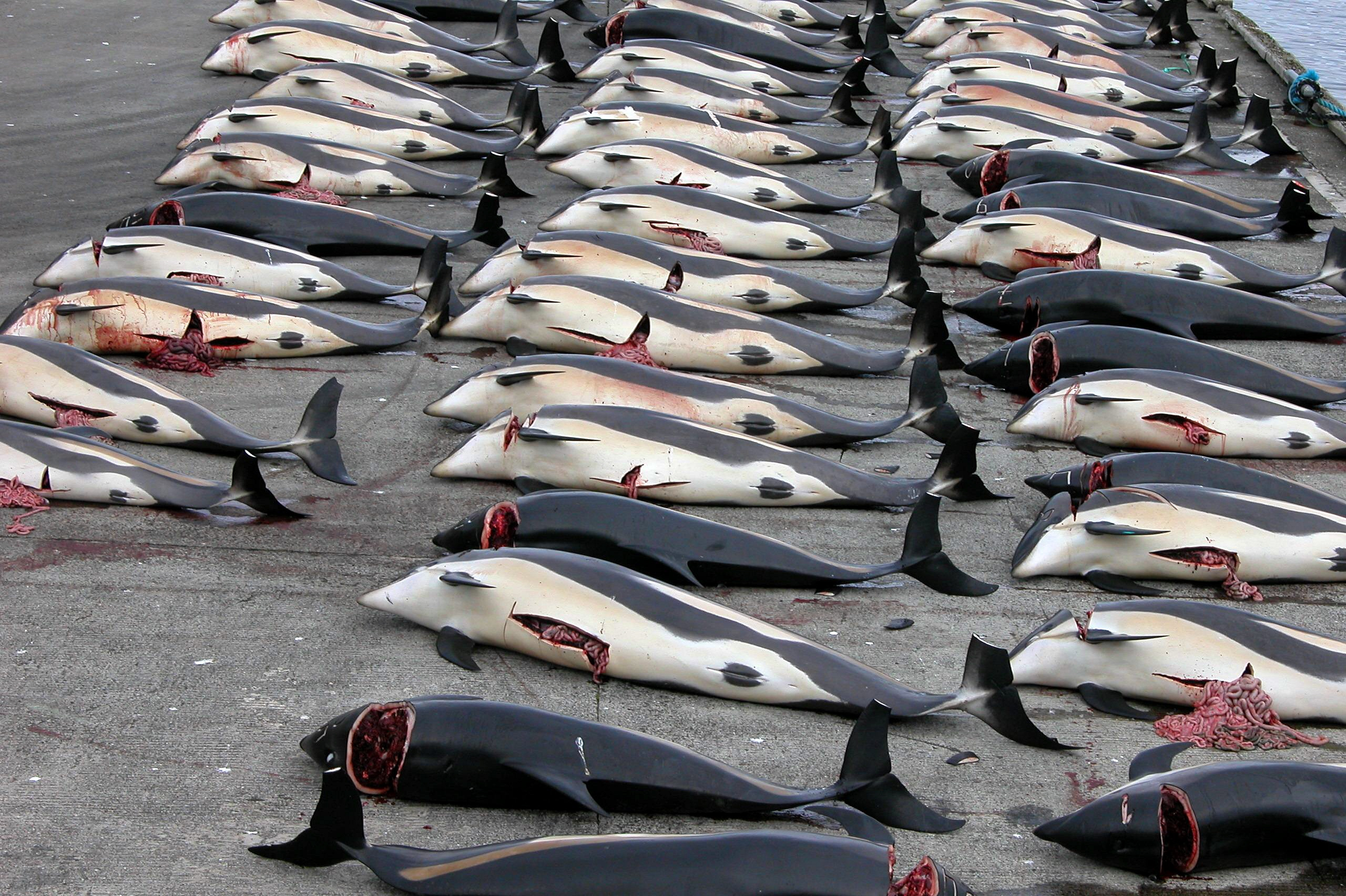
Plískavice běloboké nalovené na Faerských ostrovech

Kytovci jsou mnoha způsoby přímo či nepřímo ohrožováni lidskou činností. Kromě lovu, jehož význam ale v posledních dekádách poklesnul, patří mezi nejvýznamnější lidmi způsobená rizika zejména následující: mizení vhodných habitatů kvůli osidlování a využívání pobřeží, zamotání kytovců do rybářských sítí a utonutí, úbytek vhodné kořisti kvůli rybolovu a lovu korýšů, znečištění nejrůznějšího druhu (znečištění ropným průmyslem a jiné chemické znečištění, plasty a další odpad v moři), rušení zvířat lidmi a plavidly, nadměrný hluk poškozující sluch kytovců a jejich schopnost echolokace, poranění po střetech s loďmi a další.
Mezi nejohroženější druhy kytovců patří především
- někteří velcí kosticovci s pomalým rozmnožovacím cyklem nadměrně lovení v minulosti. Jde především o velrybovité. Kriticky ohrožená je velryba černá, jejíž populace čítá jen několik set jedinců a stav se dlouhodobě nelepší. Příbuzná velryba japonská má sice početnější populaci, asi 1000 kusů, ta ale nevykazuje stoupající trend. Stavy nejohroženějších plejtvákovitých kytovců, jako je plejtvák obrovský s populací asi 5–15 tisíc kusů, se vesměs zvyšují a některé druhy dříve silně ohrožené velrybářstvím již patrně dosahují početnosti odpovídající období před intenzivním lovem (keporkak).[214][215] Plejtvák Riceův, který byl roku 2021 oddělen jako nový druh od plejtváka Brydeova, se vyskytuje v Mexickém zálivu v poslední asi stovce kusů.[216]
- kytovci obývající velké řeky. Kvůli znečištění, ruchu na řekách, úbytku ryb a regulaci toků patří v podstatě všichni říční delfínovci mezi ohrožené až kriticky ohrožené druhy. Delfínovec čínský je již patrně vyhuben nebo se nachází na hranici vyhubení.[215][6]
- menší druhy kytovců s omezeným areálem výskytu obývající pobřežní vody. Nejohroženějším kytovcem tohoto typu je sviňucha kalifornská endemitně se vyskytující v severní části Kalifornského zálivu. Její populace čítá jen několik jedinců.[6][217]

(Údaje o početnosti populací získány z citovaných zdrojů v roce 2021, vesměs jde o odhady početnosti z prvních dvou dekád 21. století; odhady jsou často zatíženy velikou chybou a v různých zdrojích se mohou lišit.)
Velcí kytovci byli (a malém měřítku stále jsou) loveni pro řadu produktů. Hlavně šlo o maso a tuk, ale využívaly se i kostice a další části těl. V případě vorvaňů přibývají ještě dvě další komodity: spermacet, olejovitá, při asi 30 °C na voskovitou hmotu tuhnoucí výplň spermacetového orgánu v hlavě nad melounem, a ambra. Ambra (ze starofrancouzského „ambre [gris]“, což znamená „[šedý] jantar“) tvoří lehké (hustota je asi 0,75–0,95 g/cm³), pevné, ale snadno tavitelné nepravidelné hroudy o hmotnosti typicky od 100 g do 10 kg (rekordní kus ambry o hmotnosti 420 kg byl nalezen ve střevě vorvaně o délce asi 15 m). Tvoří se ve střevě vorvaňů, kde je také nejčastěji nalézána, ačkoli se při defekaci může dostat do vody a být vyplavena na pláž. Je složena z látek voskovité povahy jako je epikoprostanol nebo ambrein (dvě hlavní složky), které jsou vylučovány střevem kolem chitinových čelistí pozřených hlavonožců, jež jsou nakonec v ambře uzavřeny. Ambra bývala ve středověku a po většinu novověku velmi ceněná zejména ve voňavkářství (jako fixativum různých vůní) nebo jako kadidlo, ale používána byla i jako afrodiziakum nebo medikament na léčbu různých neduhů (přestože neobsahuje žádné účinné látky). Vzhledem k vzácnosti (nalézá se ve střevech asi 1 % ulovených vorvaňů) byla velmi drahá, ve 20. století ale její význam poklesl zejména kvůli syntetickým náhražkám ve voňavkářství.
V druhé polovině 19. století a počátkem 20. století se lov velkých kytovců značně zintenzivnil. Technologický pokrok přinesl nejen parní a později motorové lodě, ale také harpunové dělo (vynalezené roku 1868) a další vynálezy zefektivňující velrybářství. Lovených kytovců začalo rychle ubývat, a teprve když se některé druhy (velryby na severní polokouli, keporkaci, plejtváci obrovští) ocitly na hranici vyhubení, začalo se, nejprve z ryze praktických důvodů, uvažovat o jejich ochraně. První úmluvy o ochraně nejohroženějších druhů vycházely přímo od velrybářských spolků, odkud také vzešly návrhy na kvóty na množství prodávaného velrybího tuku. Jednou z nejstarších dohod o ochraně kytovců je Úmluva upravující lov velryb (Ženeva, 24. září 1931), vyhlášena v ČSR pod č. 34/1935 Sb. z. a n. Následovaly další, mezi nejdůležitější z nich patří Mezinárodní úmluva pro regulaci lovu velryb (Washington, D.C., 2. prosince 1946), na základě které vznikla Mezinárodní velrybářská komise (The International Whaling Commission, IWC). V evropském právu upravuje ochranu kytovců Nařízení Rady (EHS) č. 348/81 z 20. ledna 1981 o společných předpisech pro dovoz výrobků z velryb a ostatních kytovců a Nařízení Rady (ES) č. 338/97 ze dne 9. prosince 1996 o ochraně druhů volně žijících živočichů a planě rostoucích rostlin regulováním obchodu s nimi. Po vstupu do Evropské unie se členem IWC stala v roce 2005 i Česká republika. Ne vždy je ochrana zcela účinná. Některé země (nebo někteří občané a společnosti některých zemí) mezinárodní smlouvy nerespektují (Norsko) nebo obcházejí, například se zdůvodněním, že jde o lov pro výzkumné účely (Japonsko, Island) nebo o tradiční způsob obživy a života původních obyvatel (Aljaška, Čukotka, Grónsko aj.). Například v roce 2019 ulovilo Japonsko přes 300 plejtváků, Norsko přes 400, Dánsko (Grónsko) přes 150, USA (Aljašští Inuité) 36 velryb, obyvatelé ruské Čukotky asi 140 plejtvákovců. Místy jsou loveni i menší kytovci. Asi nejproslulejší jsou z tohoto hlediska Faerské ostrovy, kde jsou koordinovaně loveny stovky až tisíce plískavic bělobokých a kulohlavců ročně.
V červenci 2013 rozhodlo indické ministerstvo životního prostředí a lesů povýšit status inteligentních kytovců na „nelidské osoby“ a zakázala aquacentra, vodní show a podobná zařízení, kde by měli být kytovci chováni v zajetí a ryze pro zábavu.

## Vkultuře

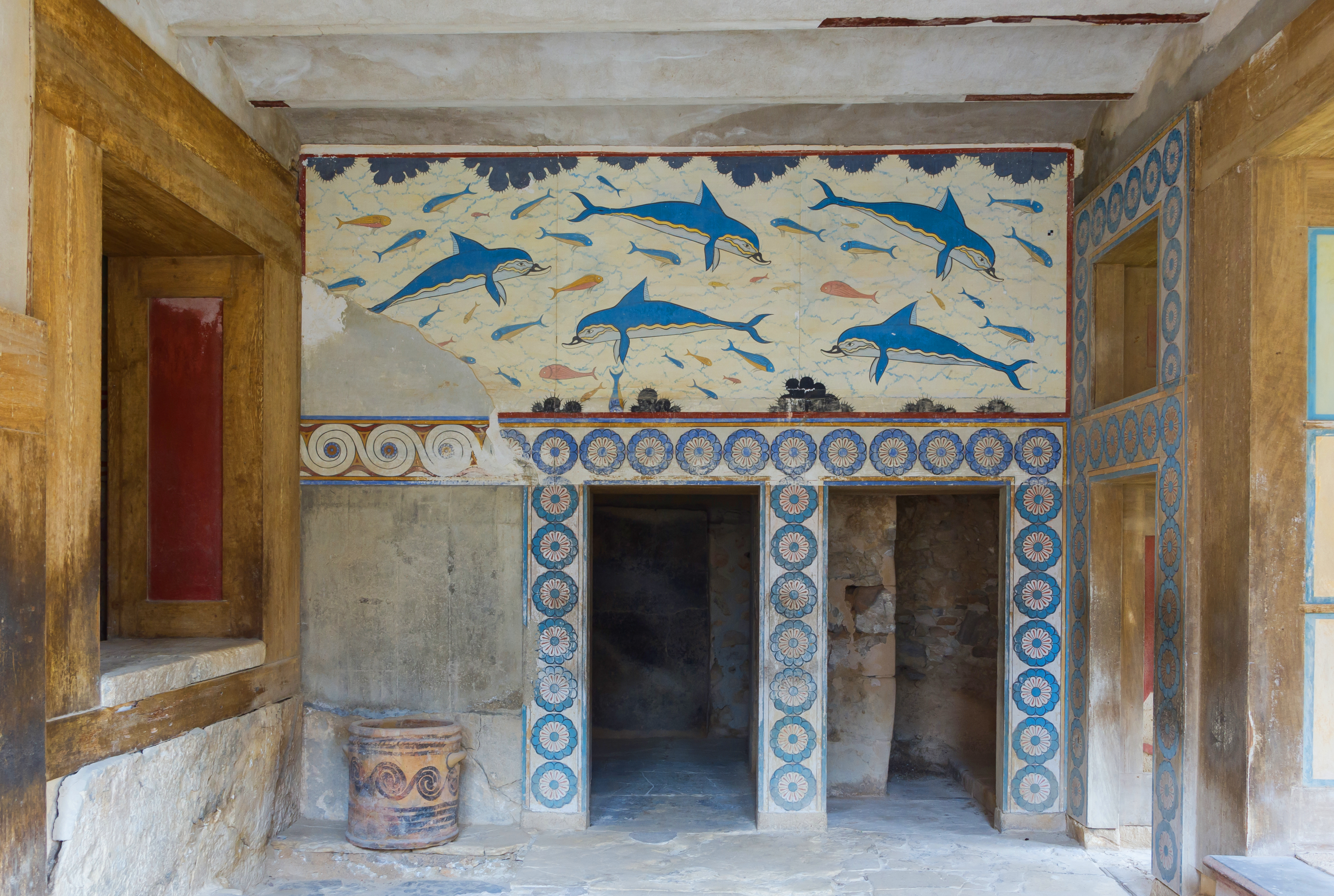
Delfíni na fresce z Knóssu

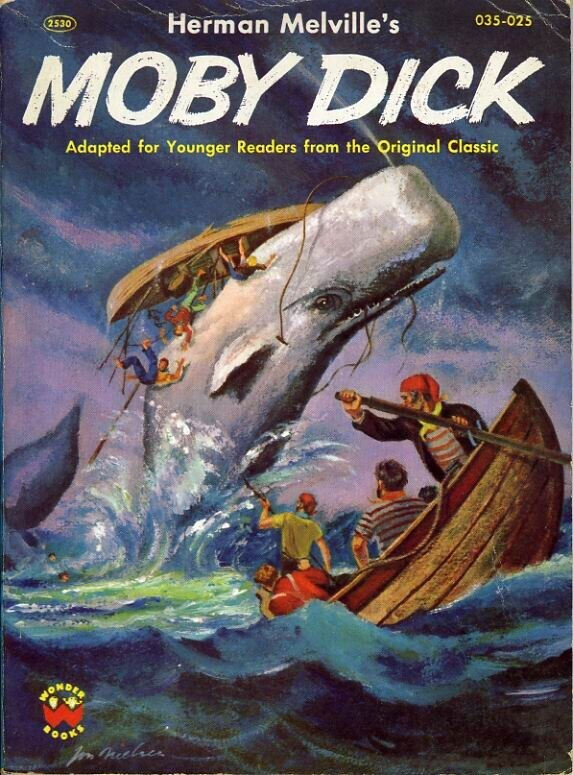
Titulní strana jednoho z mnoha (přepracovaných) vydání Melvilleovy Bílé velryby

### Starověk
Delfíni, velryby a další kytovci poutali pozornost lidí od prehistorických dob. Jako doklady mohou sloužit např. do kamenů rytá vyobrazení kosatek ze starého severního Norska (stáří je odhadováno na 9000 let), četná a mnohdy velmi precizní vyobrazení delfínů na freskách, mozaikách, keramice či mincích z mínojské Kréty (cca 3000–1500 let př. n. l.) a další. Ze starého Řecka se dochovala řada mýtů a pověstí, kde delfíni hrají důležitou roli. Jsou spojováni s některými řeckými bohy, především s Apollónem a Poseidónem. Velryba hraje důležitou roli v biblickém příběhu o Jonášovi. I zmínky o leviatanovi, bájné mořské nestvůře, jsou nejspíše inspirovány velkými kytovci a patrně mají předbiblický, fénický původ.

### Přírodní národy
Kytovci vystupují i v mnoha legendách přímořských národů po celém světě. Některé maorské kmeny vyprávějí historku o tom, že jejich prapředci byli na Nový Zéland transportování na hřbetě velryby. Domorodci z Jižního ostrova N. Zélandu považují za posvátné bytosti vorvaně, pro některé kmeny původních obyvatel Aljašky jsou zase posvátnými zvířaty kosatky. V Amazonii jsou nadpřirozené schopnosti (např. schopnost proměnit se v muže) připisovány delfínovcům. Zvláštním místem je ostrov Yttygran u Čukotky, kde ve 14. století vybudovali Inuité tzv. velrybí alej, několik set metrů dlouhou cestu lemovanou čelistmi a dalšími kostmi velryb. Místo mělo kromě praktické role (zpracování ulovených velryb) patrně i ceremoniální a rituální význam.

### Bílá velryba
Slavný román Bílá velryba z roku 1851 (v prvním anglickém vydání „The Whale“, v americkém originále „Moby Dick; or, the Whale“), jehož autorem je Herman Melville, je nejen cenným literárním dílem, které se dočkalo mnoha vydání v řadě jazyků (je volně k dispozici i v elektronické podobě), a bohatou pokladnicí informací o kytovcích a velrybářích, ale i knihou plnou filosofických úvah o osudu, o člověku, o přírodě a o jejich vztahu. Jednou ze zřetelných inspirací příběhu jsou i biblické příběhy. Vypravěč příběhu, námořník Izmael, je svědkem mnohaletého konfliktu dvou nepřátel na život a na smrt, kapitána Achaba a bílého samce vorvaně, Moby Dicka. Herman Melville sám sloužil v letech 1841–1843 na velrybářských lodích, čerpal tedy informace takříkajíc z první ruky, nadto při sepisování svého vrcholného díla studoval odbornou literaturu. Navíc, jak zjistil chicagský profesor literatury Howard Vincent, Moby Dick měl reálnou předlohu: v první polovině 19. století mezi velrybáři nechvalně proslul částečně albinotický samec vorvaně, který po prvních pokusech o ulovení začal útočit na velrybářské i civilní lodi. Podle chilského ostrova Mocha, kde se r. 1810 poprvé střetl s velrybáři, byl pojmenován Mocha Dick. Případ agresivního Mocha Dicka nebyl ojedinělý, slavný je i útok vorvaně na velrybářskou loď Essex roku 1820. Tato událost byla zpracována ve filmu V srdci moře. Film Bílá velryba, který byl podle knižní předlohy natočen režisérem Johnem Hustonem roku 1956 je považován za jedno z významných kinematografických děl.

### Zlom ve 20.století
Během 20. století došlo k zásadní změně pohledu na kytovce ve společnosti. V předchozích obdobích byl mimovědecký zájem o kytovce motivován zejména ekonomickými potřebami. Především velcí kytovci byli loveni pro maso, tuk a další suroviny, menším druhům nebylo věnováno příliš pozornosti. Již během 19. století byli někteří menší kytovci krátkodobě chováni jako kuriozita, ale hlavní vlna zájmu o kytovce jakožto o zajímavé chovance mořských akvárií a později i specializovaných delfinárií přichází až koncem 30. let 20. století, kdy otevřelo floridské zábavní centrum Marine Studios. Další podobná centra brzy následovala a až do 70. let jich díky jejich popularitě hlavně v Severní Americe, Evropě a Austrálii rychle přibývalo. Právě díky těmto mořským centrům se výrazně zvýšil zájem veřejnosti, ale i vědců, o kytovce. Čím dál větší podíl veřejnosti si uvědomoval, že kytovci jsou mnohem inteligentnější a sociálnější zvířata, než většina ostatních savců. Veřejné mínění se postupně začalo naklánět v neprospěch zařízení chovajících kytovce, často ve stísněných a nepříliš stimulujících podmínkách. Významnou roli v šíření zájmu o kytovce sehrál v 60. letech také americký seriál Flipper (česky „Můj přítel delfín“). Album nahrávek hlasových projevů keporkaků pojmenované „Songs of the Humpback Whale“, které sestavil Roger Payne, se stalo v 70. letech bestsellerem mezi nahrávkami zvuků přírody.
V 80. letech 20. století přestalo v USA, Evropě a Austrálii pod tlakem veřejnosti a nevládních organizací zábavních parků s kytovci přibývat, některá centra byla naopak uzavřena (v Asii nebo Jižní Americe a Karibiku se toto odvětví zábavního průmyslu nicméně nadále rozvíjelo). V této atmosféře vznikl třeba vlivný film Zachraňte Williho! Paralelně probíhala osvěta i ohledně volně žijících kytovců včetně těch velkých, kteří se v zajetí neobjevovali. Velkou zásluhu měl v tomto ohledu v druhé polovině 20. století díky produkci mnoha dokumentárních filmů i knih o mořském životě Jacques-Yves Cousteau, jehož společnost se věnuje ochraně mořského života dodnes. O mezinárodní zákaz velrybářství se prostřednictvím burcování povědomí veřejnosti významně zasloužila také organizace Greenpeace, která se zformovala v 70. letech a snažila se i aktivně bránit velrybářským lodím v lovu. Slogan „Save the whales“ se během 70. let stal hlavním heslem ochránců velryb také jejich zásluhou.

## Taxonomický přehled
Založeno na Mazákovi (1988), Carwardine (2007) aj.
Infrařád: kytovci (Cetacea)
- Parvřád: kosticovci (Mysticeti)
  - Čeleď: velrybovití (Balaenidae)
    - Rod: Balaena
      - velryba grónská (Balaena mysticetus)

    - Rod: Eubalaena
      - velryba černá (Eubalaena glacialis)
      - velryba japonská (Eubalaena japonica)
      - velryba jižní (Eubalaena australis)

  - Čeleď: velrybkovití (Neobalaenidae)
    - Rod: Caperea
      - velrybka malá (Caperea marginata)

  - Čeleď: plejtvákovcovití (Eschrichtidae)
    - Rod: Eschrichtius
      - plejtvákovec šedý (Eschrichtius robustus)

  - Čeleď: plejtvákovití (Balaenopteridae)
    - Rod: Megaptera
      - keporkak (Megaptera novaeangliae)

    - Rod: Balaenoptera
      - plejtvák myšok (Balaenoptera physalus)
      - plejtvák malý (Balaenoptera acutorostrata)
      - plejtvák jižní (Balaenoptera bonaerensis)
      - plejtvák sejval (Balaenoptera borealis)
      - plejtvák obrovský (Balaenoptera musculus)
      - plejtvák Brydeův (Balaenoptera brydei)
      - plejtvák Omurův (Balaenoptera omurai)
      - plejtvák Riceův (Balaenoptera ricei)
      - plejtvák Edenův (Balaenoptera edeni)
- Parvřád: ozubení (Odontoceti)
  - Čeleď: vorvaňovití (Physeteridae)
    - Rod: Physeter
      - vorvaň (Physeter catodon)

  - Čeleď: kogiovití (Kogiidae)
    - Rod: Kogia
      - kogie tuponosá (Kogia breviceps)
      - kogie Owenova (Kogia simus)

  - Čeleď: indičtí delfínovcovití (Platanistidae)
    - Rod: Platanista
      - delfínovec ganžský (Platanista gangetica)
      - delfínovec induský (Platanista minor)

  - Čeleď: vorvaňovcovití (Ziphiidae)
    - Rod: Tasmacetus
      - vorvaňovec Shepherdův (Tasmacetus shepherdi)

    - Rod: Berardius
      - vorvaňovec velký (Berardius bairdii)
      - vorvaňovec Arnouxův (Berardius arnuxii)

    - Rod: Mesoplodon
      - vorvaňovec severomořský (Mesoplodon bidens)
      - vorvaňovec pacifický (Mesoplodon peruvianus)
      - vorvaňovec Gervaisův (Mesoplodon europaeus)
      - vorvaňovec tmavý (Mesoplodon mirus)
      - vorvaňovec malý (Mesoplodon grayi)
      - vorvaňovec Layardův (Mesoplodon layardii)
      - vorvaňovec tropický (Mesoplodon densirostris)
      - vorvaňovec Stejnegerův (Mesoplodon stejnegeri)
      - vorvaňovec japonský (Mesoplodon ginkgodens)
      - vorvaňovec kalifornský (Mesoplodon carlhubbsi)
      - vorvaňovec australský (Mesoplodon bowdoini)
      - vorvaňovec jižní (Mesoplodon hectori)

    - Rod: Indopacetus
      - vorvaňovec Longmanův (Indopacetus pacificus)

    - Rod: Ziphius
      - vorvaňovec zobatý (Ziphius cavirostris)

    - Rod: Hyperoodon
      - vorvaňovec anarnak (Hyperoodon ampullatus)
      - vorvaňovec plochočelý (Hyperoodon planifrons)

  - Čeleď: čínští delfínovcovití (Lipotidae)
    - Rod: Lipotes
      - delfínovec čínský (Lipotes vexillifer)

  - Čeleď: amazonští delfínovcovití (Iniidae)
    - Rod: Inia
      - delfínovec amazonský (Inia geoffrensis)

  - Čeleď: laplatští delfínovcovití (Pontoporiidae)
    - Rod: Pontoporia
      - delfínovec laplatský (Pontoporia blainvillei)

  - Čeleď: delfínovití (Delphinidae)
    - Rod: Steno
      - delfín drsnozubý (Steno bradanensis)

    - Rod: Sousa
      - delfín kamerunský (Sousa teuszii)
      - delfín indočínský (Sousa chinensis)
      - Sousa sahulensis
      - Sousa plumbea

    - Rod: Sotalia
      - delfín brazilský (Sotalia fluviatilis)

    - Rod: Lagenodelphis
      - plískavice saravacká (Lagenodelphis hosei)

    - Rod: Lagenorhynchus
      - plískavice běloboká (Lagenorhynchus acutus)
      - plískavice bělonosá (Lagenorhynchus albirostris)
      - plískavice plochočelá (Lagenorhynchus obliquidens)
      - plískavice tmavá (Lagenorhynchus obscurus)
      - plískavice pestrá (Lagenorhynchus cruciger)
      - plískavice jižní (Lagenorhynchus australis)

    - Rod: Stenella
      - delfín pruhovaný (Stenella coeruleoalba)
      - delfín pobřežní (Stenella attenuata)
      - delfín Grayův (Stenella clymene)
      - delfín dlouholebý (Stenella longirostris)
      - delfín kapverdský (Stenella frontalis)

    - Rod: Delphinus
      - delfín obecný (Delphinus delphis)

    - Rod: Tursiops
      - delfín skákavý (Tursiops truncatus)
      - delfín Ehrenbergův (Tursiops aduncus )

    - Rod: Lissodelphis
      - delfínec velrybovitý (Lissodelphis borealis)
      - delfínec Peronův (Lissodelphis peronii)

    - Rod: Cephalorhynchus
      - plískavice strakatá (Cephalorhynchus commersonii)
      - plískavice kapská (Cephalorhynchus heavisidii)
      - plískavice chilská (Cephalorhynchus eutropia)
      - plískavice novozélandská (Cephalorhynchus hectori)

    - Rod: Orcaella
      - orcela tuponosá (Orcaella brevirostris)
      - orcela Heinsohnova = orcela tupoploutvá (Orcaella heinsohni)

    - Rod: Grampus
      - plískavice šedá (Grampus griseus)

    - Rod: Peponocephala
      - elektra tmavá (Peponocephala electra)

    - Rod: Feresa
      - fereza malá (Feresa attenuata)

    - Rod: Pseudorca
      - kosatka černá (Pseudorca crassidens)

    - Rod: Orcinus
      - kosatka dravá (Orcinus orca) – komplex dosud nepopsaných druhů

    - Rod: Globicephala
      - kulohlavec černý (Globicephala melas)
      - kulohlavec Sieboldův (Globicephala macrorhynchus)

  - Čeleď: sviňuchovití (Phocoenidae)
    - Rod: Phocoena
      - sviňucha obecná (Phocoena phocoena)
      - sviňucha černá (Phocoena spinipinnis)
      - sviňucha jižní (Phocoena dioptrica)
      - sviňucha kalifornská (Phocoena sinus)

    - Rod: Phocoenoides
      - sviňucha běloploutvá (Phocoenoides dalli)

    - Rod: Neophocaena
      - sviňucha hladkohřbetá (Neophocaena phocaenoides)
      - Neophocaena asiaeorientalis

  - Čeleď: narvalovití (Monodontidae)
    - Rod: Delphinapterus
      - běluha severní (Delphinapterus leucas)

    - Rod: Monodon
      - narval jednorohý (Monodon monoceros)